# Australien
Australien (amtlicher deutscher Name; englisch Commonwealth of Australia, deutsch veraltet Australischer Bund) ist ein Staat auf der Südhalbkugel der Erde, der das Festland des australischen Kontinents, die ihm südlich vorgelagerte Insel Tasmanien, die subantarktische Macquarieinsel mit ihren Nebeninseln und als Außengebiete die pazifische Norfolkinsel, die Kokosinseln, die Weihnachtsinsel, die Ashmore- und Cartierinseln sowie Heard und die McDonaldinseln im Indischen Ozean umfasst. Seit 1933 erhebt das Land auch Ansprüche auf das Australische Antarktis-Territorium. Mit dem Antarktis-Vertrag wurde die Geltendmachung für unbestimmte Zeit aufgeschoben. Die Nachbarstaaten Australiens sind Neuseeland im Südosten sowie Indonesien, Osttimor und Papua-Neuguinea im Norden.
Australien hat knapp über 27,2 Millionen Einwohner und ist dünn besiedelt. Australiens ursprüngliche Bevölkerung, die Aborigines, wurden im Zuge des Siedlerkolonialismus ab 1788 systematisch verdrängt. Mit einer Fläche von mehr als 7,6 Millionen km² nimmt es unter den Staaten der Erde den sechsten Platz ein. Die Hauptstadt ist Canberra, die größte Stadt ist die Metropole Sydney. Weitere Ballungsräume sind Melbourne, Brisbane, Perth, Adelaide und Gold Coast.
Australien ist gemessen an seinem Pro-Kopf- und Gesamtvermögen eines der wohlhabendsten Länder der Welt und belegte 2023 von 193 Staaten den siebten Platz des Index der menschlichen Entwicklung. Das Land verfügt über eine hochmoderne Service- und Dienstleistungsökonomie und über bedeutende Rohstoffvorkommen. Seine Kultur und Wirtschaftskraft machen es zu einem attraktiven Ziel für Migranten, allerdings legt die Migrations- und Asylpolitik Australiens strenge gesetzliche Kriterien für die Einwanderung an.

## Landesname
Die Bezeichnung „Australien“ ist etymologisch vom lateinischen Begriff terra australis abgeleitet, was „südliches Land“ bedeutet. Schon in der Antike wurde angenommen, dass es einen südlich gelegenen Kontinent gibt, der terra australis incognita genannt wurde. Die Verbreitung des Namens Australien geht auf den Entdeckungsreisenden Matthew Flinders (1774–1814) zurück, der den Namen Australia nach seiner Umrundung des Kontinents von 1801 bis 1803 in seine händisch angefertigte Karte eintrug und sie in einem Buch über seine Reise im Jahr 1814 publizierte. Am Ende der 1820er Jahre hatte sich der Name Australia allgemein durchgesetzt.
Eine andere Version schildert Australien als „zu Ehren des spanischen Hauses Österreich“ so benannt in der Geschichte des Domus Austria, des damaligen Weltreiches des Habsburger, die Maximilian III. bei Franz Guillimann in Auftrag gab.
Heutzutage wird die Bezeichnung „Australien“ mehrdeutig verwendet. Geografisch versteht man darunter die zentrale Landmasse des Kontinents abzüglich der der Südostspitze des Kontinents vorgelagerten Insel Tasmanien. Politisch dient die englische Bezeichnung „Australia“ als Kurzform der offiziellen Staatsbezeichnung „Commonwealth of Australia“, die die Insel Tasmanien als Bundesstaat sowie die australischen Außengebiete einschließt.
Umgangssprachlich bezeichnet man das Land auch als Oz, was sich von der Kurzform des Wortes „Australia“ in der englischen Aussprache herleitet. Die Sammelbezeichnung Down Under fasst die Länder Australien, Neuseeland und deren umliegende Inseln zusammen.

## Geografie

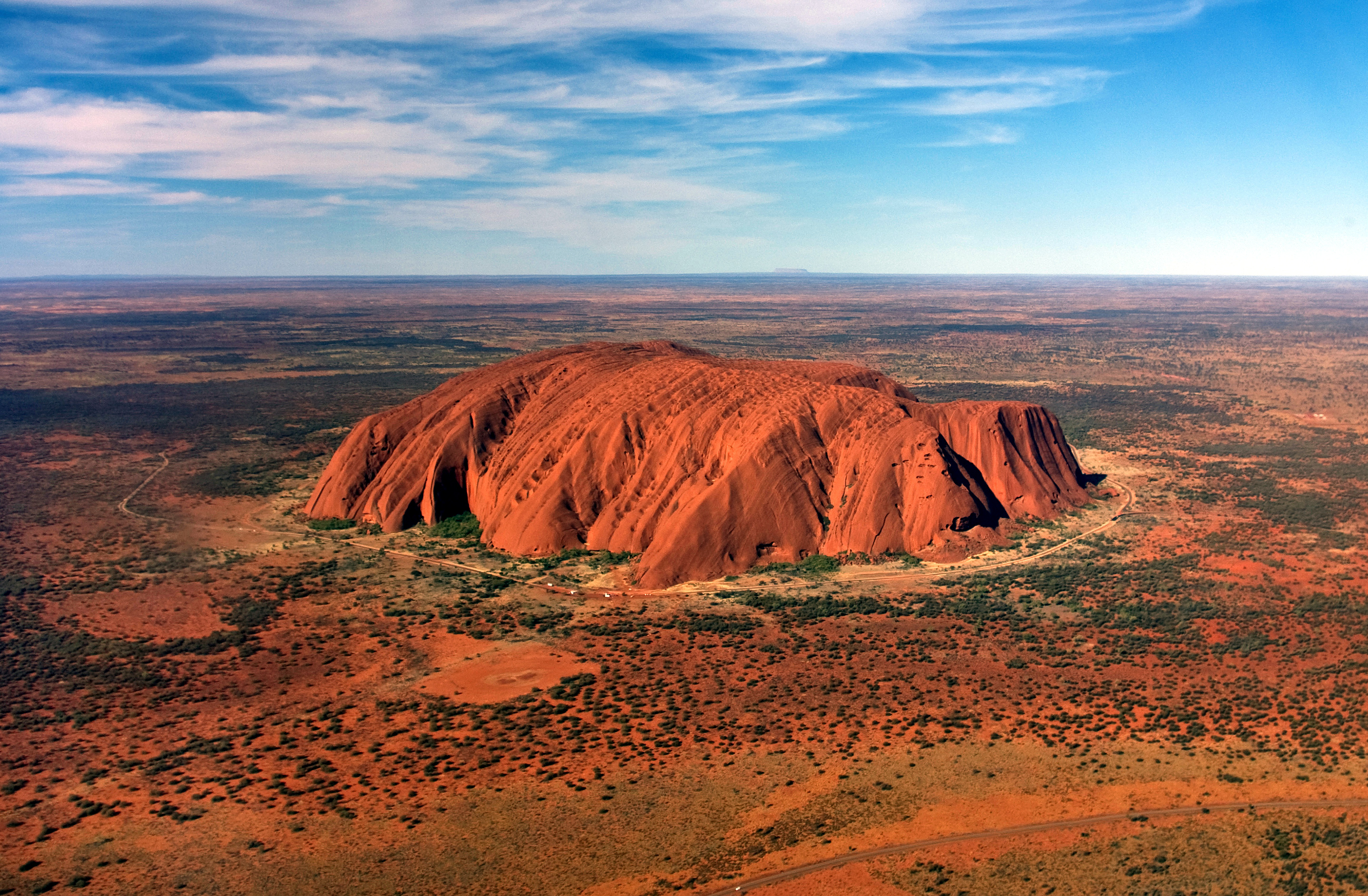
Der im Northern Territory 340 km südwestlich von Alice Springs im Outback gelegene 348 m hohe Inselberg Uluṟu („Ayers Rock“) –
eines der Wahrzeichen Australiens

Die Fläche des australischen Kontinents umfasst nahezu 7,7 Millionen Quadratkilometer. Davon sind circa 59.000 km² Wasserfläche. Es handelt sich damit um den flächenmäßig sechstgrößten Staat der Erde. Die Küstenlinie ist nach offizieller Vermessung 25.760 km lang. Den tiefsten Punkt des australischen Kontinents bildet der im Bundesstaat South Australia gelegene Salzsee Lake Eyre, der 17 m unter dem Meeresspiegel liegt. Der höchste Punkt der Hauptlandmasse ist der Mount Kosciuszko mit 2228 m, der höchste Berg des ganzen australischen Hoheitsgebiets ist mit 2745 m der auf der unbewohnten Insel Heard gelegene Big Ben. Das australische Kerngebiet ist in drei Zeitzonen aufgeteilt. Die australischen Außengebiete liegen teilweise in anderen Zeitzonen.
Australiens Nord-Süd-Ausdehnung von der Kap-York-Halbinsel bis zum Südostkap auf Tasmanien beträgt ungefähr 3860 km. Die Ost-West-Ausdehnung beläuft sich auf circa 4000 km.

### Großlandschaften
Es lassen sich geographisch drei Großlandschaften unterscheiden: die östliche, die mittlere und die westliche Großlandschaft.
Die westliche Großlandschaft, das Tafelland des westaustralischen Plateaus, nimmt etwa 60 % der australischen Landmasse ein. Hier liegen die großen Trockengebiete der Großen Sandwüste, der Kleinen Sandwüste, der Gibsonwüste, der Großen Victoriawüste und der Nullarbor-Wüste. Kleinere Gebirge wie die MacDonnell Ranges und Inselberge wie der Uluru sind in großer Anzahl vorhanden.
Östlich schließt sich die mittlere Großlandschaft, das Sedimentbecken der Mittelaustralischen Senke beziehungsweise das zentrale Tiefland, an. Hier befindet sich mit der Simpsonwüste sowohl die trockenste Region des Landes als auch das größte Fluss-System, das Murray-Darling-Becken. In der mittleren Großlandschaft befinden sich sowohl periodisch austrocknende Süßwasserseen als auch Salzseen.
Die Mehrheit der australischen Bevölkerung lebt in der östlichen Großlandschaft; die westliche und die mittlere Großlandschaft sind überwiegend unbewohnbar. Die östliche Großlandschaft umfasst die Übergänge vom Gebirge bis hinunter zur Küstenlandschaft. Dabei sind der Küste des Bundesstaates Queensland Korallenriffe vorgelagert, die in ihrer Gesamtheit das Great Barrier Reef bilden. Das diesen Teil des Landes prägende Gebirge ist der Höhenzug der Great Dividing Range, die sich von Norden nach Süden über 3200 km erstreckt. Tasmanien wird geologisch als Fortsetzung der Gebirgskette der Great Dividing Range angesehen. Zur Great Dividing Range gehörenden die Snowy Mountains mit dem Mount Kosciuszko. Zwischen dem Gebirge und dem Küstenstreifen liegt die Ökozone von Wäldern gemäßigten Klimas.
Die großen Wüsten- und Halbwüstengebiete Australiens gehören komplett zum Outback. Damit werden die weitgehend unbesiedelten Wildnisregionen bezeichnet, die über 70 Prozent der gesamten Fläche ausmachen.

#### Schutzgebiete
Anfang Juni 2022 gab es in Australien über 11.000 geschützte Landgebiete mit zusammen über 1,8 Millionen km² Fläche, darunter zwölf Weltnaturerbe-Gebiete, 755 Nationalparks (insgesamt rund 353.000 km²) und 91 Indigenous Protected Areas (insgesamt rund 747.600 km² auf dem Land der Aborigines und von ihnen gemanagt). 1997 waren es im Vergleich 5645 Gebiete mit 0,6 Millionen km². Es gibt mit fast 50 Typen sehr viele verschiedene Arten von Nationalparks und Schutzgebieten: Der stärkste Schutz vor Eingriffen besteht in den beiden internationalen IUCN Schutzgebietskategorien 1a und 1b (Strict Nature Reserve/Wilderness Area), von denen es in Australien über 2.500 gibt (die größten liegen fast ausnahmslos im Outback).

### Klima
Durch die globale Erwärmung ist die Wahrscheinlichkeit von Waldbränden und Buschfeuern in Australien gestiegen. Der Klimabericht des Australischen Wetterdiensts und der Forschungsorganisation CSIRO belegt dies. Bereits unterhalb von einem Grad Erwärmung dehnt sich „mit hoher Konfidenz“ die Waldbrandsaison aus. Im Jahr 2019 gab es in Australien Brände auf rund vier Millionen Hektar Fläche. Dies entspricht der Fläche der Schweiz.
Die Folgen des Klimawandels für Australien sind dramatisch. Es gibt immer mehr Rekordhitze und -dürre. Große Flusssysteme, die für die Süßwasserversorgung kritisch sind (wie das Murray-Darling-Becken), brechen zusammen. Dem gegenüber gibt es mehr katastrophale Überschwemmungen. Klimawissenschaftler Michael E. Mann kritisierte Premierminister Scott Morrison dafür, dass es trotz Akzeptanz des Problems keinen Willen in der australischen Regierung gebe, etwas anderes zu tun, als Anpassung und Widerstandsfähigkeit zu fördern.

### Städte und Siedlungen
Im Jahr 2023 lebten 87 Prozent der Einwohner Australiens in Städten. Die Hauptstadt Canberra, zwischen Sydney und Melbourne gelegen, ist eine Stadt vom Reißbrett, eine Planhauptstadt. Sie entstand als Kompromiss, weil sich Sydney und Melbourne nicht darauf einigen konnten, welche der beiden Städte Hauptstadt des Commonwealth of Australia werden sollte. Die bevölkerungsreichsten Städte sind die Küstenstädte Melbourne (5,1 Millionen Einwohner), Sydney (5,0 Millionen Einwohner), Brisbane (2,6 Millionen Einwohner), Perth (2,3 Millionen Einwohner) und Adelaide (1,4 Millionen Einwohner); die landeinwärts gelegene Hauptstadt Canberra (503.400 Einwohner) liegt nach Gold Coast und Newcastle nur auf Platz 8.

## Bevölkerung
Seit dem Beginn des 20. Jahrhunderts hat sich im Englischen zur Bezeichnung der Australier der umgangssprachliche Begriff „Aussie“ sowie dessen alternative Schreibweise „Ozzie“ etabliert.

### Demografie

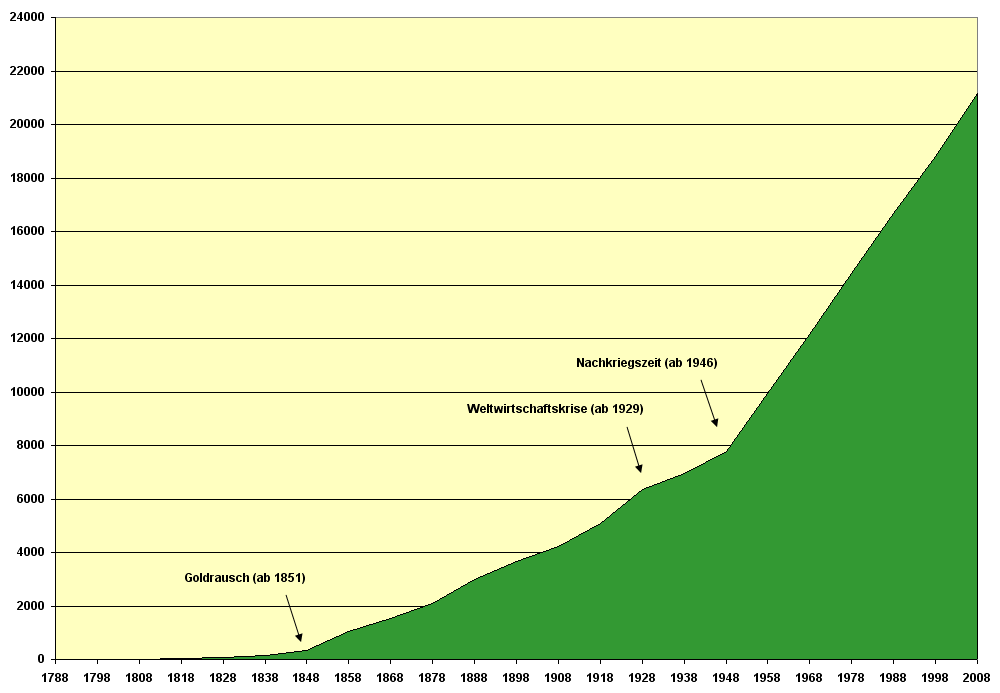
Bevölkerungsentwicklung (in Tausend) von 1788 bis 2008 (mit Hinweisen)

Bevölkerungspyramide Australiens 2017

Im Jahr 2021 lebten in Australien 25,8 Millionen Menschen. Die Zusammensetzung der australischen Bevölkerung spiegelt die Einwanderungsmuster des Landes wider. 2,4 % der Bevölkerung bezeichnen sich als zumindest teilweise indigener Abstammung, rund 92 % der Bevölkerung sind europäischer und 7 % asiatischer Abstammung. Rund 85 % der Australier mit europäischen Vorfahren sind britischer beziehungsweise irischer Abstammung. Weitere europäische Herkunftsländer bilden Italien (916.121), Deutschland (898.674), Griechenland (378.270), Polen (170.354), Kroatien (126.270), Nordmazedonien (93.570) und Serbien (69.544). Über 1,3 Millionen Australier haben mindestens einen deutschen Vorfahren. Die asiatischen Einwanderer stammen vorwiegend aus China, Indien, Vietnam, Pakistan und Sri Lanka. 79 % der Bevölkerung sprechen Englisch beziehungsweise australisches Englisch, was es zur am meisten gesprochenen Sprache macht. Je rund 2 % der Bevölkerung sprechen entweder Italienisch oder eine der chinesischen Sprachen.
Seitdem in den 1960er Jahren die „weiße“ Einwanderungspolitik Australiens allmählich aufgehoben wurde, verstärkt sich vor allem die Immigration aus den asiatischen Ländern. In den 1990er Jahren wuchs die Bevölkerung durch Einwanderung um 1,4 % jährlich. Mehr als ein Viertel der Bevölkerung ist nicht im Land geboren. Die Anzahl der Geburten pro Frau lag 2022 statistisch bei 1,6, die der Region Ostasien und Ozeanien betrug 1,5. Die Lebenserwartung der Einwohner Australiens ab der Geburt lag 2022 bei 83,2 Jahren (Frauen: 85,3, Männer: 81,2). Bei Aborigines lag sie um 20 Jahre niedriger (WHO, 1999). Die Kindersterblichkeit liegt bei 4,7 pro 1000 Geburten. Der Median des Alters der Bevölkerung lag im Jahr 2021 bei 37 Jahren.
Australien ist sehr stark urbanisiert. Im Jahr 2023 lebten 87 Prozent der Einwohner Australiens in Städten. vor allem in den großen Zentren an der Südostküste, auf Tasmanien und im Großraum Perth. Das Zentrum des Landes ist nahezu menschenleer.

### Indigene

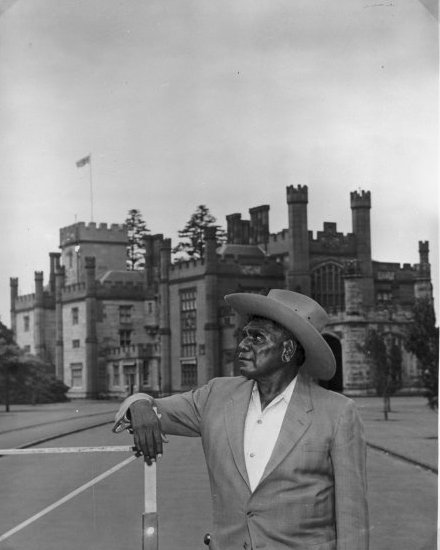
Albert Namatjira (1902–59), einer der berühmtesten indigenen Maler Australiens

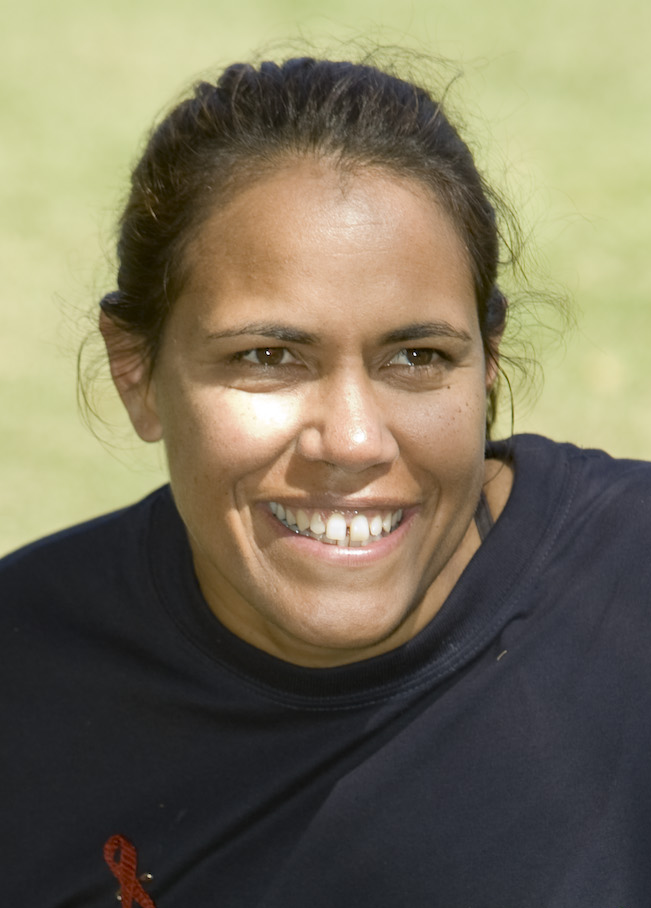
Cathy Freeman gewann als Aborigine den 400-m-Lauf bei den Olympischen Sommerspielen 2000 in Sydney.

Die indigene Bevölkerung des australischen Kontinents setzt sich aus den Aborigines des Festlands und den Torres-Strait-Insulanern zusammen, die auf den Inseln der Torres-Straße zwischen Queensland und Papua-Neuguinea leben. Vor der Ankunft der Europäer betrug ihre Zahl Schätzungen zufolge zwischen 300.000 und 750.000 Menschen. Diese stellten jedoch kein einheitliches Volk dar, sondern gehörten einer Vielzahl verschiedener Gruppen an, die jeweils zwischen 100 und 1500 Menschen umfassten und sich kulturell voneinander unterschieden. Eines der kulturellen Unterscheidungsmerkmale bildete die Sprache. Zu Beginn der Besiedlung durch die Briten im Jahr 1788 wurden von den Ureinwohnern 500 bis 600 unterschiedliche Sprachen und Dialekte benutzt, die den Australischen Sprachen und dem Melanesischen zuzuordnen sind.
Die britische Krone deklarierte Australien als „Terra Nullius“ (Niemandsland), also unbewohntes Land, als sie das Land für sich in Anspruch nahm, und initiierte Siedlerkolonialismus. Damit wurden den Aborigines jegliche Rechte auf ihr Land abgesprochen. Erst 1965 erhielten die Aborigines das Wahlrecht auf nationaler Ebene. Mit der Errichtung einer Zelt-Botschaft vor dem Old Parliament House in Canberra 1972 sollte der Dialog zwischen indigener Bevölkerung und Regierung gefördert werden. Allerdings wurde erst 1992 mit dem Mabo-Urteil die Bezeichnung Australiens als Niemandsland revidiert, wodurch es für Aborigines und Torres-Strait-Insulaner möglich wurde, unter bestimmten Voraussetzungen Ansprüche auf Land zu erheben. Trotz dieser Verbesserungen im Status unterscheidet sich die indigene Bevölkerung Australiens auch heute noch vom Rest der Bevölkerung, vor allem in der Gesundheits-, Kriminalitäts- und Arbeitslosenstatistik.
Zwischen 1900 und 1972 wurden in einem staatlichen Programm etwa 35.000 Aborigine-Kinder unter Zwang aus ihren Familien entfernt, in staatliche Institutionen verbracht oder in weiße Familien adoptiert; man spricht von den sogenannten „Gestohlenen Generationen“. Ursprünglich als Programm zum Wohle des Kindes geplant, gilt dieser Akt heute als versuchter Ethnozid und eklatanter Verstoß gegen die Menschenrechte. Mit der wachsenden Aufmerksamkeit für an den Aborigines verübtes Unrecht in der australischen Bevölkerung während des Mabo-Prozesses kam es 1995 zu offiziellen Untersuchungen zu den Kindesverschleppungen. Am 26. Mai 1997 wurden die Ergebnisse dieser Untersuchung in dem Report „Bringing Them Home – Report of the National Inquiry into the Separation of Aboriginal and Torres Strait Islander Children from Their Families“ veröffentlicht. Zum Jahrestag dieser Veröffentlichung wird seitdem der National Sorry Day begangen, zu dem landesweit Versöhnungsveranstaltungen stattfinden.
Heute bezeichnen sich 649.171 Australier selbst als indigenen Ursprungs (Stand 2016), also rund 2,8 % der Bevölkerung. 29 % von ihnen leben in New South Wales, 27 % in Queensland, 14 % in Western Australia und 13 % im Northern Territory. Im letztgenannten Territorium stellen sie 25 % der Gesamtbevölkerung, South Australia und Victoria haben nur geringe Anteile indigener Bevölkerung. Die meisten Aborigines haben ihre traditionelle Lebensweise zum größten Teil aufgegeben, das heißt, sie leben heute nicht mehr in der ursprünglichen Stammesform, wie sie seit Tausenden von Jahren existiert. Mehr als 70 % der Aborigines haben sich den übrigen Menschen angepasst und leben heute meistens in Städten.
Die Interessen der indigenen Bevölkerung gegenüber der Regierung wurden bis 2005 vor allem von der ATSIC vertreten. Nach deren Auflösung im Juli 2005 wurde die Zuständigkeit auf das Department of Immigration and Multicultural and Indigenous Affairs übertragen.

### Religion

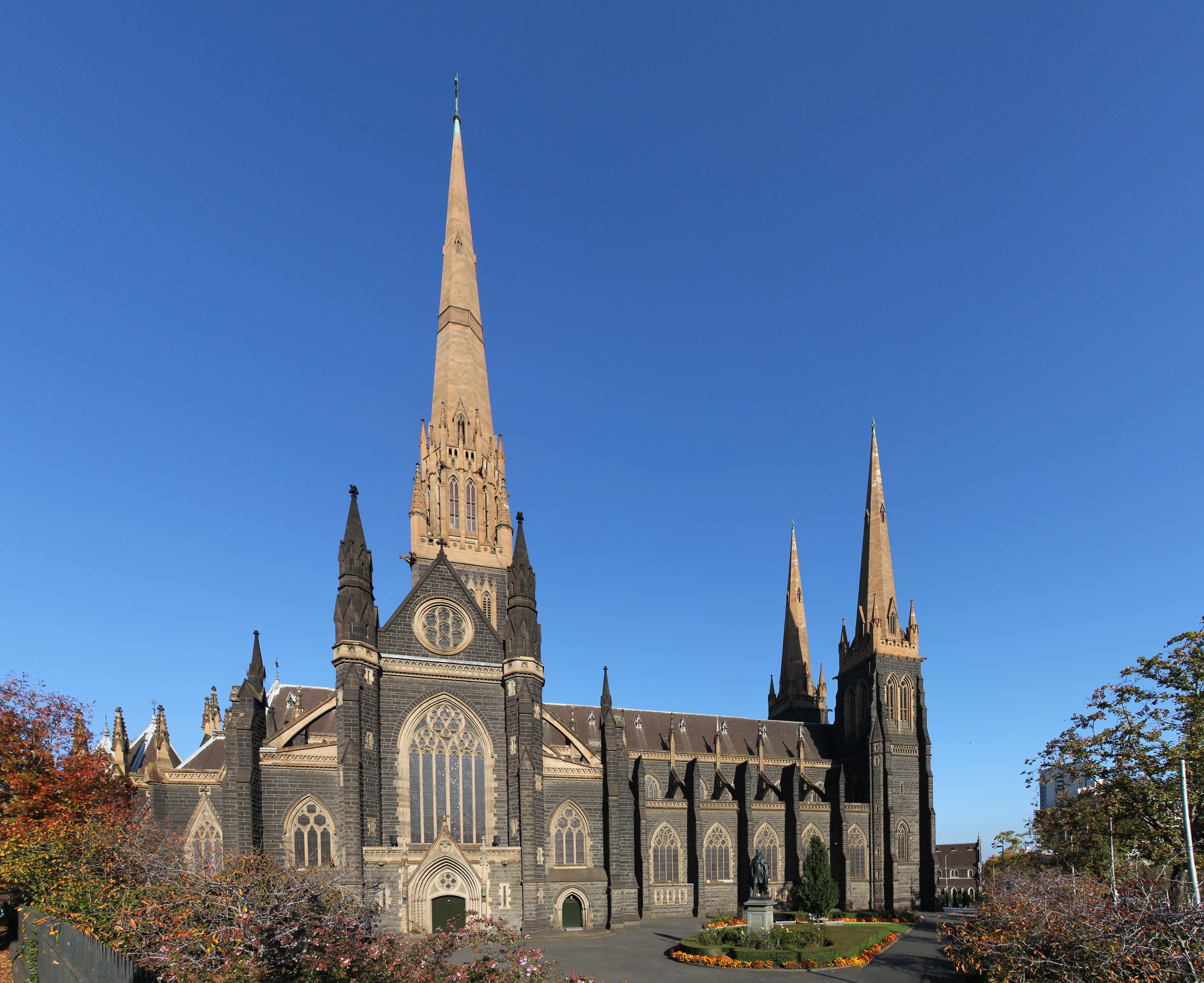
Die katholische St Patrick’s Cathedral in Melbourne

Die Mehrheit der Australier gehört christlichen Religionsgemeinschaften an (Quelle: Volkszählung 2016). Dabei bezeichneten sich 22,6 % als römisch-katholisch, 13,3 % als Anglikaner und weitere 16,3 % als Mitglieder anderer christlicher Kirchen. Zum Buddhismus bekennen sich 2,4 %, zum Islam 2,6 % zum Hinduismus 1,9 %. Als konfessionslos betrachten sich 30,1 % der Australier. Von 9,6 % der Bevölkerung wurde die Frage nach der Religionszugehörigkeit nicht beantwortet.

### Bildungssystem
Administration und Finanzierung des australischen Bildungssystems werden gemeinsam vom Australischen Bund und den einzelnen Bundesstaaten beziehungsweise Territorien geregelt. Zwischen den Bundesstaaten respektive Territorien gibt es dabei nur geringe Unterschiede.

#### Schulbildung
Im Alter von sechs Jahren besuchen australische Kinder im preparatory year für ein Jahr die Vorschule. Danach folgt der Besuch der sechs bis sieben Jahre währenden Grundschule, primary school genannt. Die weiterführenden Schulen, die secondary schools, führen nach weiteren fünf bis sechs Jahren zum regulären Schulabschluss. Eine Unterrichtspflicht besteht in den meisten Bundesstaaten bis zum 15. Lebensjahr, in Tasmanien bis zum 16. Lebensjahr. Mit einem Anteil von 72,3 % der Schüler absolviert die Mehrheit von ihnen die vollen 13 Jahre der Schullaufbahn (Stand 1999). Im PISA-Ranking von 2015 erreichten australische Schüler Platz 23 von 72 Ländern in Mathematik, Platz 14 in Naturwissenschaften und Platz 15 beim Leseverständnis. Die Leistung lag damit über dem Durchschnitt der OECD-Staaten.
Spezielle Förderprogramme gibt es für Schüler abgelegener Gebiete, die durch Fernunterricht ausgebildet werden. Bekanntestes Beispiel ist die Alice Springs School of the Air.
Um den Ausbildungsstandard der indigenen Bevölkerung anzuheben, wurde 1989 die National Aboriginal and Torres Strait Islander Education Policy (AEP) verabschiedet. Im Jahr 2000 wurden neue Standards formuliert und ein Aktionsplan für eine effektivere Ausbildung der Aborigines beschlossen.

#### Universitäten

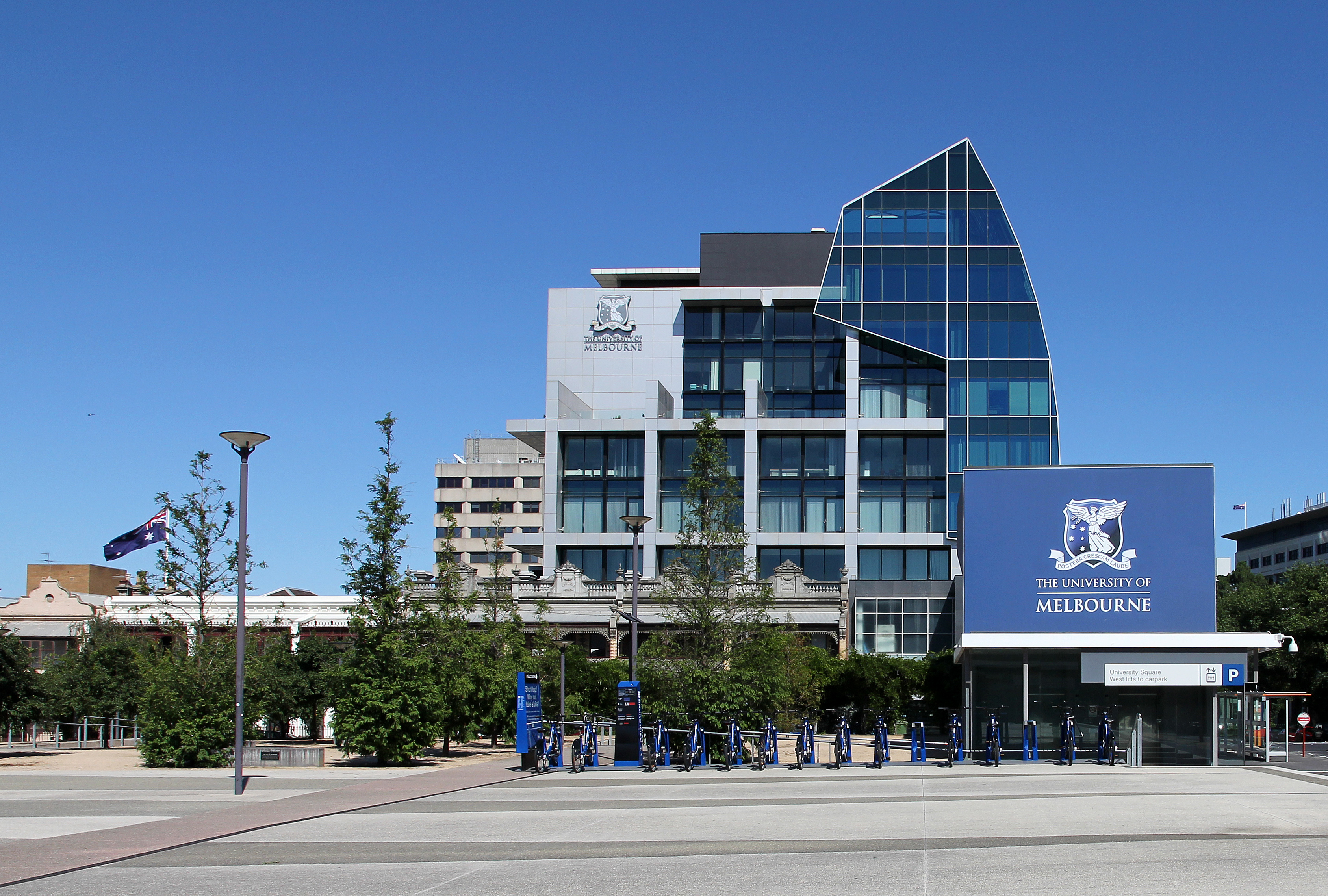
Das Alan-Gilbert-Gebäude der Universität Melbourne

Als erste Universität Australiens wurde 1850 die Universität Sydney gegründet. 2022 verfügte Australien über 40 staatliche Universitäten, dazu kommen eine private und zwei internationale Universitäten. 2020 studierten dort 1,496 Mio. Menschen. An den staatlichen Universitäten werden die meisten Studienplätze für Inlandsstudenten von der Regierung gefördert. Der Zugang zu diesen Plätzen hängt hauptsächlich von der Qualifikation der Studenten ab. Diese zahlen ihre Studiengebühren nicht im Voraus, über ein staatliches Programm (HECS-HELP) werden Kredite gewährt. Ein Studium an privaten Universitäten ist nur mit Zahlung von Studiengebühren möglich. Auslandsstudenten können das sogenannte „overseas student program (OSP)“ wahrnehmen, jedoch besteht für Auslandsstudenten („Not Australian citizens or Australian permanent residents“) generell die Verpflichtung zur Zahlung von Studiengebühren.
Mit der aktiven Bildungspolitik der australischen Universitäten wird mittlerweile von einem australischen Bildungskontinent gesprochen. Der Bildungssektor ist inzwischen Australiens Haupteinnahmequelle in Milliardenhöhe – noch vor dem Tourismussektor. Insbesondere Studierende der südostasiatischen Oberschichten nehmen die australischen Bildungsangebote gerne an. Das System für das Universitätsstudium entspricht im Wesentlichen dem britischen.

## Geschichte

### Vor Ankunft der Europäer

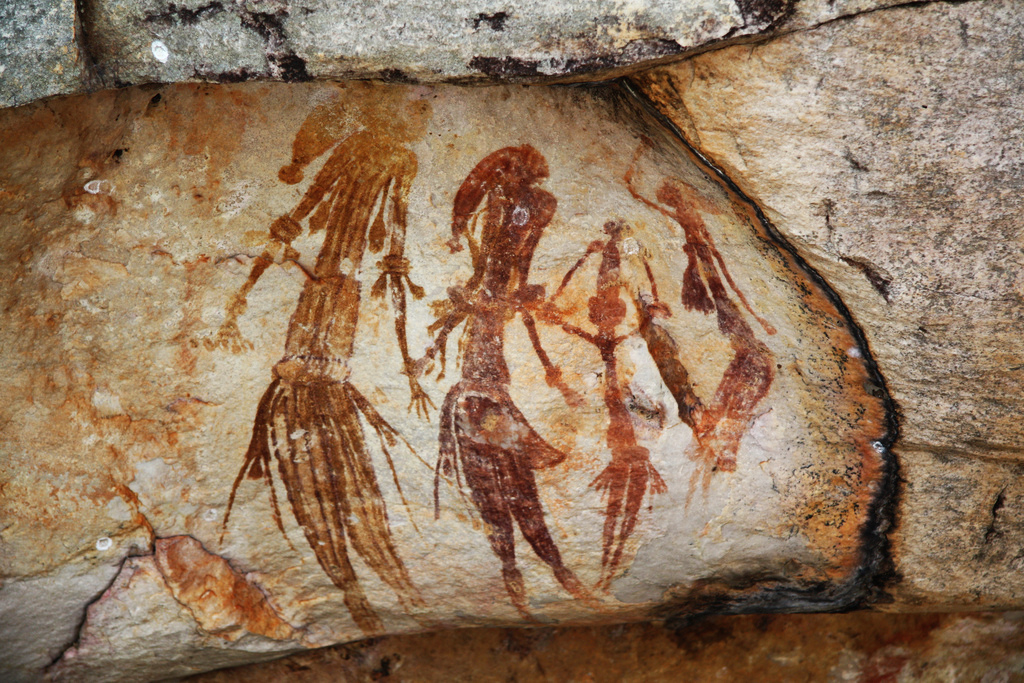
Eine Bradshaw-Felsmalerei in Kimberley

Die Aborigines leben seit mindestens 65.000 Jahren auf dem Kontinent. Die Besiedlung lief wahrscheinlich über Neuguinea. Trotz der isolierten Lage des Kontinents standen die Aborigines in Kontakt zu anderen Kulturen. Bis zur Überflutung der Landbrücke zu Neuguinea vor ungefähr 6000 Jahren bestand ein fast ungehinderter kultureller Austausch zwischen Neuguinea und dem Norden Australiens.
Vor circa 4240 Jahren (Stand 2024) kam es infolge der Einwanderung von Menschen vom indischen Subkontinent zu einer Vermischung der Aborigines mit den Neuankömmlingen, was sich an einer plötzlich veränderten Verarbeitung von Pflanzenteilen sowie einer veränderten Herstellungsweise bei Steinwerkzeugen ablesen lässt. Gleichzeitig tauchte der Dingo erstmals auf dem australischen Kontinent auf.
Nachdem die neu entstandenen Inseln der Torres Strait vor etwa 1000 Jahren durch melanesische Seefahrer besiedelt wurden, kam es durch die Begegnungen zwischen ihnen und den angestammten Bewohnern des nördlichen Australiens zu einer Vermischung beider Ethnien.
Auch Fischer von den Australien nahegelegenen indonesischen Inseln sowie Händler aus den entfernten Gestaden Chinas und Indiens besuchten vermutlich die australischen Küsten seit mehreren Jahrhunderten. Deren kultureller Einfluss wird in vielen Rinden- und Felsmalereien der im Norden ansässigen Aborigines-Stämme wie z. B. der Yolngu auf Milingimbi deutlich.
Die Bevölkerungszahl Australiens zum Zeitpunkt der Ankunft der Europäer ist umstritten, Schätzungen für diese Zeit lagen 2007 zwischen 750.000 und 1.500.000 Einwohnern.

### Erste Sichtungen durch Europäer

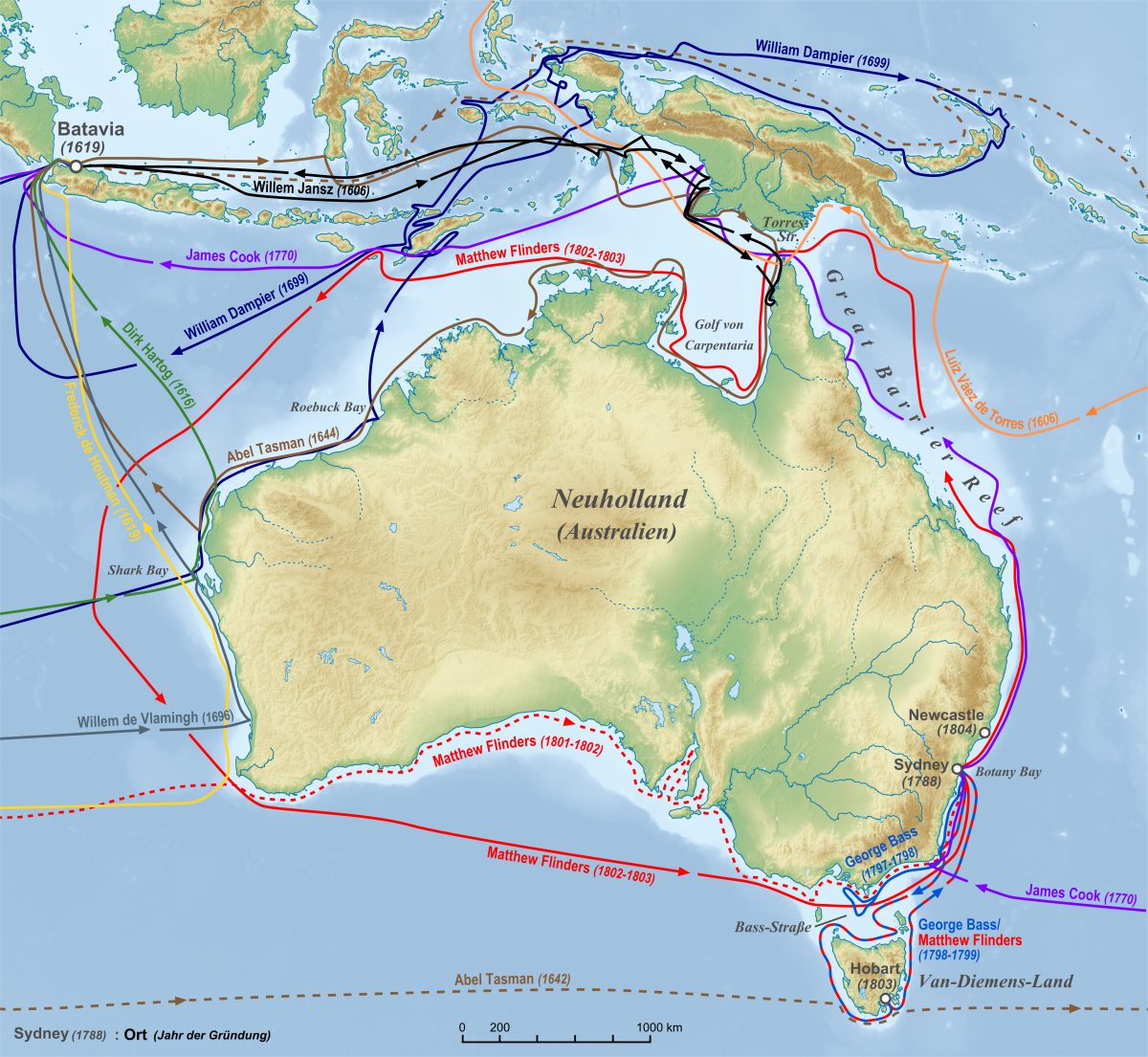
Erkundungen europäischer Entdecker bis 1812
1606 Willem Jansz
1606 Luiz Váez de Torres
1616 Dirk Hartog
1619 Frederick de Houtman
1644 Abel Tasman
1696 Willem de Vlamingh
1699 William Dampier
1770 James Cook
1797–1799 George Bass
1801–1803 Matthew Flinders

Lange vor der Entdeckung Australiens durch europäische Seefahrer im 17. Jahrhundert stellte der griechische Gelehrte Claudius Ptolemäus bereits in der Antike die Theorie von der Existenz eines Südkontinentes auf, den er „Terra Australis incognita“ nannte. Seiner Theorie zufolge musste dieser Südkontinent als Gegengewicht zu den Landmassen auf der Nordhalbkugel dienen. Diese Theorie hielt sich durch das gesamte Mittelalter bis zur „Europäischen Expansion“ in der Frühen Neuzeit, was dazu führte, dass die Kartografen diesen angenommenen Südkontinent auf ihren Weltkarten eintrugen.
Von europäischer Seite erreichten vermutlich bereits im 16. Jahrhundert portugiesische, französische, spanische und vor allem niederländische Seefahrer die Küsten Australiens und gingen an Land. Als erste gesicherte Entdeckung gilt die Ankunft des Niederländers Willem Jansz an der Küste der im Nordosten Australiens liegenden Kap-York-Halbinsel im Jahre 1606. Sein Landsmann Dirk Hartog erreichte 1616 die australische Westküste und betrat die der Küste vorgelagerte und heute nach ihm benannte Dirk-Hartog-Insel. Im Jahr 1619 segelte der niederländische Seefahrer Frederick de Houtman auf einer seiner Forschungsfahrten entlang der Westküste Australiens von der Höhe des heutigen Perth ausgehend nordwärts und stieß auf die später nach ihm benannten Houtman Abrolhos, an denen im Juni 1629 das Handelsschiff Batavia der Niederländischen Ostindien-Kompanie (VOC) unter dem Kommandeur François Pelsaert strandete. Wie Hartog „entdeckten“ später auch 1696 Willem de Vlamingh und 1699 William Dampier die am weitesten westlich liegende Stelle des australischen Kontinents. Die beiden letzten kartografierten Teile der Küste, und Dampier gab ihr den Namen Shark Bay.
Da die Landschaft an der Westküste trocken und unfruchtbar wirkte, war das Interesse gering, dieses Land in Beschlag zu nehmen. Deshalb maß keiner der niederländischen Schiffskommandanten diesen Funden eine entscheidende Bedeutung zu. Erst 1642 entschloss sich die Niederländische Ostindien-Kompanie, die geographischen Verhältnisse in diesem Gebiet durch eine gezielte Expedition zu erforschen. Bei dieser Expedition fuhr der Niederländer Abel Tasman von Mauritius aus einen weit südlicheren Kurs als frühere VOC-Kommandeure. Er verfehlte dabei zwar vollständig den Kontinent Australien, entdeckte dabei aber die der Südspitze des Kontinents vorgelagerte Insel, der er im Jahre 1642 den Namen „Van-Diemens-Land“ gab. Diese Bezeichnung wurde von den Briten im Jahre 1856 zu Ehren ihres europäischen Entdeckers Abel Tasman durch den bis heute gültigen Namen Tasmanien ersetzt.
Der englische Seefahrer William Dampier stieß 1688 nahe dem King Sound an der Mündung des Fitzroy River auf die australische Nordküste und erreichte, wie schon oben erwähnt, 1699 abermals Australien an seinem westlichsten Punkt. Auf beiden Reisen fertigte Dampier jeweils Aufzeichnungen über die angetroffene Fauna und Flora, die Ureinwohner sowie den Küstenverlauf an.
Vor dem Jahr 1770 wurden jedoch von keinem der europäischen Ankömmlinge Gebietsansprüche erhoben.

### Kolonisation und weitere Erkundung

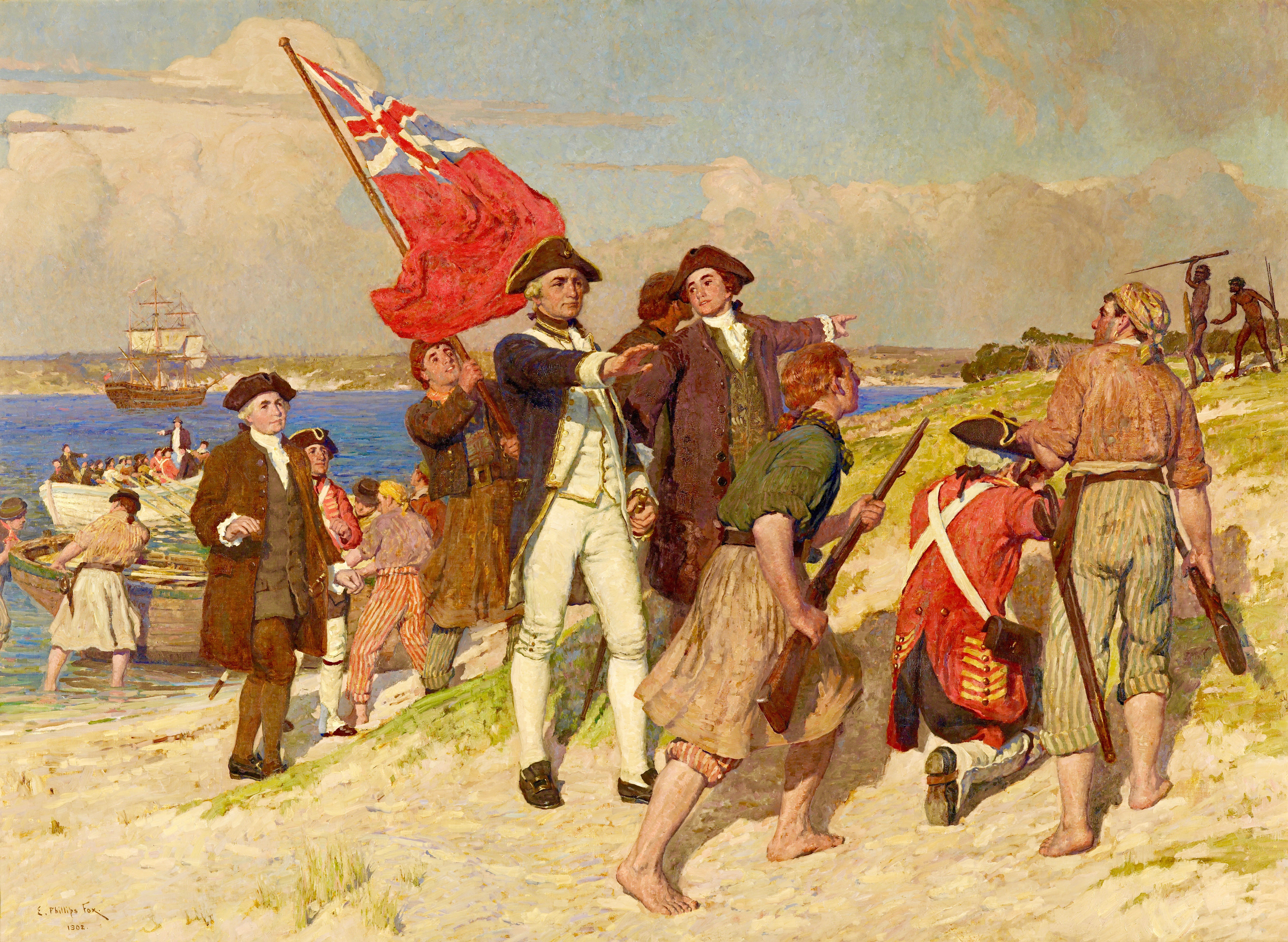
James Cook betritt am 29. April 1770 australischen Boden in der Botany Bay, heute in Sydney in New South Wales (Gemälde von E. Phillips Fox)

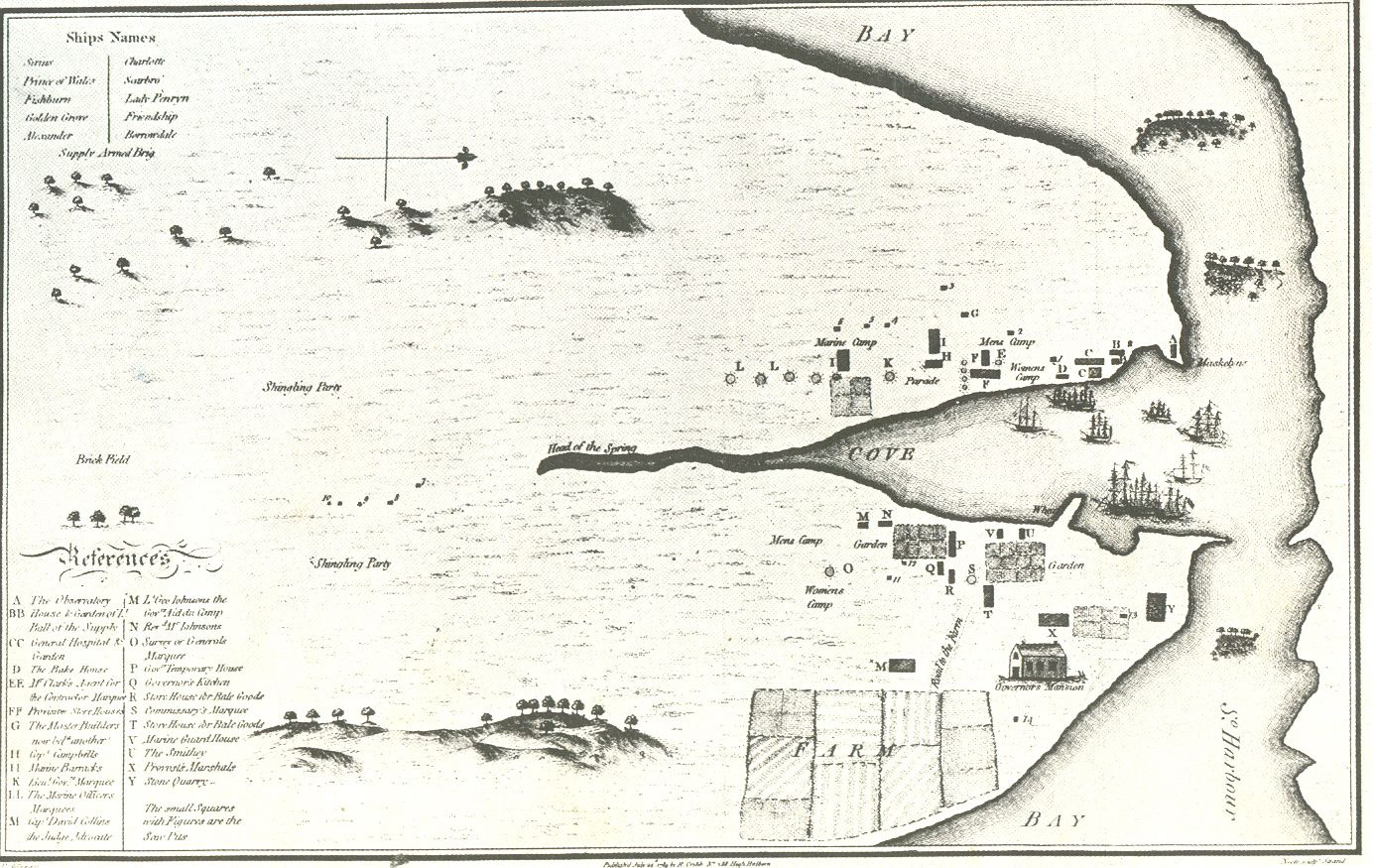
Frühe Karte von Sydney (1789)

Der britische Kommandant James Cook verfolgte im Rahmen seiner ersten Expedition, der Ersten Südseereise (1768–1771), die primär und offiziell dem Zweck diente, den Venustransit am 3. Juni 1769 auf Tahiti zu beobachten, ebenso den geheimen Auftrag, den Ozean um den 40. südlichen Breitengrad zu erforschen, um den postulierten „Südkontinent“ zu finden. Hierbei erreichte er am 28. April 1770 die im Vergleich zur Westküste fruchtbarere Ostküste Australiens und kartografierte diese. Dabei stellte er fest, dass das vom holländischen Seefahrer Willem Jansz zu Beginn des 17. Jahrhunderts bereits entdeckte und teilweise kartografierte Land, das seitdem die Bezeichnung „Neuholland“, engl. New Holland, trug, und „Neuguinea“ voneinander getrennt waren. Daraufhin nahm er im Juni 1770 die Ostküste „Neuhollands“ für das Königreich Großbritannien formell als Kolonie New South Wales in Besitz.
Nachdem die USA von Großbritannien unabhängig geworden waren, suchte die britische Regierung nach neuen Möglichkeiten, Strafkolonien für ihre Sträflinge einzurichten. Ziel war die Ausdünnung der Unterschicht und so führten schon geringe Vergehen zur Verschiffung in die Sträflingskolonie Australien. Am 26. Januar 1788 trafen daher die ersten elf Schiffe der „First Fleet“ („Ersten Flotte“) mit Siedlern und Verurteilten unter der Führung von Arthur Phillip im Port Jackson ein. Die neue Ansiedlung wurde Sydney genannt, zu Ehren des damaligen britischen Innenministers Lord Sydney. Bis 1868 wurden 160.000 Gefangene dorthin verbannt.
Von 1801 bis 1803 umsegelte der Entdeckungsreisende Matthew Flinders mit weiteren Forschern und dem Aborigine Bungaree als erster den gesamten Kontinent.

#### Gründung neuer Kolonien
1792 landete eine französische Expedition auf Tasmanien, um das Land zu erkunden. Daraufhin entschieden sich die Briten, auch hier möglichst schnell eine Kolonie einzurichten. 1803 errichteten sie Risdon Cove am Derwent River, ein Jahr später Hobart Town, ebenfalls am Derwent, und George Town am Tamar River. 1825 wurde das damalige Van-Diemen’s-Land zu einer eigenständigen Kolonie erklärt.
1813 gelang es Gregory Blaxland, William Lawson und William Charles Wentworth in New South Wales zum ersten Mal, die Blue Mountains zu überqueren. Der Erfolg der Blaxland-Expedition trug zur Besiedlung der westlich dieses Gebirges gelegenen Gebiete bei.
1824 entstand eine neue Strafkolonie in der Mündung des Brisbane River. Die Abgeschiedenheit dieser Lage sollte die Sicherheit der Kolonie erhöhen. Nachdem jedoch auch freie Siedler verstärkt zu den fruchtbaren Weidegründen des Nordens drängten, gab die Kolonie das Land 1842 zur Besiedlung frei. 1859 wurde Queensland als von New South Wales unabhängige Kolonie ausgerufen.

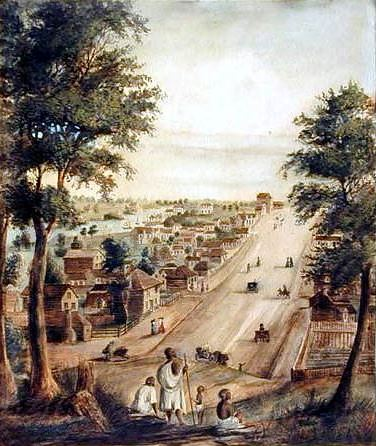
Melbourne 1839

1835 handelten tasmanische Geschäftsleute den Aborigines 240.000 Hektar in der Gegend des heutigen Melbourne ab und gründen Port Phillip. Obwohl dieser Handel als illegal galt, gab die Kolonieführung dem Druck der wachsenden Bevölkerung nach und musste auch hier das Land offiziell zur Besiedlung freigeben. 1851 separierte sich die neue Kolonie Victoria offiziell von New South Wales.
Die Kolonie New South Wales nahm zunächst den gesamten östlichen Teil des Kontinents ein, nur das westliche Drittel blieb weiterhin als Neuholland von den Briten unbeansprucht. Um die Gefahr einer Kolonisierung Westaustraliens durch Frankreich zu verhindern, gründeten die Briten 1827 hier Siedlungen am Swan River. Die Kolonie wurde ursprünglich als Swan River Colony gegründet. Western Australia wurde erst 1829 mit Gründung von Perth ausgerufen. Obwohl ursprünglich keine Sträflinge hierher verschickt werden sollten, forderten die freien Siedler 1850 die Aufhebung dieser Praxis, um die neue Kolonie mit billigen Arbeitskräften auszustatten.
South Australia wurde ebenfalls als sträflingsfreie Kolonie geplant. Im Zuge der systematischen Kolonisierung nach Plänen von Edward Gibbon Wakefield wurde Land verkauft, die Erlöse wurden darauf verwandt, freie Siedler in die Kolonie zu bringen. 1836 wurde Adelaide gegründet, im selben Jahr wurde South Australia als Provinz Großbritanniens ernannt. Zu dieser Zeit nahmen die Konflikte zwischen Siedlern und Aborigines zu, es kam zu einer Vielzahl von Massakern.

#### Weg zur Nation

Flagge der Eureka Stockade

Nordöstlich von Melbourne wurde am 22. August 1851 in Victoria Gold gefunden, was die Geschichte Australiens prägte und für mehrere Jahre einen Goldrausch auslöste. Minenarbeiter in Ballarat initiierten im November 1854 den Eureka-Stockade-Aufstand. Die Aufständischen forderten demokratische Reformen, der Aufstand wurde allerdings am 3. Dezember 1854 endgültig von britischen Militärs und lokalen Polizeikräften niedergeschlagen. Da nun Menschen freiwillig nach Australien kamen, konnte das Land nicht mehr gut als Strafkolonie genutzt werden und der Weg zu einer eigenen Nation war geebnet.
Zwischen 1855 und 1890 erhielten die einzelnen Kolonien das Privileg des Responsible Government und damit eine größere Unabhängigkeit vom britischen Empire. London behielt allerdings vorerst die Kontrolle über Außenpolitik, Verteidigung und Außenhandel.
Nach einem großen Schafschererstreik entstand 1898 „Waltzing Matilda“, die heimliche Nationalhymne Australiens. In den Kolonien begannen die Planungen für einen Zusammenschluss der Einzelstaaten.

#### Der Australische Bund
Am 1. Januar 1901 formierten sich die einst voneinander unabhängigen Kolonien zum Commonwealth of Australia. Die erste Hauptstadt Australiens wurde Melbourne. Am 26. September 1907 erhielt der Australische Bund mit dem Dominionstatus die nahezu vollständige Unabhängigkeit vom Mutterland Großbritannien.
Im Jahr 1911 wurde das Australian Capital Territory geschaffen, um die neue Hauptstadt Canberra aufzunehmen. Melbourne blieb aufgrund der lang andauernden Bauarbeiten in Canberra aber noch bis 1927 Regierungssitz. Auch das 1863 gegründete Northern Territory wurde aus der Kontrolle der Provinz South Australia in das Commonwealth überführt.
Aus Loyalität zu Großbritannien entsandte Australien sowohl im Ersten als auch im Zweiten Weltkrieg Truppen nach Europa. Die Niederlage des ANZAC im ersten Militäreinsatz des Landes in der Schlacht von Gallipoli 1915 gilt vielen Australiern als Geburt der Nation.
Mit dem Statut von Westminster von 1931 wurde den Dominions des Empire formal die Unabhängigkeit verliehen. Das australische Parlament stimmte dem aber erst 1942 zu. Der Sezessionsversuch Westaustraliens von 1933 scheiterte.
Nach der britischen Niederlage in Asien 1942, insbesondere nach dem Fall von Singapur, und der drohenden japanischen Invasion verlagerten sich die militärischen Aktivitäten ab 1942 von Europa auf den australischen Kontinent. Australien wandte sich zunehmend den USA als neuem starken Alliierten zu. Dies wurde 1951 mit dem ANZUS-Abkommen formalisiert.
Nach dem Zweiten Weltkrieg wurde eine aktive Einwanderungspolitik betrieben, die zur Massenimmigration aus Europa führte. Mitte der 1970er Jahre beendete Australien die White Australia-Politik, die nur weißen Europäern gestattet hatte, sich im Land niederzulassen, so dass nun auch wieder Einwanderer aus Asien und anderen Erdteilen kommen konnten. Dies führte in kurzer Zeit zu starken demografischen Veränderungen und zu wirtschaftlichem Aufschwung.
Im Jahr 1986 gab Großbritannien mit dem Australia Act die letzten Kompetenzen bezüglich der australischen Verfassung ab. Als 1988 der 200. Jahrestag der ersten weißen Siedler gefeiert wurde, wurde dies von lautstarken Protesten der Aborigines begleitet. 1999 stimmte die Bevölkerung in einem Referendum mit einer Mehrheit von 55 % gegen die Schaffung einer Republik und behielt somit formal die Monarchie unter der britischen Krone.

## Politik

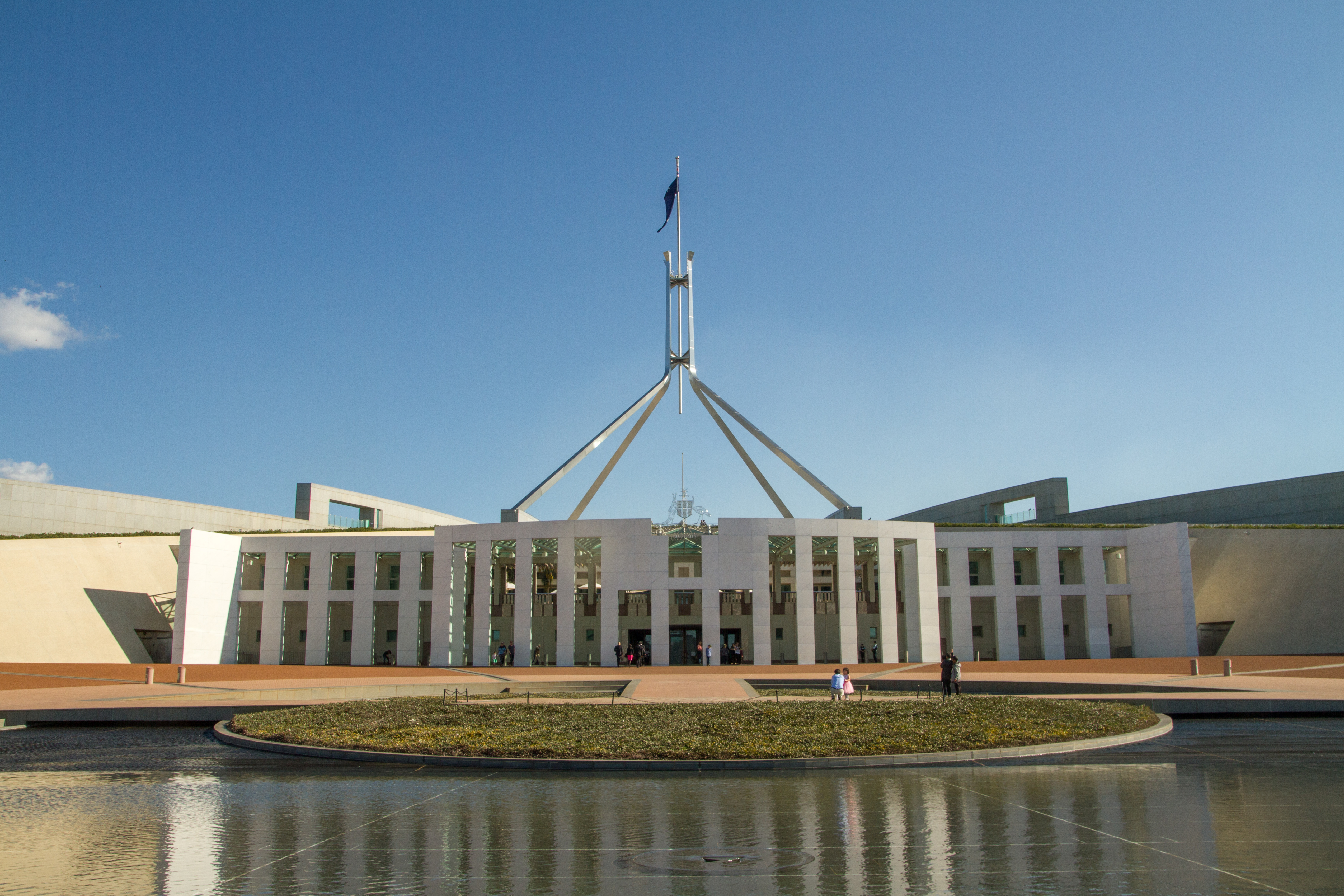
Das Parlamentsgebäude in Canberra

Der Australische Bund ist eine parlamentarische Monarchie auf demokratisch-parlamentarischer Grundlage nach dem Westminster-System. Der Staat ist föderal organisiert, die einzelnen Bundesstaaten haben jeweils eigene Parlamente mit weitgehenden Kompetenzen zur Gesetzgebung.
Frauen durften in Australien seit Juni 1902 auf nationaler Ebene wählen und gewählt werden. Zwar war Australien nach Neuseeland der zweite Staat, der das Frauenwahlrecht einführte, doch beschränkte es sich auf weiße Frauen.
Der Commonwealth Electoral Act von 1902 schloss Aborigines aus, auch wenn dies dem Buchstaben des Gesetzes nach nicht unmittelbar erkennbar war. Eine Bestimmung schrieb vor: „Kein Aborigine […] darf seinen Namen auf die Wählerliste setzen.“ Die Aborigines erhielten erst 1962 von der nationalen Regierung das Wahlrecht zugestanden.
Im Jahr 1924 wurde für alle volljährigen Australier die Wahlpflicht eingeführt, der sie auf nationaler und bundesstaatlicher Ebene nachkommen müssen.

### Nationalfarben
Die farbliche Gestaltung der Nationalflagge Australiens sowie das offiziellen Wappen von Regierungsstellen sind an die Insignien des britischen Königshauses angelehnt.

Flagge der Aborigines

Bis März 1984 hatte Australien jedoch keine eigenen Nationalfarben. Der Generalgouverneur Sir Ninian Stephen erklärte am 19. April 1984 Gold und Grün zu den offiziellen Landesfarben von Australien. Diese offiziellen Nationalfarben sind vom floralen Symbol Australiens, der Gold-Akazie (lat. Acacia pycnanth) abgeleitet, die in Australien Golden Wattle genannt wird. Um ihre Eigenständigkeit gegenüber des britischen Königs zu demonstrieren, verwenden die Australier bei den Farben ihrer Vereine und Sportklubs sehr oft die Nationalfarben, was man sehr gut bei internationalen Wettkämpfen beobachten kann.
Daneben gibt es noch die Flagge der Aborigines in den Farben Gelb (für die Sonne), Schwarz (für die Aborigines) und Rot (für die rote Farbe der Erde Zentralaustraliens). Die Flagge wird häufig verwendet. Die Verbreitung der Flagge der Torres-Strait-Insulaner ist dagegen noch gering.

### Nationalhymne
1977 wurde in einer landesweiten Abstimmung Advance Australia Fair zur offiziellen Nationalhymne Australiens gewählt. Schon 1984 wurden an ihr Änderungen vorgenommen, weil vielen Bürgern die britische Ausrichtung der ursprünglichen Version zu weit ging. Die Komposition geht auf Peter Dodds McCormick zurück. Die erste Aufführung fand im Jahre 1878 statt.
Für kurze Zeit galt auch Waltzing Matilda, das auf einem Text von Andrew Barton Paterson basiert, neben Advance Australia Fair als Nationalhymne, wurde jedoch bei der Abstimmung auf den zweiten Platz verwiesen. Dennoch erfreut sich Waltzing Matilda großer Beliebtheit und gilt für viele Australier als heimliche Nationalhymne.

### Bundesverfassung
Gemäß der Verfassung von Australien setzt sich das Zweikammern-System des australischen Parlaments aus dem Repräsentantenhaus als Unterhaus, dem Senat als Oberhaus und dem britischen Monarchen als Staatsoberhaupt zusammen. Der König wird, wie in jedem Commonwealth Realm, durch einen Generalgouverneur vertreten (seit 1. Juli 2019: David Hurley), der jedoch in der Regel keine Macht über das Parlament ausübt. Die 151 Abgeordneten des Repräsentantenhauses werden alle drei Jahre in Wahlkreisen nach dem Mehrheitswahlrecht gewählt. Die Abgeordnetensitze werden der Bevölkerungszahl entsprechend auf die Bundesstaaten und Territorien verteilt. Im Senat ist jeder Staat mit zwölf Senatoren vertreten, die beiden Territorien mit jeweils zwei. Die Senatoren werden jeweils für sechs Jahre gewählt, alle drei Jahre finden Wahlen für die Hälfte der Sitze des Senats statt. Für alle Wahlen auf Bundes- und Bundesstaatsebene besteht eine Wahlpflicht. Die am stärksten vertretene Partei stellt die Regierung, der Vorsitzende dieser Partei wird Premierminister.

### Parteien seit 2010
Die größten Parteien sind die Liberal Party und Labor Party gefolgt von der National Party, wobei in den letzten Jahren entweder national-liberale Koalitionen oder die Labor australische Regierungen bilden konnten. Kleinere Parteien, die international Bekanntheitsgrad erreichen und im australischen Parlament vertreten sind, sind The Greens und One Nation. Weitere kleinere Parteien haben regionale Bedeutung und sind in den Senaten auf Bundesstaatenebene vertreten.

### Regierung

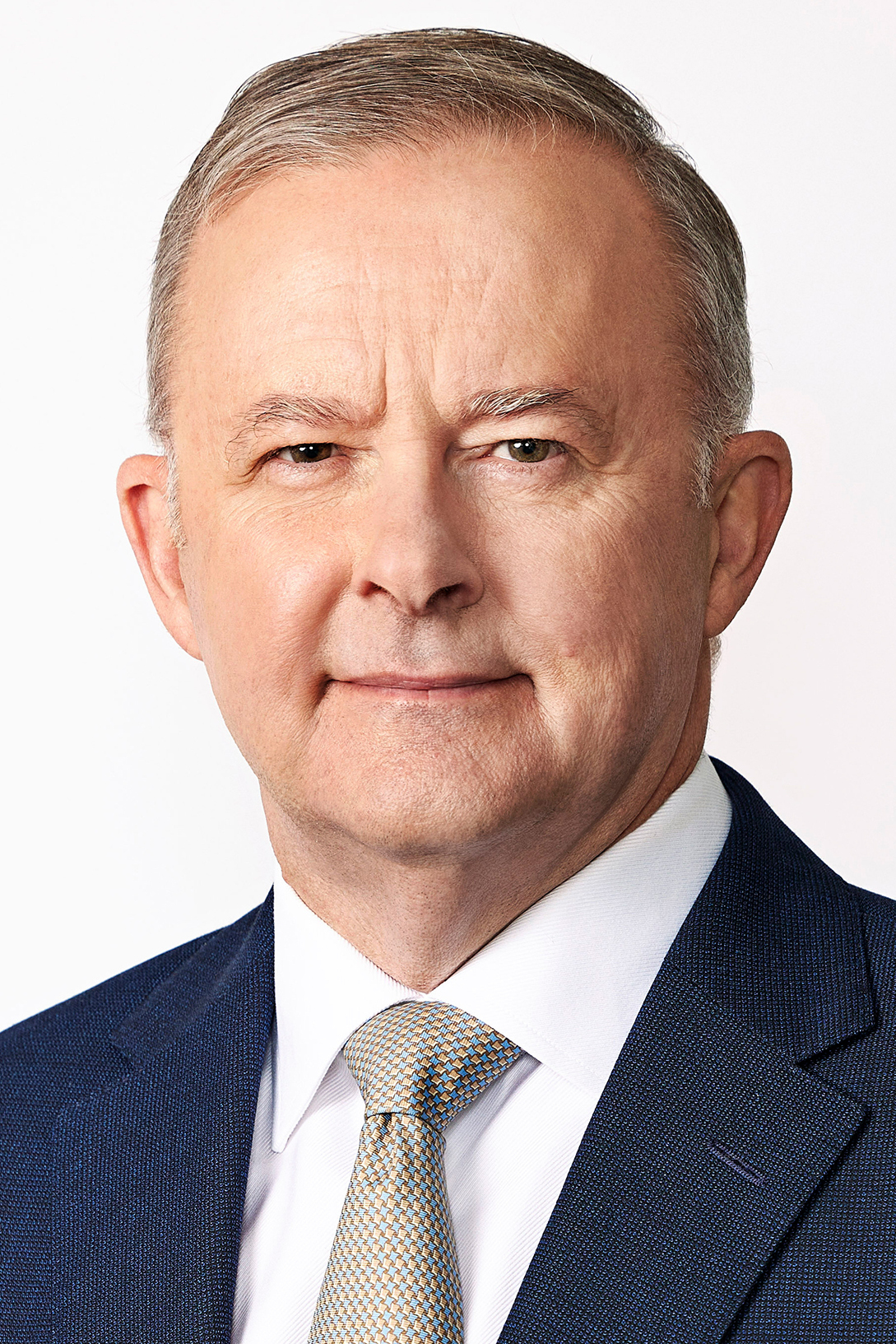
Anthony Albanese (2022)

Zwei Tage nach der Parlamentswahl am 21. Mai 2022 wurde Anthony Albanese als Premierminister vereidigt.

### Staatsoberhaupt
| Regierungszeit | Name          | Dynastie                      | Lebensdaten |
| -------------- | ------------- | ----------------------------- | ----------- |
| 1837–1901      | Victoria      | Hannover/Sachsen-Coburg-Gotha | 1819–1901   |
| 1901–1910      | Eduard VII.   | Sachsen-Coburg-Gotha          | 1841–1910   |
| 1910–1936      | Georg V.      | Sachsen-Coburg-Gotha/Windsor  | 1865–1936   |
| 1936           | Eduard VIII.  | Windsor                       | 1894–1972   |
| 1936–1952      | Georg VI.     | Windsor                       | 1895–1952   |
| 1952–2022      | Elisabeth II. | Windsor                       | 1926–2022   |
| seit 2022      | Charles III.  | Windsor                       | * 1948      |

### Politische Indizes
| Name des Index                     | Indexwert    | Weltweiter Rang | Interpretationshilfe | Jahr |
| ---------------------------------- | ------------ | --------------- | --- | ---- |
| Fragile States Index               | 19,6 von 120 | 169 von 179     | Stabilität des Landes: sehr nachhaltig 0 = sehr nachhaltig / 120 = sehr alarmierend Rang: 1 = fragilstes Land / 179 = stabilstes Land | 2024 |
| Demokratieindex                    | 8,85 von 10  | 11 von 167      | Vollständige Demokratie 0 = autoritäres Regime / 10 = vollständige Demokratie                                                         | 2024 |
| Freedom in the World Index         | 95 von 100   | —               | Freiheitsstatus: frei 0 = unfrei / 100 = frei                                                                                         | 2024 |
| Rangliste der Pressefreiheit       | 75,2 von 100 | 29 von 180      | Zufriedenstellende Lage für die Pressefreiheit 100 = gute Lage / 0 = sehr ernste Lage                                                 | 2025 |
| Korruptionswahrnehmungsindex (CPI) | 77 von 100   | 10 von 181      | 0 = sehr korrupt / 100 = sehr sauber                                                                                                  | 2024 |

### Bundesstaaten, Territorien und Außengebiete
Australien besteht aus den sechs Bundesstaaten Queensland, New South Wales, Victoria, Tasmania, South Australia und Western Australia, den drei Territorien Australian Capital Territory, Jervis Bay Territory und Northern Territory sowie sieben Außengebieten.
Sowohl der Australische Bund insgesamt als auch jeder einzelne der Bundesstaaten besitzt ein Parlament, eine eigene Regierung sowie einen eigenen Gouverneur als direkten Repräsentanten des Staatsoberhauptes des Vereinigten Königreiches. Die Außengebiete unterstehen entweder dem Australischen Bund oder einem der Bundesstaaten oder einem Ministerium.
Die Wahlen der Senatoren für die Zweite Kammer des Nationalstaates erfolgen nach dem Verhältniswahlrecht mittels Single Transferable Vote.
Mit Ausnahme Queenslands, das ein Einkammersystem aufweist, bestehen die Parlamente bei jedem der anderen Bundesstaaten sowie den Territorien aus jeweils zwei Kammern. Die Abgeordneten für die jeweilige Erste Kammer, das Unterhaus, werden in der Regel in Einerwahlkreisen mit Hilfe des Instant-Runoff-Voting, einer besonderen Form des Mehrheitswahlrechts, gewählt. Die Ausnahmen von dieser Regel bilden die Wahlen zu den Ersten Kammern, den Unterhäusern, des Hauptstadtterritoriums (Australian Capital Territory) sowie Tasmaniens. Hier kommt das Verhältniswahlrecht in Form der Single Transferable Vote zur Anwendung. In den meisten der Einzelstaaten kommt diese Form des Verhältniswahlrechts ebenfalls bei den Wahlen der Senatoren für die Zweite Kammer der jeweiligen Parlamente zur Anwendung; eine Ausnahme hierbei bildet die Wahl zur Zweiten Kammer Tasmaniens.
Die Bundesstaaten besitzen die ausschließliche Gesetzgebungskompetenz für Bildung, Gesundheit und Verkehrswesen sowie für Polizei und Justiz. Der Chef der Landesregierung eines Bundesstaates wird analog zum nationalen Regierungschef als Premierminister bezeichnet.
| Bundesstaat            | Hauptstadt |
| ---------------------- | ---------- |
| Western Australia (WA) | Perth      |
| South Australia (SA)   | Adelaide   |
| Queensland (QLD)       | Brisbane   |
| New South Wales (NSW)  | Sydney     |
| Victoria (VIC)         | Melbourne  |
| Tasmanien (TAS)        | Hobart     |

| Territorium                        | Hauptstadt |
| ---------------------------------- | ---------- |
| Australian Capital Territory (ACT) | Canberra   |
| Northern Territory (NT)            | Darwin     |
| Jervis Bay Territory (JBT)         | —          |

| Karte                                          |
| ---------------------------------------------- |
| Karte Australiens, Bundesstaaten eingezeichnet |

| Region            | Außengebiete                         |
| ----------------- | ------------------------------------ |
| Indischer Ozean   | Ashmore- und Cartierinseln (ACI)     |
| Indischer Ozean   | Kokosinseln (CCK)                    |
| Indischer Ozean   | Heard und McDonaldinseln (HMD)       |
| Indischer Ozean   | Weihnachtsinsel (CXR)                |
| Pazifischer Ozean | Korallenmeerinseln (CSI)             |
| Pazifischer Ozean | Norfolkinsel (NFK)                   |
| Antarktis         | Australisches Antarktis-Territorium1 |

| Karte                                         |
| --------------------------------------------- |
| Karte Australiens, Außengebiete eingezeichnet |

### Indigene Landrechte

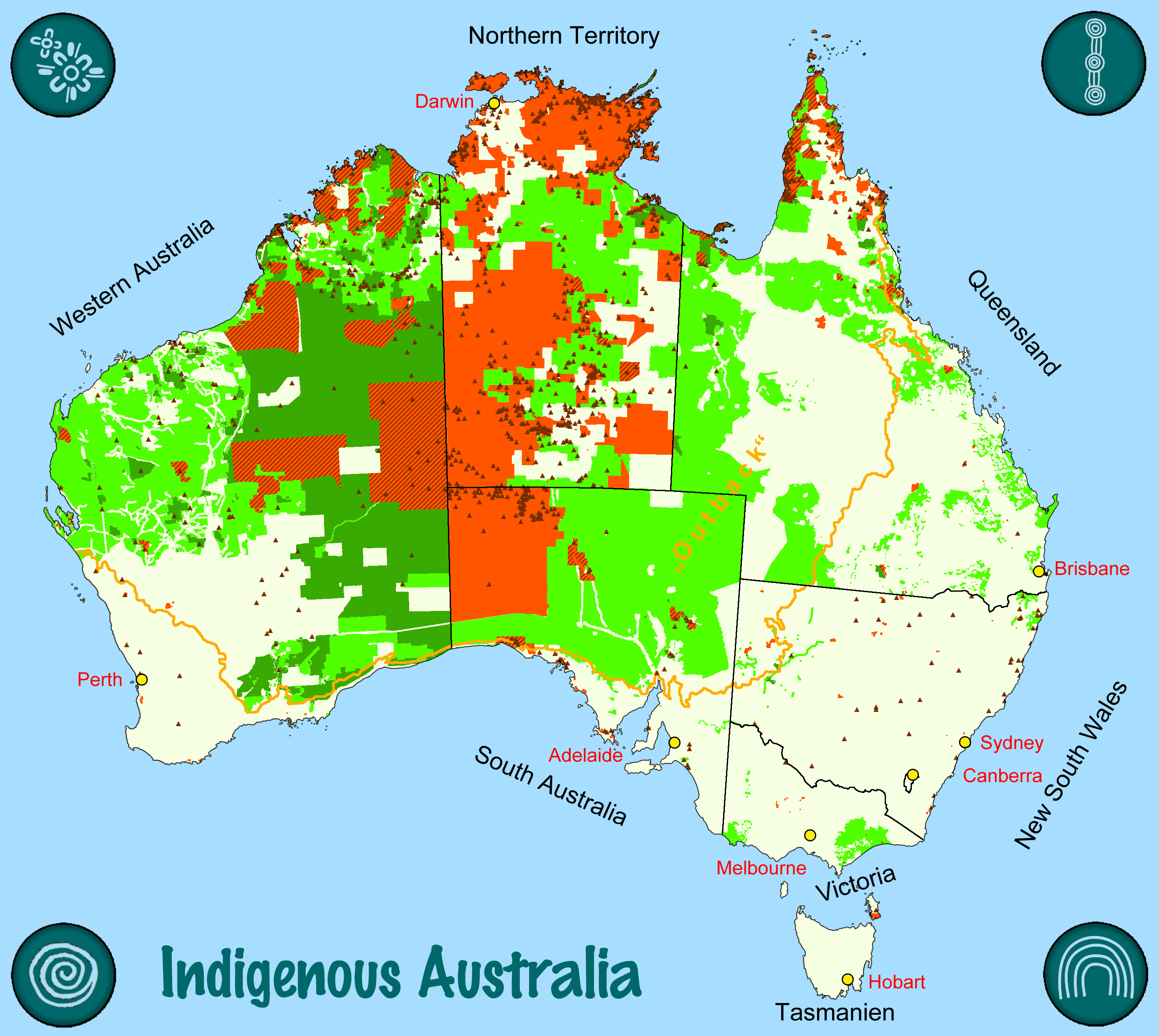
Landeigentum sowie Besitz- und Nutzungsrechte der Aborigines 2022
Land Rights Act-Gebiete
Exklusive Rechte
Nicht-exklusive Rechte//// Überschneidungen
▲ Lokale Gemeinschaften

Von den rund 2700 indigenen lokalen Gemeinschaften, die es heute in Australien gibt, befinden sich über 90 % im Outback. Für die Aborigines, die im Outback leben, hat der Besitz und die Nutzung ihres angestammten Landes große Bedeutung. In der Kolonialzeit wurden die Ureinwohner faktisch enteignet und hatten keinerlei Anspruch auf das Land, in dem sie seit mehr als 60.000 Jahren lebten.
Nach jahrzehntelangen Verhandlungen verfügen die indigenen Australier heute wieder über verschiedene Formen der Landrechte: Nach den Land Rights Acts der Bundesstaaten und Territorien sind sie Eigentümer einer Fläche, die fast so groß ist wie Fennoskandinavien (2022 etwa 17 % der Landesfläche). Allerdings liegt der überwiegende Teil aller Flächen im Outback und das Landeigentum darin besteht zum größten Teil aus Wüsten und Halbwüsten. Hinzu kommen Besitzrechte nach dem Native-Title-Bundesgesetz, die 2022 für 53 % der gesamten Landesfläche – allerdings in sehr unterschiedlicher Weise je Titel und zum Teil mit erheblichen Einschränkungen – anerkannt wurden. Im Gegensatz etwa zum kanadischen Nunavut sind die australischen Indigenen trotz der großzügig erscheinenden Landrechte rechtlich weit von einer Territorialautonomie entfernt.

### Demokratieproblem – Chancenungleichheit
Nachdem die drei Parteien Liberal Party, Labor Party und deren Juniorpartner National Party über mehrere Jahrzehnte in verschiedenen Koalitionen zwar regierten, aber kontinuierlich an Zustimmung verloren, erließen diese Anfang der 2020er Jahre für sie vorteilhafte Regelungen zur Wahlkampffinanzierung. Seitdem dürfen kleinere neue Parteien und parteilose Politiker, obwohl diese im Gegensatz zu Abgeordneten und Parlamentsparteien keine staatlichen Zuschüsse erhalten, nur begrenzt Spenden annehmen. Die herrschenden drei Parteien finanzieren sich nicht durch Spenden, sondern von Portfolioinvestitionen und von Mitgliedsbeiträgen von Unternehmen. Des Weiteren dürfen nicht amtierende Kandidaten nur einen begrenzten Betrag an Spenden zur Wahlkampffinanzierung verwenden. Amtierende bzw. zur Wiederwahl antretende australische Politiker dagegen sind auf solche Spenden nicht angewiesen. Laut der Denkfabrik The Australia Institute erklärt die Regelung zur Wahlkampffinanzierung, warum 90 % der bei der Parlamentswahl in Australien 2022 gewählten Politiker wiedergewählt sind.

### Gesellschaftspolitische Probleme

#### Rassismus und Diskriminierung

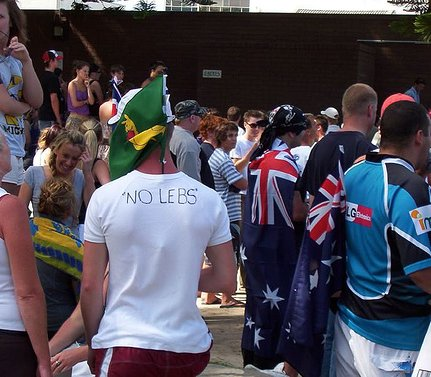
Ausschreitungen in Cronulla am 11. Dezember 2005

Auf Grund mangelnder Integration in die Mehrheitsgesellschaft und von Diskriminierung durch diese gehören viele Aborigines zum ärmsten Teil der australischen Gesellschaft. Ihre Kindersterblichkeit ist im Vergleich zur weißen Bevölkerung doppelt so hoch. Sie haben einen erschwerten Zugang zur Bildung. Ihre Arbeitslosenquote ist mit 20 % fast dreimal so hoch wie die der Durchschnittsbevölkerung. Ihre Lebenserwartung liegt im Durchschnitt zehn Jahre unter der der weißen Bevölkerung. Seit den 1960er Jahren rückte zunehmend die Frage nach Landrechten der Aborigines in den Mittelpunkt gesellschaftspolitischer Auseinandersetzungen und erst seit dem Urteil Mabo v. Queensland (No. 2) von 1993 können Landrechte von einem Aborigine-Stamm erfolgreich eingeklagt werden.
Seit der verstärkten Einwanderung vorder- und südostasiatischer Migranten mit dem Ende der White Australia Policy in den 1960er Jahren kam es mehrfach zu rassistischen Ausschreitungen wie den Cronulla Riots im Dezember 2005.
Seit dem Racial Discrimination Act von 1975 ist Rassendiskriminierung per Gesetz verboten und alle diskriminierenden Gesetze, die in den Staaten oder Territorien noch existierten, außer Kraft gesetzt worden.
Durch den bundesweit geltenden „Human Rights (Sexual Conduct) Act – Section 4“ sind homosexuelle Handlungen seit 1994 legalisiert und heute gesellschaftlich weitgehend akzeptiert. In fünf Bundesstaaten existieren Antidiskriminierungsgesetze für Homosexuelle. Die Gleichgeschlechtliche Ehe wurde 2018 eingeführt.

#### Umweltprobleme
CO2-Emissionen
Die erste Amtshandlung der 2007 gewählten Labor-Regierung von Kevin Rudd war die Ratifizierung des Kyoto-Protokolls. Dies bedeutete, dass durch eine CO2-Steuer (carbon tax), und eine Besteuerung der energieintensiven Bergbauunternehmen, Anreize zur Senkung des Treibhausgas-Ausstoßes gegeben werden sollten. Die gesetzliche Umsetzung stieß auf erheblichen Widerstand sowohl der australischen Bergbauindustrie als auch innerhalb der Labor-Partei, die den von ihr gestellten Premierminister Kevin Rudd abwählte.
Da die carbon tax zu höheren Energiepreisen wie z. B. bei den Strompreisen führte, stieß diese Form der Besteuerung auch in der Bevölkerung auf Widerstand. Mit Premierministerin Julia Gillard wurden die sozialen Folgekosten dieser höheren Energiepreise mit einem Maßnahmenpaket kompensiert: Von einer Anhebung des Steuerfreibetrags sowie pauschaler Ausgleichszahlungen (lump-sum CASH-bonuses) profitierten vor allem Geringverdiener wie Pensionäre, Alleinerziehende, Familien mit geringem Einkommen und alleinstehende Geringverdiener. Diese Ausgleichszahlungen erfolgten bereits vor der Einführung der Carbon tax, 2012. Mit diesem Preissignal im Sinne einer ökologisch-sozialen Marktwirtschaft sollten die bisher in Australien kaum genutzten Erneuerbaren Energien relativ gesehen preisgünstiger werden als die im Tagebau günstig abzubauende fossile Kohle. Externalisierte Folgekosten wie die Versauerung der Meere sowie die globale Erwärmung wurden marktwirtschaftlich eingepreist (internalisiert).
2017 stellte in Victoria eines der größten Braunkohlekraftwerke Australiens, das Kraftwerk Hazelwood, seinen Betrieb ein. Dies geschah aus Kostengründen vor dem Ende der genehmigten Betriebserlaubnis, die bis ins Jahr 2031 reichte. Sein im Jahr 2011 geschätzter Kohlendioxid-Ausstoß pro Jahr belief sich auf 17 Millionen Tonnen.
Neozoen
Seit Anfang des 20. Jahrhunderts hat Australien mit der Ausbreitung von Kaninchen zu kämpfen. Westaustralien baute 1907 einen 3256 km langen Zaun, der die weitere Verbreitung stoppen sollte.
Seit Jahren bewegt Australien die Frage, wie die Zahl der Kamele in Australien begrenzt werden kann, da diese die Umwelt zunehmend schädigen. 2009 wurde die Zahl der Dromedare auf rund eine Million Tiere geschätzt. Es wurde erwartet, dass sich die Zahl in acht Jahren verdoppele, und es wird befürchtet, dass Teile des Wüstenökosystems Australiens vernichtet werden. Tatsächlich lagen die Schätzungen zu hoch. Nach Abschuss von etwa 160.000 Tieren und weiteren 100.000 Opfern einer Dürre wird die Population auf etwa 300.000 Tiere neu eingeschätzt. Bei der Lösung dieses Problems treten Konflikte zwischen Tier- und Naturschützern auf.
Die sehr große Zahl von Hausmäusen stellt ebenfalls ein großes Probleme dar. Besonders in den Bundesstaaten New South Wales und Victoria kam es in den letzten Jahren vermehrt zu Mäuseplagen, die durch die passenden klimatischen Bedingungen noch verstärkt wurden. Die Bekämpfung der Nagetiere erfolgt meist mit Gift; dieses könnte aber Greifvogelpopulation stark beeinträchtigen.
Ein weiteres ungelöstes Problem ist die rasche Verbreitung der ausgesetzten giftigen Aga-Kröte, die australische Kleintierpopulationen existenziell bedroht.

#### Aktuelle Migrationspolitik
| Rang | Herkunftsstaat         | Anzahl Personen |
| ---- | ---------------------- | --------------- |
| 1    | Vereinigtes Königreich | 0.967.390       |
| 2    | Indien                 | 0.710.380       |
| 3    | Volksrepublik China    | 0.595.630       |
| 4    | Neuseeland             | 0.559.980       |
| 5    | Philippinen            | 0.310.620       |
| 6    | Vietnam                | 0.268.170       |
| 7    | Südafrika              | 0.201.930       |
| 8    | Malaysia               | 0.172.250       |
| 9    | Italien                | 0.171.520       |
| 10   | Sri Lanka              | 0.145.790       |
| …    |                        |                 |
| 14   | Deutschland            | 0.107.940       |

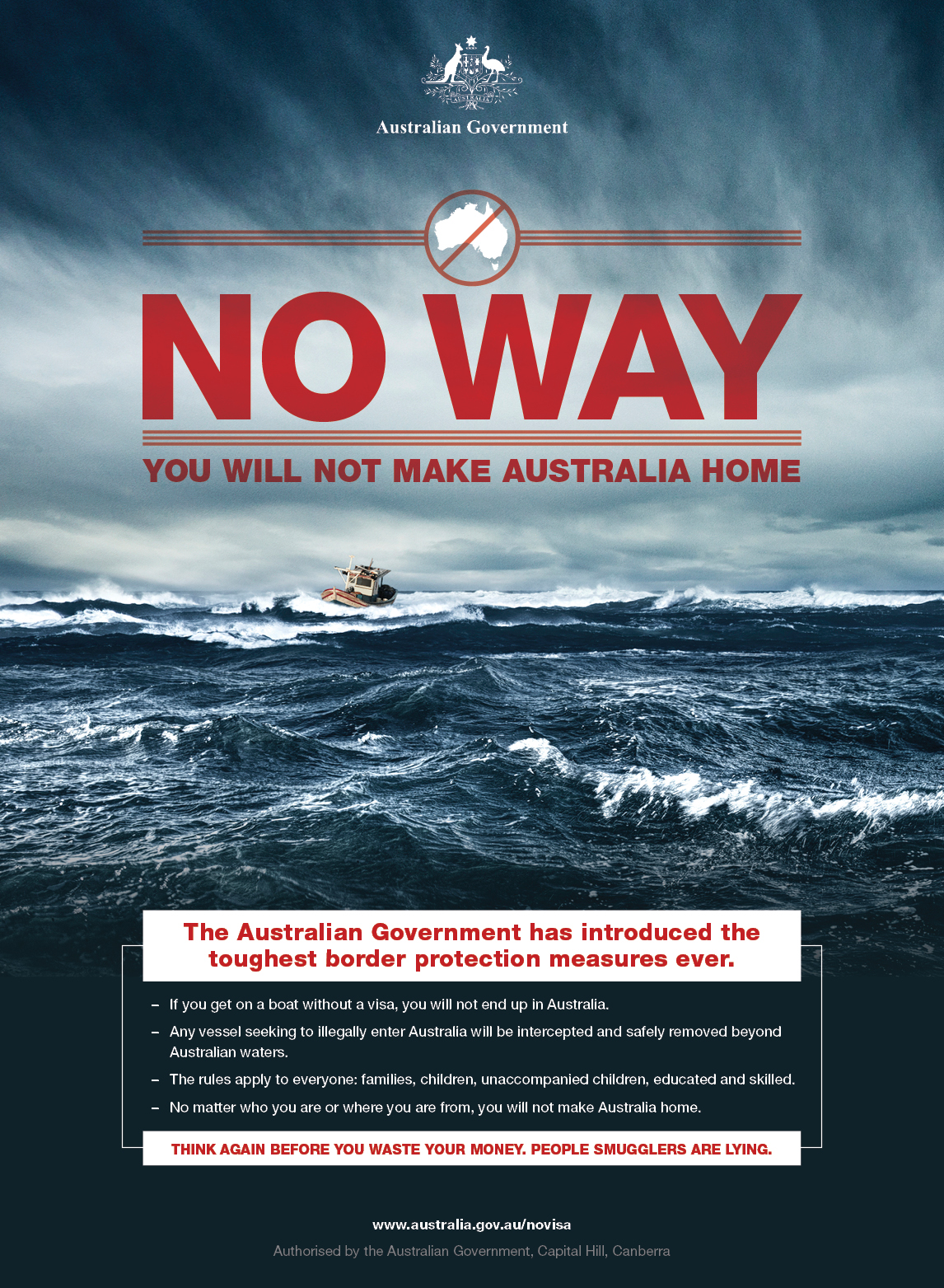
Plakatkampagne der australischen Regierung

Migrationszone Australien

Seit 2001 gibt es eine Australische Migrationszone in der heutigen Form auf See (siehe Karte), die in Folge der Tampa-Affäre von der damaligen australischen Regierung errichtet wurde. Diese Migrationszone sollte verhindern, dass Boatpeople (deutsch: Bootsflüchtlinge) australisches Festland betreten, denn nur auf australischem Boden kann, nach geltendem Recht, ein Asylantrag gestellt werden.
Die nationalkonservative Regierung verwirklichte nach ihrem Amtsantritt mit dem Department of Immigration and Border Protection im Jahr 2013 eine Null-Toleranz-Politik gegen Boatpeople, die Operation Sovereign Borders genannt wird. Schiffe mit Flüchtlingen werden bereits auf hoher See abgefangen, entweder zur Rückkehr gezwungen oder die Boatpeople in Internierungslager in Einwanderungshaft genommen. Von 2013 bis Ende 2017 wurden 31 Boote mit Boatpeople vom australischen Grenzschutz abgewiesen oder zur Umkehr gezwungen. Im Haushaltsjahr 2016/2017 beliefen sich die Kosten für den Grenzschutz auf See und an Land auf 4 Milliarden A$.
Australien nimmt durchaus Asylsuchende auf. Im Finanzjahr 2015/2016 waren es 8640 Flüchtlinge aus Syrien und dem Irak. Zwischen 2013 und 2014 erteilte Australien 13.800 Flüchtlingen ein Visum, im Vorjahreszeitraum 2012/2013 stellte es noch 20.000 Visa für Flüchtlinge aus. Die obligatorische Abschiebehaft mitsamt anschließender Deportation der Boatpeople in andere Länder sind in Australien wenig umstritten.
Am 31. Dezember 2016 befanden sich 1364 asylsuchende Boatpeople in australischen Internierungslagern, darunter 263 auf der Weihnachtsinsel, die anderen waren in Drittländern auf den Inseln Nauru und Manus (siehe weiter unten). Im März 2017 befanden sich auf australischem Hoheitsgebiet acht Lager für Asylsuchende, darunter sind fünf Internierungslager (Immigration detention centres), in denen die Asylsuchenden in Einwanderungshaft festgehalten werden. In weiteren drei gesonderten Einrichtungen (Alternative places of detention) werden Asylsuchende untergebracht, die aufgrund bestimmter Kriterien nicht in Internierungslagern festgehalten werden können. Dort werden sie unter Supervision gestellt und ihnen gewisse Freiheiten gewährt. Die Unterbringung erfolgt in geeigneten Privathäusern, Hotels, Motels und Krankenhäusern. Generell gibt die lagerartige Unterbringung Anlass für Kritik von Menschenrechtsorganisationen. Die dritte Form ist die Unterbringung in der Allgemeinheit (Community placement), die eine Bewegungsfreiheit mit gewissen Auflagen gewährt. Am 31. Dezember 2016 wurden 25.252 Personen gezählt, die sich in Australien mit einem sogenannten Visa E aufhielten, ein sogenanntes Überbrückungsvisum. Es sind Menschen, deren Aufenthalt befristet genehmigt ist und die nach einem Verlassen Australiens nicht mehr zurückkommen dürfen.
Eine Besonderheit bildeten zwei Internierungslager, die außerhalb des Hoheitsgebiets von Australien lagen: das Nauru Regional Processing Centre auf Nauru und das Manus Regional Processing Centre auf der Insel Manus in Papua-Neuguinea. Nach Interventionen der UNO und Menschenrechtsgruppen erklärte das Verfassungsgericht von Papua-Neuguinea das Lager auf Manus für rechtswidrig. Reuters berichtete, dass einige Dutzend Asylanten auf Manus finanzielle Angebote der australischen Regierung für ihre Rückkehr in ihre Heimatländer angenommen hätten. Das Flüchtlingslager Manus wurde Ende 2017 geschlossen. Die etwa 380 Menschen wurden in neue Lager verlegt.
Gleichzeitig betreibt Australien eine offene Einwanderungspolitik hinsichtlich der legalen Migration. 2020 waren 30 Prozent der Bevölkerung im Ausland geboren, was eine der höchsten Quoten weltweit ist. Australien nimmt vor allem hochqualifizierte Einwanderer auf, die nach einem Punktesystem ausgewählt werden. Migranten in Australien kamen vor allem aus der ehemaligen Kolonialmacht Großbritannien, den asiatischen Ländern wie Indien und China sowie dem Nachbarland Neuseeland.

### Außen- und Sicherheitspolitik

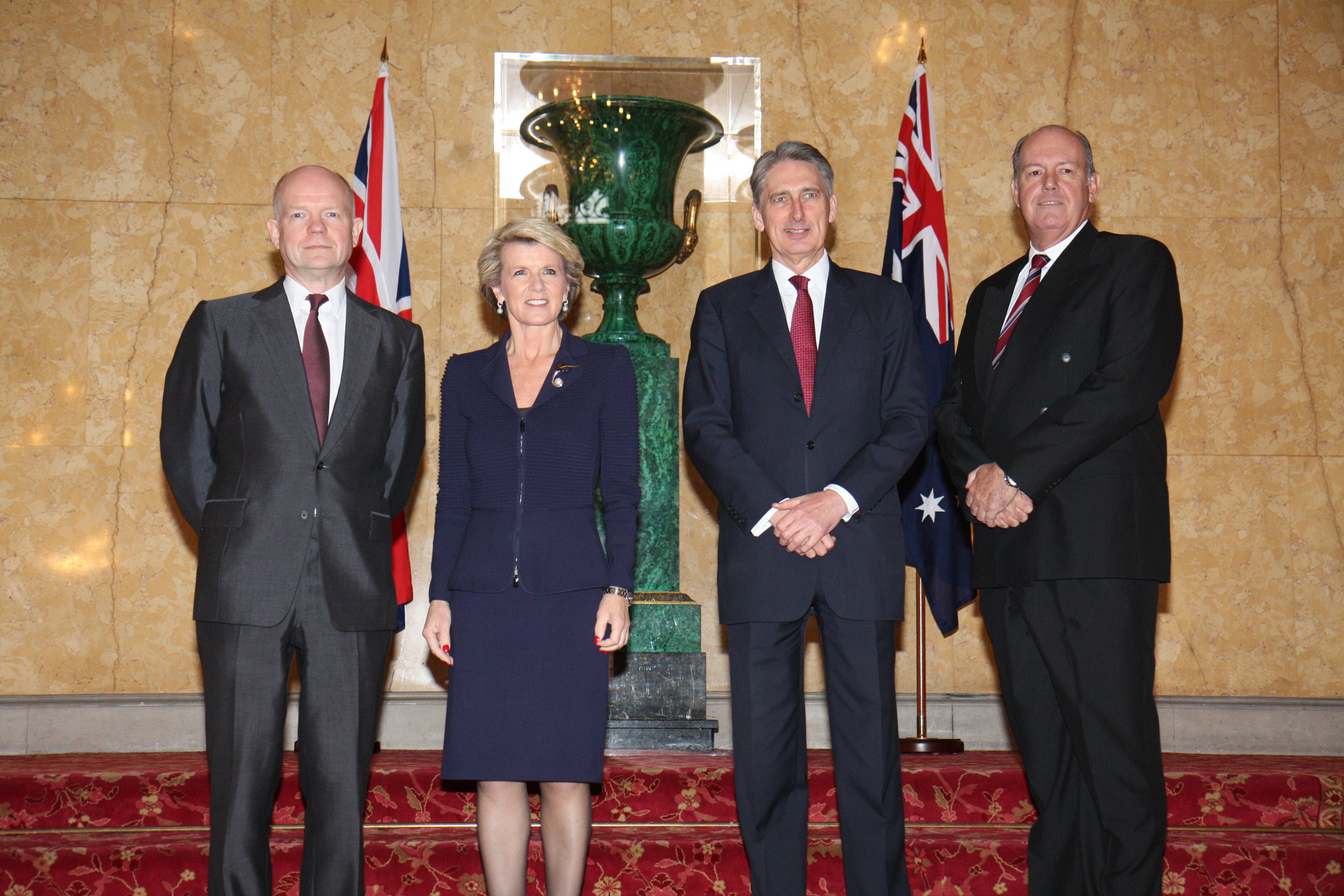
Ein Treffen der australischen und britischen Außen- und Verteidigungsminister in London 2014

In den internationalen Beziehungen wird Australien zumeist als Mittelmacht bezeichnet. Seine ökonomischen und militärischen Ressourcen erlauben es Canberra, auf der internationalen Bühne seiner Stimme Gehör zu verschaffen, allerdings nicht bei jedem Thema und nicht im Alleingang. Gerne sieht sich das Land hierbei als ehrlicher Makler in internationalen Verhandlungen. Das Gewicht Australiens zeigte sich zum Beispiel in den Verhandlungen zur Chemiewaffenkonvention, zum Umweltprotokoll des Antarktisvertrages und im Rahmen der Uruguayrunde.
Die Außen- und Sicherheitspolitik Australiens ist von der Gemeinsamkeit der angelsächsischen Kultur des Landes vor allem mit den Vereinigten Staaten, aber auch mit Neuseeland und dem Vereinigten Königreich bestimmt. Als zunehmende Herausforderung erweist sich für Canberra die Aufgabe, die Beziehungen zu den Vereinigten Staaten mit denen zur Volksrepublik China auszubalancieren. Von hoher Bedeutung sind auch die Verbindungen zu Indonesien, Japan und Indien.
Im Jahre 2005 wurde ein neues Anti-Terror-Gesetz in Australien eingeführt.

#### Beziehungen zu China
Mit dem wirtschaftlichen Aufschwung der Volksrepublik China in den letzten Jahrzehnten ging auch eine Intensivierung der Beziehung beider Länder einher. China ist heute der mit Abstand wichtigste Handelspartner Australiens. Dennoch startete 2017/18 ein Handelskrieg zwischen beiden Ländern, der etwa 2021 seinen Höhepunkt erreichte. Intensiviert wurden die diplomatischen Spannungen unter anderem durch die chinesische Festnahme einer australischen Journalistin Ende 2020, das australische Verbot chinesischer 5G-Technik 2018, um chinesische Spionage zu verhindern, sowie den australischen Kauf von Atom-U-Booten aufgrund der hohen militärischen Präsenz Chinas im Pazifik. 2022/23 sagten in Umfragen jeweils 75 % der australischen Bevölkerung, es sei wahrscheinlich, China würde für Australien in den nächsten 20 Jahren zur militärischen Bedrohung. Ab 2022, mit Übernahme der Regierung Albanese I, entspannten sich die Verhältnisse zwischen beiden Staaten wieder. Ende 2023 kam es erstmals seit sieben Jahren wieder zu einem Staatsbesuch des australischen Regierungschefs in China.

#### Beziehungen zu den USA
Australien pflegt eine umfassende wirtschaftliche, wissenschaftliche und militärisch-strategische Zusammenarbeit mit den USA, die sich auch in der Gründung des ANZUS-Bündnisses niederschlug. Nach dem faktischen Ende von ANZUS in den 1980er Jahren nahmen die USA Australien in ihre Liste der wichtigsten Verbündeten außerhalb der NATO auf. Mit dieser Klassifikation genießt Australien in der strategischen Partnerschaft Privilegien, die nicht einmal vielen NATO-Staaten zugänglich sind. Australien ist seit 1945 Mitglied der Vereinten Nationen, seit 1995 Mitglied in der WTO und ist Vertragsstaat des ICC.

#### Beziehungen zu Asien
In den 1990er Jahren versuchte der damalige Premierminister Paul Keating Australien näher an seine asiatischen Nachbarn heranzuführen. Dies scheiterte jedoch aufgrund gegensätzlicher Interessen und kultureller Differenzen. Der pro-amerikanische Kurs der konservativen Regierung unter Premierminister John Howard wurde von den benachbarten Staaten weitgehend nicht geteilt, sondern kritisch aufgenommen. Insbesondere Howards Zustimmung zu Bushs Doktrin der sogenannten Präemptivschläge nach den Attentaten von Bali im Oktober 2002 zog sofort offizielle Proteste der Nachbarstaaten Indonesien, Philippinen, Malaysia und Thailand nach sich. Wie seit 1951 sieht auch das aktuelle Weißbuch des Verteidigungsministeriums vor allem im ANZUS-Abkommen mit Neuseeland und den USA den Grundstein der nationalen Sicherheitspolitik, weniger in einer multilateralen regionalen Einbindung. Als weniger bedeutend ist das seit 1971 existierende Five Power Defence Arrangements (FPDA) von Australien, Neuseeland, Großbritannien, Singapur und Malaysia einzuordnen, welches vorsieht, dass die drei Erstgenannten den beiden südostasiatischen Staaten im Falle eines Angriffs zu Hilfe kommen. Seit 1997 führen die See- und Luftstreitkräfte der fünf Länder regelmäßig gemeinsame Manöver durch.

#### Grenzstreitigkeiten mit Osttimor

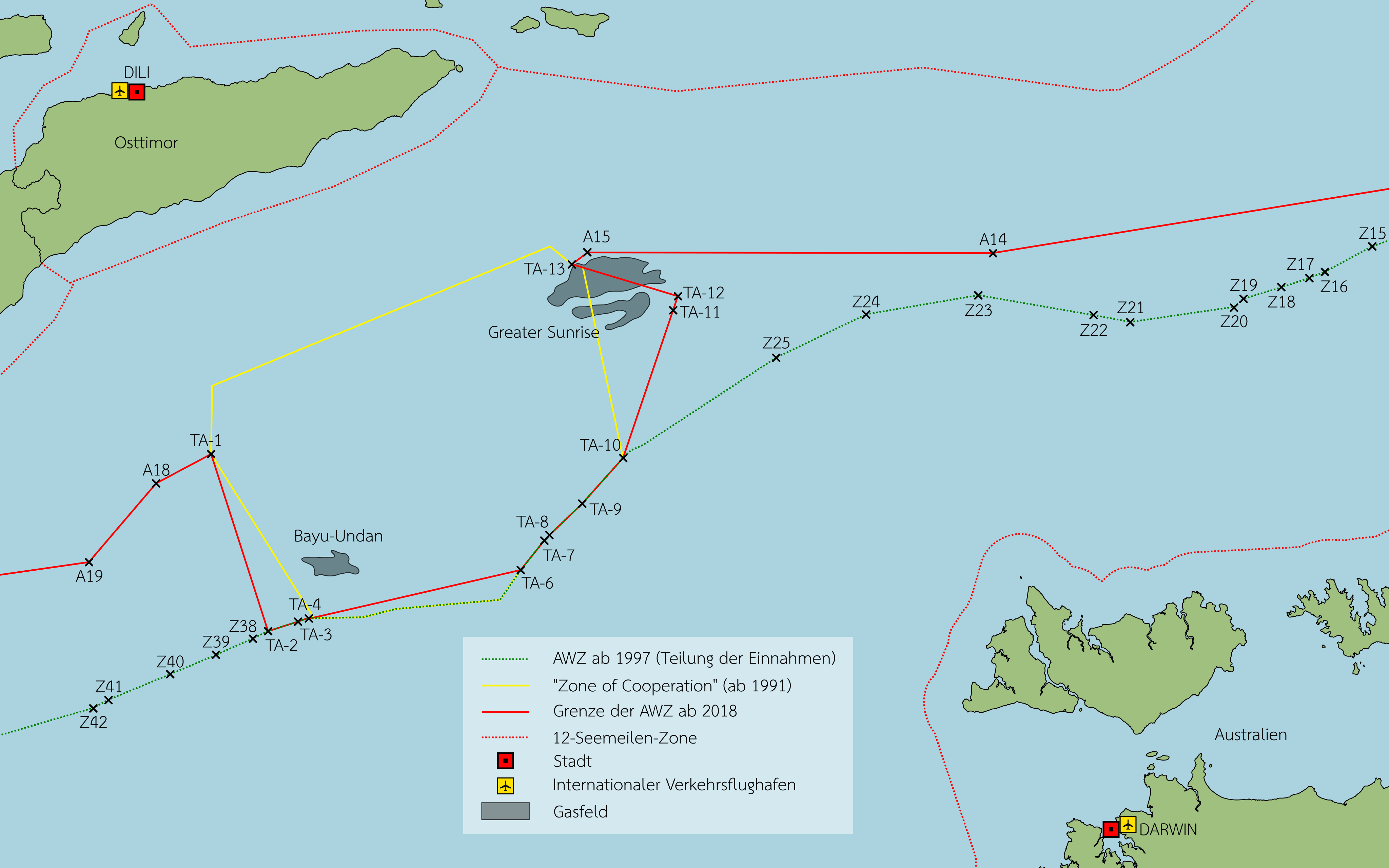
Grenzen der ausschließlichen Wirtschaftszone Osttimors nach Seerecht in der Timorsee und der Joint Petroleum Development Area nach dem Timor Sea Treat sowie die Lage der Erdölfelder

Mit dem nördlich gelegenen Osttimor gab es über Jahre Streit über die Grenzziehung in der Timorsee und die damit verbundene Nutzung der dortigen Erdöl- und Erdgaslager. Während der indonesischen Besetzung Osttimors vereinbarten Australien und Indonesien eine Grenzziehung zu Gunsten Australiens. Mit der Unabhängigkeit Osttimors im Mai 2002 wurde neu verhandelt und man vereinbarte ein 50-jähriges Moratorium betreffs der Grenzfrage und eine gemeinsame Nutzung der Bodenschätze. Eine Einigung nach dem Seerechtsübereinkommen der Vereinten Nationen konnte nicht erzielt werden, weil Australien wenige Monate vor der Unabhängigkeit Osttimors aus dem Regelwerk austrat. 2013 wurde bekannt, dass Australien während der letzten Verhandlungen das Kabinett Osttimors mit Wanzen abgehört hatte. Osttimor verklagte Australien daher vor dem Internationalen Schiedsgericht und pochte auf eine Grenzziehung gemäß dem Seerechtsübereinkommen, womit die Erdöl- und Erdgasfelder alleinig in osttimoresischem Territorium liegen würden. Die Beziehungen zwischen den beiden Ländern waren deswegen angespannt. So hatte seit Antritt der national-liberalen Koalitionsregierung 2013 kein australischer Minister mehr Osttimor besucht. Im Januar 2017 erklärten die Regierungen Australiens und Osttimors, dass der Treaty on Certain Maritime Arrangements in the Timor Sea (CMATS) aufgelöst werden soll. Am 6. März 2018 wurde ein neuer Grenzvertrag von den beiden Staaten unterzeichnet, der die bisherigen Vereinbarungen zugunsten Osttimors abänderte.

#### Partnerschaft mit Tuvalu
Am 10. November 2023 unterzeichneten der australische Premierminister Anthony Albanese und sein Amtskollege aus Tuvalu, Kausea Natano, während des pazifischen Regionalforums Pacific Islands Forum (PIF) auf den Cookinseln eine Vereinbarung, nach der jährlich 280 Tuvaluer – von aktuell 11.200 Einwohnern – nach Australien übersiedeln dürfen, um dort zu arbeiten, zu studieren und zu leben. Diese sollen auch die australische Staatsbürgerschaft erhalten. Australien ist einer der weltgrößten Förderer und Exporteure klimaschädigender Kohle. Politische Kommentatoren bewerteten diesen Schritt auch als Reaktion Australiens und der USA auf die wachsende Expansion der Volksrepublik China im Pazifik. So soll die Vereinbarung „Australiens Status als Tuvalus Sicherheitspartner erster Wahl“ festigen. Demnach müssten sich beide Nationen künftig gegenseitig über „jedes Engagement mit anderen Staaten in Verteidigungsfragen in Tuvalu einigen“. Dies schließt auch die Unterstützung Australiens bei der Reaktion auf Naturkatastrophen, Pandemien und Sicherheitsfragen mit ein.

#### Beziehungen zur Europäischen Union
In den Beziehungen zwischen der EU und Australien stehen seit Jahrzehnten ökonomische Themen im Vordergrund, wobei insbesondere Agrarfragen immer wieder zu Streitigkeiten zwischen den beiden Partnern führten. Der Beitritt Großbritanniens zur Europäischen Wirtschaftsgemeinschaft (EWG) im Jahre 1973 bedeutete für Australien einen erschwerten Zugang zum britischen Markt und wurde in weiten Kreisen von Politik und Gesellschaft als Verrat des ehemaligen Mutterlandes aufgefasst. Die bitteren Gefühle wurden verstärkt, da die protektionistische Agrarpolitik der EWG bzw. EU die ansonsten wettbewerbsfähige Agrarindustrie des fünften Kontinents benachteiligte. In den letzten Jahren rückten jedoch verstärkt andere wirtschaftliche Themen auf der politischen Agenda nach oben. Dies ist auch dem Umstand geschuldet, dass seit 25 Jahren die EU der wichtigste Wirtschaftspartner Australiens ist. Grundlage für die bilateren Beziehungen zwischen Australien und der EU ist die „gemeinsame Erklärung“ von 1997. Im Jahr 2008 wurde ein weiteres Partnerschaftsabkommen abgeschlossen, dem ein gemeinsamer Aktionsplan zugrunde liegt. Das Abkommen soll der Partnerschaft Impulse verleihen für intensivere Kooperation in den Bereichen Bildung, Wissenschaft, Technologieentwicklung, Umwelt und Klimaschutz. In der Klimapolitik sowie der nationalen und internationalen Sicherheitspolitik verfolgt die australische Regierung ähnliche Ziele wie die Europäische Union. In der Agrarpolitik unterscheiden sich die Ziele Australiens und der EU jedoch voneinander. Während Australien den Zugang zum EU-Binnenmarkt stärken möchte, verhält sich die EU in Bezug auf die Landwirtschaft ihrer Mitgliedsstaaten protektionistisch gegenüber Mitbewerbern, die von außerhalb der EU in den EU-Binnenmarkt exportieren möchten. Seit 2018 verhandeln die EU und Australien über ein Freihandelsabkommen.

##### Beziehungen zu Deutschland
Die Staaten Deutschland und Australien verbindet ein enger wirtschaftlicher, kultureller und diplomatischer Austausch. Im Rahmen einer 2013 geschlossenen strategischen Partnerschaft kooperieren beide Staaten auch zunehmend in sicherheitspolitischen Fragen.

### Militär und Kriegsbeteiligung

#### Erster Weltkrieg

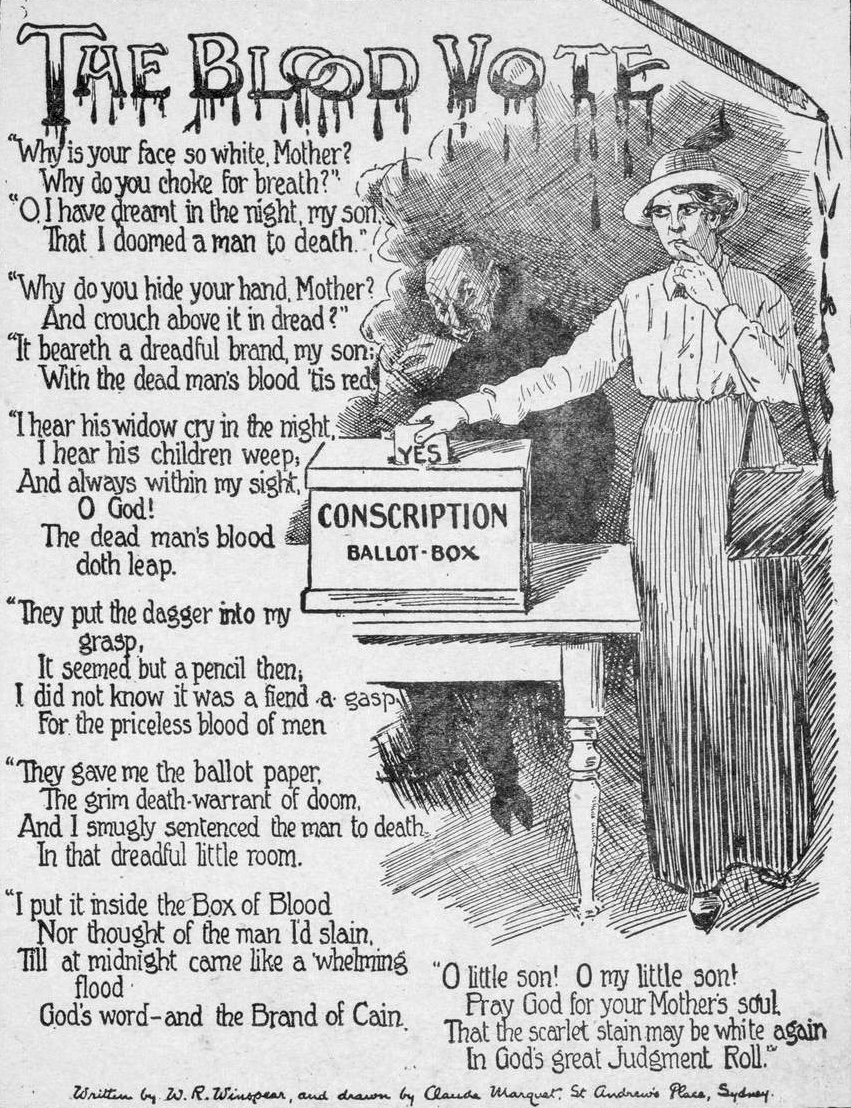
Plakat Die Blutige Abstimmung anlässlich der Volksabstimmung von 1917 gegen die Wehrpflicht in Australien

Neun Tage nach dem Beginn des Ersten Weltkriegs erfolgten ab dem 6. August 1914 erste Kriegshandlungen Australiens an der Seite von Großbritannien mit der Besetzung der Kolonie Deutsch-Neuguinea durch die Australian Naval and Military Expeditionary Force, ein 2000 Mann starkes Freiwilligen-Expeditionskorps. Am 15. August 1914 wurde die First Australian Imperial Force (AIF) gebildet, die bedeutendste australische Expeditionsstreitmacht im Ersten Weltkrieg, die aus mehreren Waffengattungen bestand. Die AIF setzte erstmals gemeinsam mit alliierten Truppen das Armeekorps Australian and New Zealand Army Corps (ANZAC) außerhalb des asiatischen Raums in der verlustreichen Schlacht von Gallipoli in der Türkei ein, in der von den australischen Soldaten 26.111 verwundet und 8141 getötet wurden.
Diese Schlacht hat die australische Bevölkerung hinsichtlich ihrer Haltung zum Krieg und zur Wehrpflicht bis heute tief beeinflusst. Nach dieser Schlacht wurde das australische Militär bis zum März 1916 an der Palästinafront eingesetzt. Anschließend beteiligten sich fünf Infanterie-Divisionen der AIF an den Kämpfen an der Westfront in Frankreich und Belgien. Ferner nahmen auch australische Soldaten an Kämpfen auf unterschiedlichen, einzelnen Kriegsschauplätzen teil.

#### Zweiter Weltkrieg
Australien führte im Zweiten Weltkrieg zwei Kriege, einen gegen das Deutsche Reich, Italien und seine Verbündeten in Europa als Teil des Britischen Commonwealth und einen an der Seite des Vereinigten Königreichs, der Vereinigten Staaten und anderer Verbündeter gegen Japan und seine Verbündeten im Pazifikkrieg bis September 1945.
Zwischen Februar 1942 und November 1943 war Australien das Ziel von insgesamt 97 Luftangriffen der Kaiserlich Japanischen Marineluftstreitkräfte. Während der Luftangriff auf Darwin am 19. Februar 1942 der erste, schwerste und folgenreichste aller dieser Luftangriffe war, blieben die meisten weiteren Luftangriffe ohne größere Folgen.
Ein Landungsversuch der Japaner in Australien erfolgte im Verlauf des gesamten Krieges nicht. Nach dem Rückzug der meisten australischen Kräfte aus dem Mittelmeerraum nach Ausbruch des Pazifikkriegs beteiligte sich die Royal Australian Air Force intensiv am alliierten Luftkrieg gegen das Deutsche Reich. Zwischen 1942 und Anfang 1944 kam den australischen Streitkräften eine Schlüsselrolle im Pazifik zu, wo sie in dieser Zeit das größte alliierte Truppenkontingent stellten. Ab Mitte 1944 kämpften australische Soldaten hauptsächlich an Nebenfronten; sie führten bis Kriegsende fortlaufend Offensivoperationen gegen die japanischen Truppen durch.

#### Nach dem Zweiten Weltkrieg

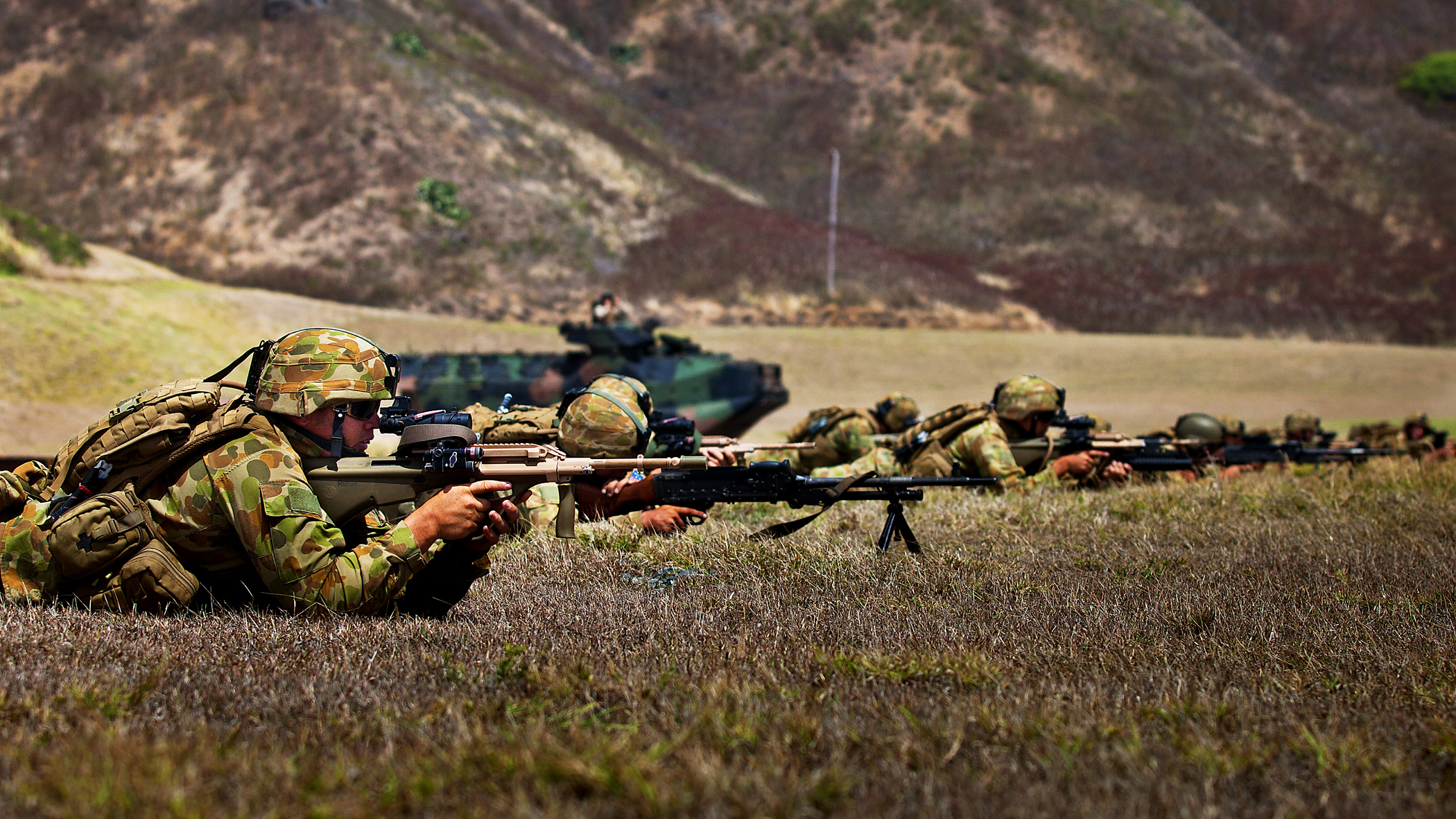
Soldaten der Australian Army bei einem Militärmanöver 2012

Australiens Streitkräfte, die Australian Defence Force (ADF), bestehen aus drei Teilstreitkräften: der Royal Australian Navy, der Australian Army und der Royal Australian Air Force. Die Truppenstärke der ADF wurde in den letzten Jahrzehnten deutlich reduziert und beträgt aktuell etwa 51.000 Soldaten. Ihre Ausbildung und Ausrüstung begründen trotz ihrer verhältnismäßig geringen Größe neben der wirtschaftlichen Attraktivität des Landes den Status Australiens als regionale Ordnungsmacht innerhalb des indo-pazifischen Raums.
Daher führt es aktuelle UN-Friedensmissionen in der Region an, beispielsweise in Osttimor und auf den Salomonen. Mit rund 50.000 Soldaten beteiligte sich Australien in den Jahren 1962 bis 1972 am Vietnamkrieg. Während dieser Zeit wurden ungefähr 2400 Soldaten verwundet, 520 fielen. Außerdem ist Australien am Irakkrieg beteiligt gewesen und unterhielt ein Kontingent im Irak, das bis Juli 2009 entsprechend dem Wahlversprechen der amtierenden Labor-Regierung abgezogen wurde. Es verblieben etwa 100 Soldaten zum Schutz der australischen Botschaft im Land. Der bis dato umfangreichste und bedeutendste internationale Einsatz Australiens war der Beitrag zu den Operationen in Afghanistan, wo die ADF mit etwa 1500 Soldaten vertreten war. Australien gab 2017 knapp 2,0 % seiner Wirtschaftsleistung oder 27,5 Mrd. Dollar für seine Streitkräfte aus und lag damit weltweit auf Platz 13. Seit 2014 beteiligt sich Australien auch an der Koalition gegen die Terrormiliz Islamischer Staat. Nach dem russischen Einmarsch in die Ukraine verkündete Scott Morrison, das Budget für Verteidigung mit 31 Mrd. Australischen Dollars aufzustocken. Außerdem soll das Militär um 18.000 auf 81.000 Soldaten vergrößert werden.

## Wirtschaft

### Wirtschaftsgeschichte
Die Wirtschaftsgeschichte Australiens begann mit der Landung von etwa 1000 Sträflingen, Royal Marines und Seeleuten auf elf Schiffen der First Fleet im Port Jackson am 26. Januar 1788. Davor lebten auf dem australischen Kontinent die Aborigines als Jäger und Sammler. Die Briten erklärten das Land zur Terra nullius und eigneten es sich an. Mit der Anwendung dieses Rechtsbegriffs wurde Australien zu einem Land erklärt, das niemand gehört. Die Briten kolonisierten es jahrzehntelang in Form der Sträflingskolonie Australien.

#### Kolonie New South Wales (1788–1810)

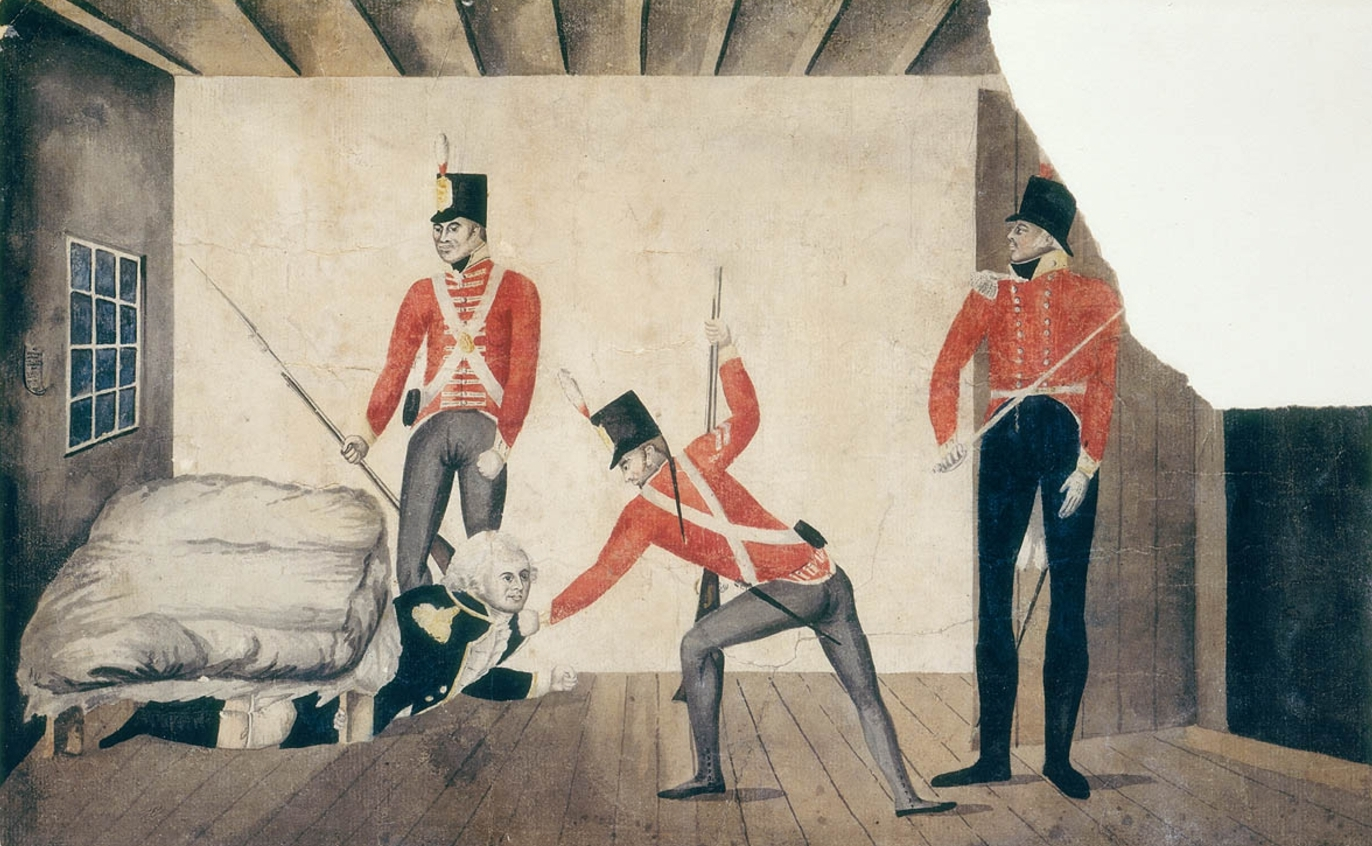
Ein historisches Propagandabild von der Gefangenennahme von William Bligh in der sogenannten Rum Rebellion, das ihn als Feigling zeigt

Nach der Landung im Jahr 1788 übergab die britische Kolonialregierung Land an höhere Offiziere und Sträflinge mit Privilegien. Dies geschah in Form einer „land grant“, einer Landübereignung. Sträflingen ohne das Privileg einer Landübereignung wurde lediglich erlaubt, Wirtschaftsgüter in geringem Umfang selbst zu produzieren. Das Kommissariat der Regierung der Kolonie New South Wales nahm als Lieferant von Gütern, Geld und Devisen eine herausragende Stellung im wirtschaftlichen Leben der Kolonie ein. Obwohl das wirtschaftliche Leben durch die Verteilung von Gütern, Bewirtschaftung von Geld und ausländischer Währung durch die Kolonialregierung reguliert war, entwickelte sich privates Eigentum an Land und privat vergütete Arbeit. Dies wurde geduldet und nicht sanktioniert. Die Offiziere des New South Wales Corps nutzten dies aus und verquicken private und dienstliche Interessen. Die Offiziere des Militärs eigneten sich rücksichtslos Land privat an und führten aufgrund der Knappheit von offiziellen Geldmünzen in der Kolonie Rum als Währung ein. Als die britische Kolonialregierung dagegen einschritt, entstand die Rum Rebellion, die dazu führte, dass im Jahr 1808 zahlreiche Offiziere die Kolonie verlassen mussten.

#### Weitere Kolonien
Bereits in den Jahren ab 1810 war erkennbar, dass sich die koloniale Wirtschaft nicht nur auf eine Selbstversorgung beschränken musste, sondern auch Außenhandel betreiben konnte. Bedeutend für die weitere wirtschaftliche Expansion war die Blaxland-Expedition im Jahr 1813, die einen Weg über die Blue Mountains hinweg ins Landesinnere Australien ermöglichte. Weitere Erkundungen und Entdeckungen folgten. Deshalb konnte die koloniale Wirtschaft wachsen. Neben der erstgegründeten Kolonie New South Wales entstanden Western Australia (1829), South Australia (1836), Victoria (1851), Queensland (1859) und Tasmanien (1856) als britische Kolonien (das Northern Territory wurde 1911 aus South Australia abgespalten und dem Commonwealth of Australia unterstellt).

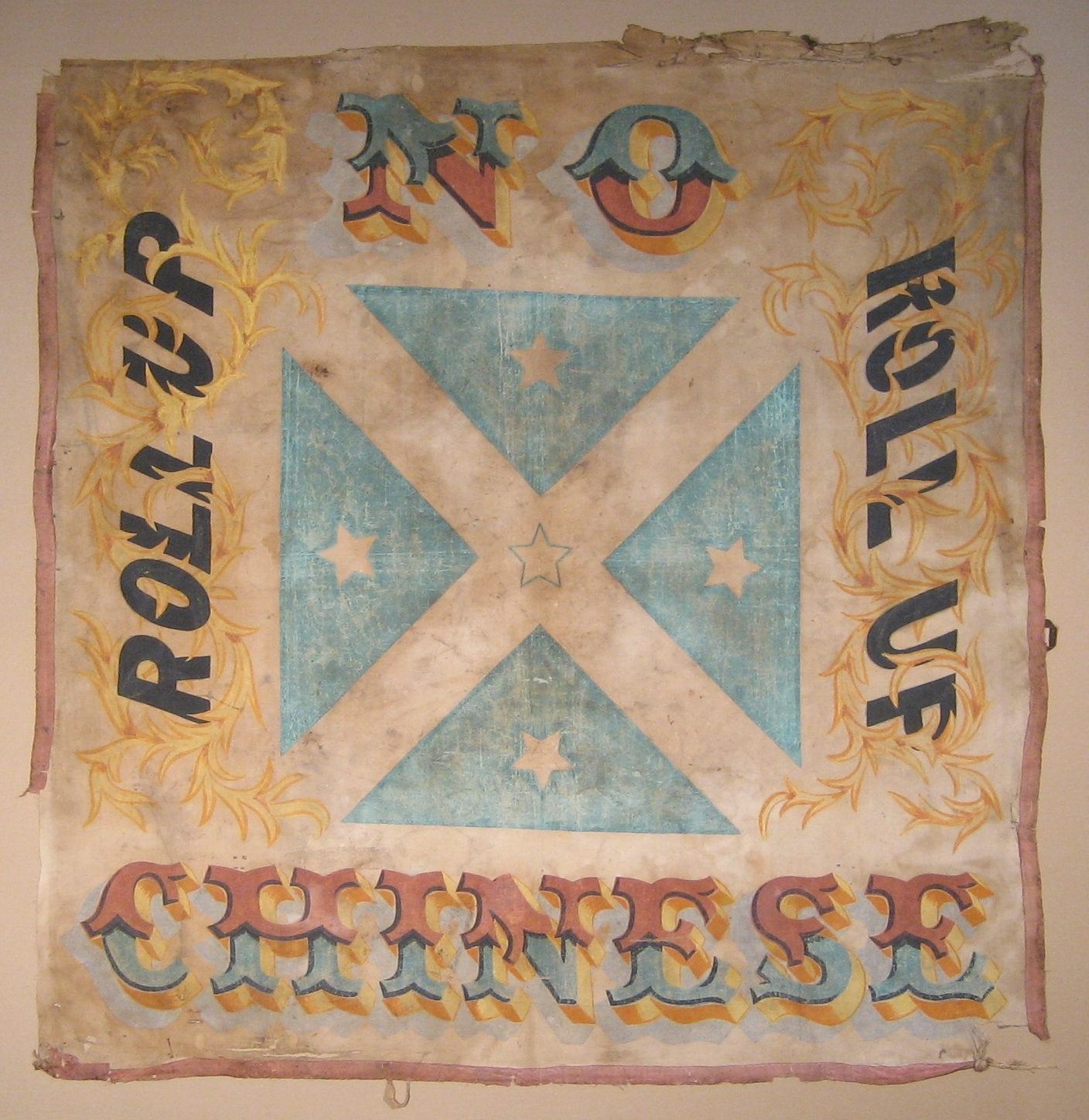
Das Banner „ROLL UP – ROLL UP – NO CHINESE“ (Verschwindet Chinesen!) gilt als das erste dokumentierte rassistische Symbol Australiens. Es wurde in den Goldfeldern im Lambing Flat Riots getragen.

Güter wurden nicht nur in New South Wales verbraucht, sondern ab den 1820er Jahren nach England und ins nordwestliche Europa exportiert. Es handelte sich zuerst vor allem um Wolle, Hölzer und Walöl. In dieser Zeit erfolgte eine umfangreiche Landnahme und eine gewaltsame Verdrängung der Aborigines aus ihren Stammesgebieten durch Siedler. Diese wurden „squatters“ genannt und eigneten sich Land ohne Rechtstitel an, was erst im Jahr 1846 durch Gouverneur George Gipps geregelt bzw. beendet wurde. 1831 wurde es in der Kolonie New South Wales möglich, Land käuflich zu erwerben. Eine erste Wirtschaftskrise entstand in den 1840er Jahren, die von Bankenpleiten begleitet war.
Diese Wirtschaftskrise wurde durch die Goldfunde von 1851 in Victoria überwunden. Infolge des Goldrausches in Australien wanderten zahlreiche Menschen ein. Es waren vor allem Engländer, aber auch andere Nationalitäten wie Chinesen. Bereits in den 1840er Jahren endete die Sträflingsdeportation im östlichen Siedlungsgebiet Australiens. Freie Siedler ließen sich nieder, gesetzliche Regelungen zur Sicherung der bürgerlichen Rechte und des Eigentums wurden erlassen. Es begann der Aufbau eines demokratischen Wahlsystems.
Der Bergbau entwickelte sich. In den 1870er Jahren wurde mehr Gold als Wolle exportiert. Durch die australischen Goldfunde entwickelte sich eine rege Bautätigkeit, insbesondere in Victoria. Weizenexporte begannen im Jahr 1870 in South Australia. Ab den 1880er Jahren wurde Zink, Blei und Silber bei Broken Hill abgebaut. Die Goldfunde stagnierten und durch anhaltende Dürren in den 1890er Jahren geriet Australien in eine wirtschaftliche Rezession. Im Verlauf dieser Rezession wurden Löhne gekürzt und in der Folge bildete sich die australische Arbeiterbewegung in zahlreichen und heftigen Streiks (Schafscherer-Streik (1891) und Schafscherer-Streik (1894), Broken-Hill-Streik, Maritime-Streik) aus. In den 1890er Jahren ermöglichten neue Methoden der Kühlung den Export von Fleisch-, Molkereiprodukten und Früchten.

#### Commonwealth
Am 1. Januar 1901 schlossen sich die früher voneinander unabhängigen Kolonien zum Commonwealth of Australia zusammen. Diese neue Regierung erhielt Rechte zu starken Eingriffen in Märkte. Sie konnte die Lohnhöhe und Preise bestimmen. Das Commonwealth regulierte den inneraustralischen Markt und verfolgte die White Australia Policy, eine Politik, die die Zuwanderung von Nichtweißen blockierte. Diese Politik änderte sich erst nach dem Zweiten Weltkrieg, als infolge der boomenden Wirtschaft eine hohe Nachfrage nach Arbeitskräften entstand. Nach 1950 waren Rohstoffe auf dem Weltmarkt stark nachgefragt und die australische Regierung förderte den Abbau von Rohstoffen intensiv. Das wirtschaftliche Wachstum Australiens wurde vor allem durch die Fahrzeug-, Chemieproduktion, Herstellung elektrischer und elektronischer Ausrüstung sowie von der Eisen- und Stahlproduktion bestimmt. Dieses Wachstum wurde auch durch die beiden Weltkriege nicht wesentlich negativ beeinflusst. In der Zeit nach dem Zweiten Weltkrieg entstand eine langfristige positive Wachstumsrate mit hoher Beschäftigung. Ihren Höhepunkt erreichte die industrielle Produktion in der Mitte der 1960er Jahre.
Das 1910 eingeführte Australische Pfund wurde im Jahr 1966 auf den Australischen Dollar ins Dezimalsystem umgesetzt.
Zudem wurde das Einheitensystem vom angloamerikanischen Maßsystem auf das metrische Einheitensystem umgestellt.
Als zu Beginn der 1970er Jahre die Weltkonjunktur einbrach, wuchsen Arbeitslosigkeit und Inflation in Australien an.
In den Jahren 1982 bis 1983 verharrte die australische Wirtschaft in einer Rezession. 1983 kam die Australian Labor Party mit dem Premierminister Bob Hawke und Finanzminister Paul Keating an die Regierung. Hawke setzte darauf, dass mehr Beschäftigung entstehen könnte, wenn es gelänge, die Reallöhne zu stabilisieren bzw. zu senken. Keating widersprach dem und warnte, dass Australien sich damit zu einer „banana republic“ entwickeln würde. Labor entschied daraufhin, australische Firmen sollten ausländische Investitionen zulassen. Sie lockerte auch die Wettbewerbsbedingungen. Die Rezession wurde daraufhin durch einen starken Beschäftigungsanstieg aufgehoben und die Arbeitslosenquote erreichte mit 2 % wieder den Stand von 1972. Die weiter oben genannten Maßnahmen wurden in der folgenden Zeit ausgeweitet.
Die Labor Party verlor die Wahlen im Jahr 1996 an John Howard von der Liberal Party of Australia. Seine Regierung setzte auf Deregulierung, unter anderem des Währungs- und Finanzsystems, das sich noch stärker dem internationalen Kapital öffnen sollte. Schutzmaßnahmen für die Industrie und Landwirtschaft und Wettbewerbsbeschränkungen wurden zurückgefahren bzw. aufgehoben. Einige staatliche Aufgaben wurden privatisiert und das Transport- und Telekommunikationswesen dereguliert. 2005 lag die Arbeitslosenquote bei 5 %.
In der Folge führten fallende Transportkosten, neue effektive Telekommunikations- und Informationstechnologien, Investitionen mit ausländischem Kapital, wirtschaftliches Wachstum in Ostasien, vor allem in China, zu kontinuierlich steigenden Wachstumsraten der australischen Wirtschaft. Reformen im Bildungswesen und Anpassungen der Ausbildungsinhalte an Hochschulen und Universitäten des Landes sorgten dafür, dass Wettbewerbsfähigkeit anstieg. Im Jahr 2000 betrug der Anteil der Dienstleistungen 70 % des nationalen Einkommens.
Seit den 1990er Jahren hat Australien eine der höchsten Wirtschaftswachstumsraten unter den OECD-Staaten. Seit 1995 hat es keine wirtschaftliche Rezession erlebt.

#### Aktuell

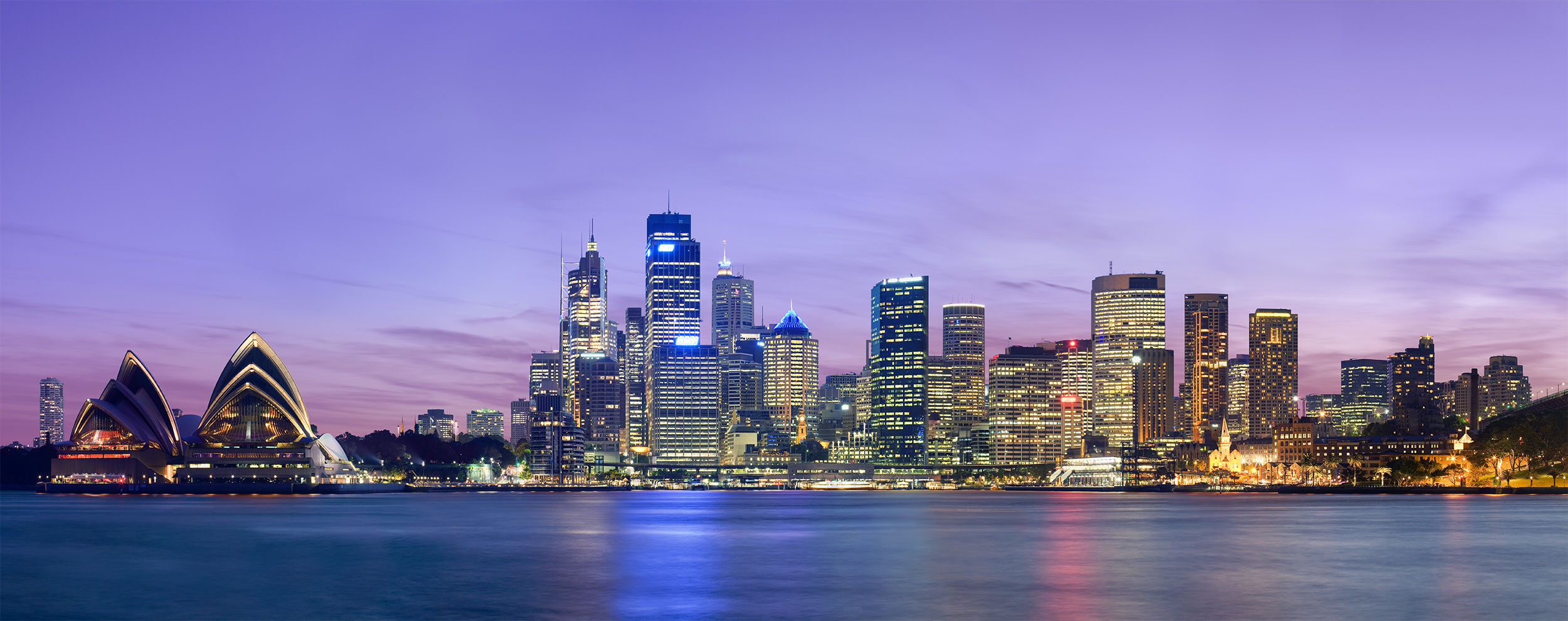
Sydney ist die größte Stadt Australiens und eine bedeutende Handels- und Finanzmetropole im Asien-Pazifik-Raum

Der Dienstleistungssektor Australiens ist mit 60 bis 65 Prozent des Bruttoinlandsproduktes (BIP) bedeutend, der seinen Schwerpunkt im Bereich Finanzen, Immobilien und Unternehmensdienstleistungen hat. Der Anteil des Bergbaus am BIP liegt bei etwa zehn Prozent und der der Landwirtschaft bei zwei Prozent. Beide Sektoren haben allerdings einen bedeutenden Anteil an Australiens Exportvolumen und sind stark vom Wachstum der Weltwirtschaft abhängig. Die wichtigsten Exportgüter Australiens sind Kohle, Eisenerz, Gold, Erdöl/-Produkte und Erdgas. Beim Export von verflüssigtem Gas wird erwartet, dass Australien in den nächsten fünf Jahren Weltmarktführer werden wird. Bei Kohle ist Australien seit den 1980er Jahren der weltweit größte Exporteur. Durch das Absinken des weltwirtschaftlichen Wachstums der vergangenen Jahre ging der Export der Rohstoffe Australiens stark zurück und es entstand eine Lücke im Staatshaushalt.
Die australische Leistungsbilanz ist seit Jahren defizitär, die Anteile am BIP schwankten in der Vergangenheit von minus zwei bis minus sechs Prozent. Die Verschuldung der privaten Haushalte Australiens war im Jahr 2016 beträchtlich.
Australien war, laut einer Studie der Bank Credit Suisse aus dem Jahre 2017, das Land mit dem neuntgrößten nationalen Gesamtvermögen weltweit. Der Gesamtbesitz der Australier an Immobilien, Aktien und Bargeld belief sich auf insgesamt 7.407 Milliarden US-Dollar. Das Vermögen pro erwachsene Person beträgt 402.603 Dollar im Durchschnitt und 195.417 Dollar im Median (Deutschland: 203.946 bzw. 47.091 Dollar). Das Vermögen pro Kopf war damit sowohl im Durchschnitt als auch im Median das dritt-höchste der Welt (hinter Island und der Schweiz). Der Gini-Koeffizient bei der Vermögensverteilung lag 2016 bei 68,2, was auf eine moderate Vermögensungleichheit hindeutet.
Die wichtigste Wertpapierbörse des Landes ist die Australian Securities Exchange mit ihrem All Ordinaries als Leitindex der Volkswirtschaft. Außerdem investiert die Regierung über ihren Staatsfonds, den Australian Government Future Fund ein gewissen Teil des Staatsvermögens für zukünftige Generationen.
Australiens derzeit wichtigste Importprodukte sind, neben Rohöl und raffiniertem Öl, Wirtschaftsgüter wie Pkws und Medikamente. Australien zählt zu den 20 größten Volkswirtschaften der Erde. Im Global Competitiveness Index des Global Competitiveness Report, der die Wettbewerbsfähigkeit eines Landes misst, belegt Australien im Jahr 2017 Platz 21 unter 137 Ländern. Der Index für wirtschaftliche Freiheit 2024 des Landes war der 13 höchste von 176 Ländern. Australien zählt zu den liberalsten Volkswirtschaften der Welt.
| Jahr                                    | 2010   | 2015   | 2016   | 2017   | 2018   | 2019   | 2020   | 2021   | 2022   | 2023   |
| --------------------------------------- | ------ | ------ | ------ | ------ | ------ | ------ | ------ | ------ | ------ | ------ |
| BIP in Mrd. USD (Kaufkraftparität)      | 908,0  | 1.129  | 1.171  | 1.220  | 1.290  | 1.368  | 1.381  | 1.557  | 1.734  | 1.831  |
| BIP pro Kopf in USD (Kaufkraftparität)  | 40.951 | 47.068 | 48.007 | 49.292 | 51.307 | 53.598 | 53.891 | 60.423 | 65.873 | 67.901 |
| BIP-Wachstum (real)                     | 2,4 %  | 2,4 %  | 2,7 %  | 2,4 %  | 2,8 %  | 1,8 %  | −2,1 % | 5,5 %  | 3,9 %  | 2,0 %  |
| Inflation (in Prozent)                  | 2,9 %  | 1,5 %  | 1,3 %  | 2,0 %  | 1,9 %  | 1,6 %  | 0,9 %  | 2,8 %  | 6,6 %  | 5,6 %  |
| Staatsverschuldung (in Prozent des BIP) | 20 %   | 38 %   | 41 %   | 41 %   | 42 %   | 47 %   | 57 %   | 55 %   | 50 %   | 49 %   |

### Außenhandel
Die große Fläche des Landes in Verbindung mit dem kleinen Binnenmarkt und das Vorhandensein von Rohstoffen prädestiniert Australien zum Exportland für Primärprodukte. Diese Tatsache macht das Land aber auch empfindlich gegenüber starken Schwankungen der Weltmarktpreise dieser Güter. Wichtige Exportgüter sind daher landwirtschaftliche Produkte und Bodenschätze. Das Land ist Mitglied der Cairns-Gruppe, die sich für die Liberalisierung von Agrarexporten einsetzt.
Die Großunternehmen in Australien prägen die Exportbilanz. Die 100 größten Unternehmen des Landes hatten 2001 für rund 50 Milliarden australische Dollar Waren- und Dienstleistungsexporte erbracht und lieferten damit rund ein Drittel der gesamten Ausfuhr des Landes. Im Jahre 2001 lag der australische Export bei rund 154 Milliarden australische Dollar und machte über 20 % des BIP aus. Australien bildet mit seinem Nachbarland Neuseeland unter der Bezeichnung Closer Economic Relations seit 1983 eine Freihandelszone.
Australien ist Mitglied der APEC, G20, OECD und WTO und betreibt Freihandelsabkommen mit ASEAN, Chile, Neuseeland, Singapur, Thailand und den Vereinigten Staaten. Speziell das ANZCERTA Vertragsabkommen mit Neuseeland zeigt die enge Verschränkung beider Volkswirtschaften. Im Jahr 2010 war Australien die 21. größte Export- und die 19. größte Importnation.
Unter der Bezeichnung Austrade betreibt das Department of Foreign Affairs and Trade eine Agentur zur Förderung von Handel und Investitionen mit einem globalen Netzwerk von Büros.
Größter Handelspartner im Jahr 2008 mit 17 % (25 Milliarden Euro) aller importierten Waren war die Europäische Union. Im Jahr 2010 entfielen 60 % des Außenhandelsanteils auf Asien, wobei China Japan im Jahr 2007 als wichtigsten Wirtschaftspartner Australiens ablöste.
Im Jahr 2014 exportierte Australien Waren und Dienstleistungen im Wert von 243 Mrd. USD und importierte diese im Wert von 219 Mrd. USD. Die Handelsbilanz wies damit einen Überschuss von 24 Mrd. USD aus. Die größten Exporte aus Australien waren Eisenerz mit 60 Mrd., Kohle und Briketts 37,2 Mrd., Flüssigerdgas 16,3 Mrd., Gold 16,3 Mrd. und Erdöl 9,1 Mrd. USD. Die größten Importe waren Treibstoffe mit 16,6 Mrd., Erdöl 16,2 Mrd., Pkw 15,7 Mrd., Computer 7,37 Mrd. und Medikamente 6,5 Mrd. USD.
Nach China exportierte Australien im Jahr 2014 Waren und Dienstleistungen im Wert von 82,9 Mrd., nach Japan 43,1 Mrd., Südkorea 19 Mrd., Indien 11,1 Mrd. und in die Vereinigten Staaten 10 Mrd. USD. Die australischen Importe aus China erreichten einen Wert von 45,7 Mrd., Vereinigte Staaten 24,5 Mrd., Japan 15,4 Mrd., Singapur 11,8 Mrd. und Deutschland 10,6 Mrd. USD.
|          | 2021      | 2021     | 2022      | 2022     | 2023     | 2023  |
| Mrd. USD | % gg. Vj. | Mrd. USD | % gg. Vj. | Mrd. USD | % gg.Vj. |       |
| Einfuhr  | 261,6     | +24,4    | 309,3     | +18,2    | 287,9    | −6,9  |
| Ausfuhr  | 342,0     | +38,4    | 410,3     | +19,9    | 369,2    | −10,0 |
| Saldo    | +80,4     |          | +101,1    |          | +81,3    |       |

| Export nach         | Export nach | Import aus          | Import aus |
| ------------------- | ----------- | ------------------- | ---------- |
| Volksrepublik China | 32,6 %      | Volksrepublik China | 24,9 %     |
| Japan               | 9,8 %       | Vereinigte Staaten  | 11,3 %     |
| Südkorea            | 5,7 %       | Japan               | 6,3 %      |
| Indien              | 4,4 %       | Südkorea            | 6,3 %      |
| Vereinigte Staaten  | 3,4 %       | Thailand            | 4,5 %      |
| Taiwan              | 2,7 %       | Malaysia            | 4,4 %      |
| Neuseeland          | 2,4 %       | Deutschland         | 4,3 %      |
| sonstige Staaten    | 39,0 %      | sonstige Staaten    | 38,0 %     |

### Landwirtschaft und Fischerei

Landwirtschaftliche Flächennutzung Australiens

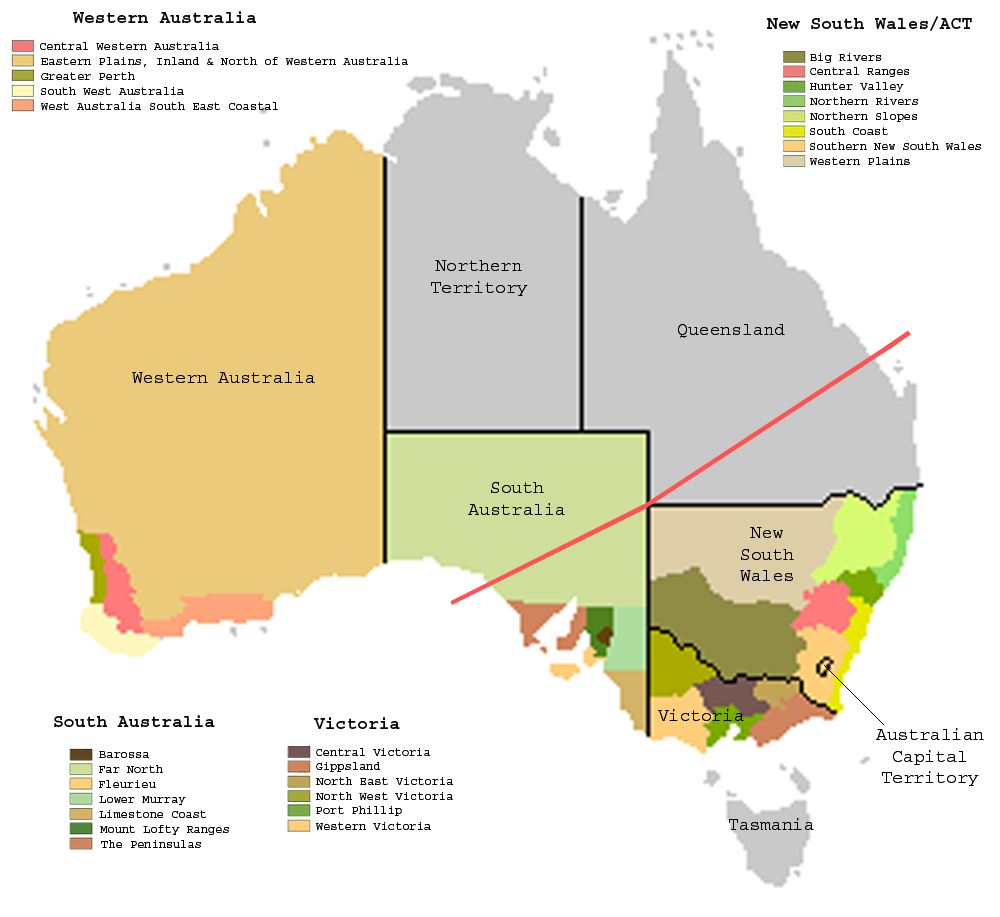
Zonen des Weinanbaus in Australien

Landwirtschaft ist in Australien ein wichtiger Wirtschaftsfaktor. Mehr als 400.000 Arbeitnehmer sind in der Landwirtschaft beschäftigt. 2 % des BIP werden hier erwirtschaftet. Etwa 80 % der landwirtschaftlichen Produktion werden exportiert.
Große Flächen des Landes dienen als Weideland, wobei besonders im Outback extensive Weidewirtschaft (Ranching) auf Sheep- oder Cattle-Stations betrieben wird. Auf diesen Weideflächen werden ca. 130 Millionen Schafe und mehr als 25 Millionen Rinder gehalten. Australien ist führend in der Produktion von Wolle, 29 % der Weltproduktion stammen von hier.
Nur 6 % der Landesfläche werden zum Anbau von Nahrungs- und Futterpflanzen genutzt. Weizenanbau hat daran mit 45 % den größten Anteil. Abgesehen von den klimatisch begünstigteren Gebieten des Südostens sind die meisten Anbaugebiete von Bewässerung abhängig. 2019 musste wegen der starken Dürre erstmals seit 2007 wieder Weizen (aus Kanada) importiert werden. Neben Weizen mit einer jährlichen Produktion von über 30 Millionen Tonnen spielt der Zuckerrohranbau mit mehr als 35 Millionen Tonnen eine große Rolle.
Australiens Weinindustrie hat ein Exportvolumen von mehr als 2,3 Milliarden Australische Dollar. Wichtige Anbaugebiete sind das Barossa Valley in South Australia, Hunter Valley in New South Wales und Victorian Sunraysia in Victoria. Die am meisten angebauten Traubensorten sind Chardonnay, Shiraz und Cabernet Sauvignon.
Australien ist eines der wenigen Länder, die unter strengen Kontrollen den Anbau von Schlafmohn zur Opium-Gewinnung für die Pharma-Industrie erlauben.
Die Fischerei spielt eine untergeordnete Rolle, trotzdem ist Australien Mitglied der South Pacific Regional Fisheries Management Organisation (SPRFMO), die sich als internationale zwischenstaatliche Organisation von 15 Mitgliedern das Ziel gesetzt hat, die Fischbestände im Südpazifik zu überwachen und zu bewirtschaften.

### Bodenschätze

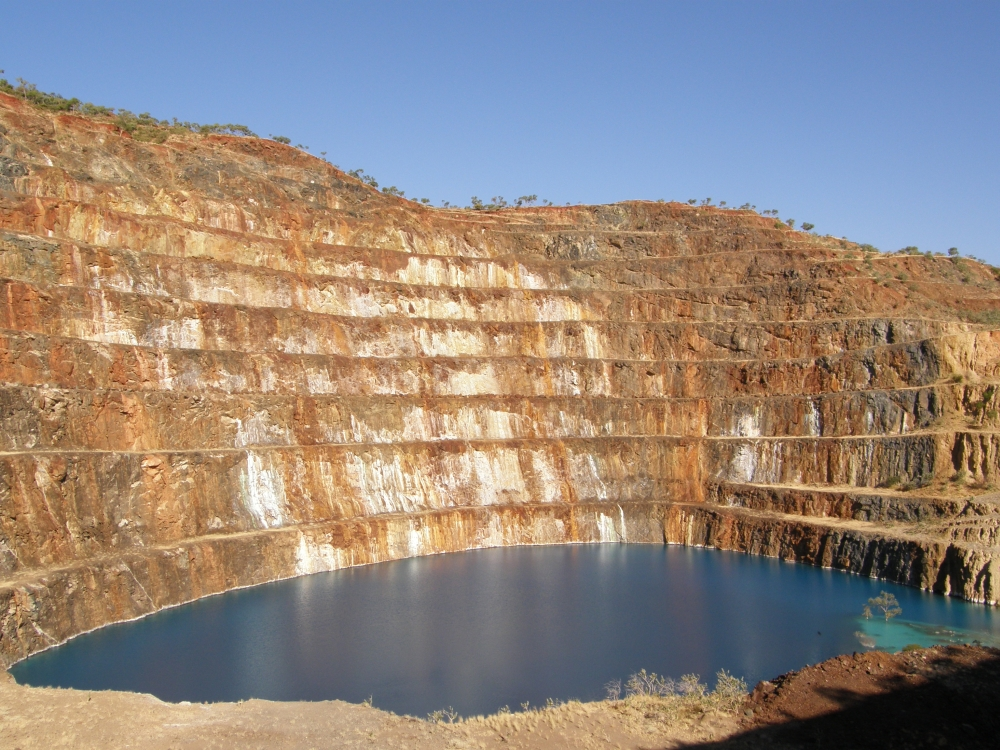
Offengelassener Uranabbau der Mary-Kathleen-Uran-Mine

Australien verfügt über große Vorkommen an Energierohstoffen und mineralischen Rohstoffen. Die Bodenschätze wie Kohle, Eisenerz, Gold, Diamanten und andere Mineralien werden zumeist im Tagebau abgebaut. Australien ist der weltgrößte Exporteur von Steinkohle. Im Jahr 2002 förderten australische Minen 343 Millionen Tonnen Kohle und 116 Millionen Tonnen Eisenerz. Durch Milliardeninvestitionen, unter anderem von BHP Billiton, wurde die Ausbeute von Eisenerz bis zum Jahr 2011 auf 600 Millionen Tonnen gesteigert; der Preis stieg von 2001 bis 2011 um 700 %. Der größte Anteil des Eisenerzes wird nach China exportiert. Beim Gold stammen mit 282 Tonnen 12 % auf dem Weltmarkt aus Australien. Australien hat zudem das reichhaltigste Vorkommen an Seltenen Erden weltweit, die an der Erzlagerstätte am Mount Weld in Western Australia gefördert werden. Für Tantal ist Australien der wichtigste Exporteur auf der Welt. Bei Edelsteinen fördert Australien mehr als 90 % der Weltproduktion an Opalen, vor allem im Gebiet der Stadt Coober Pedy in South Australia.

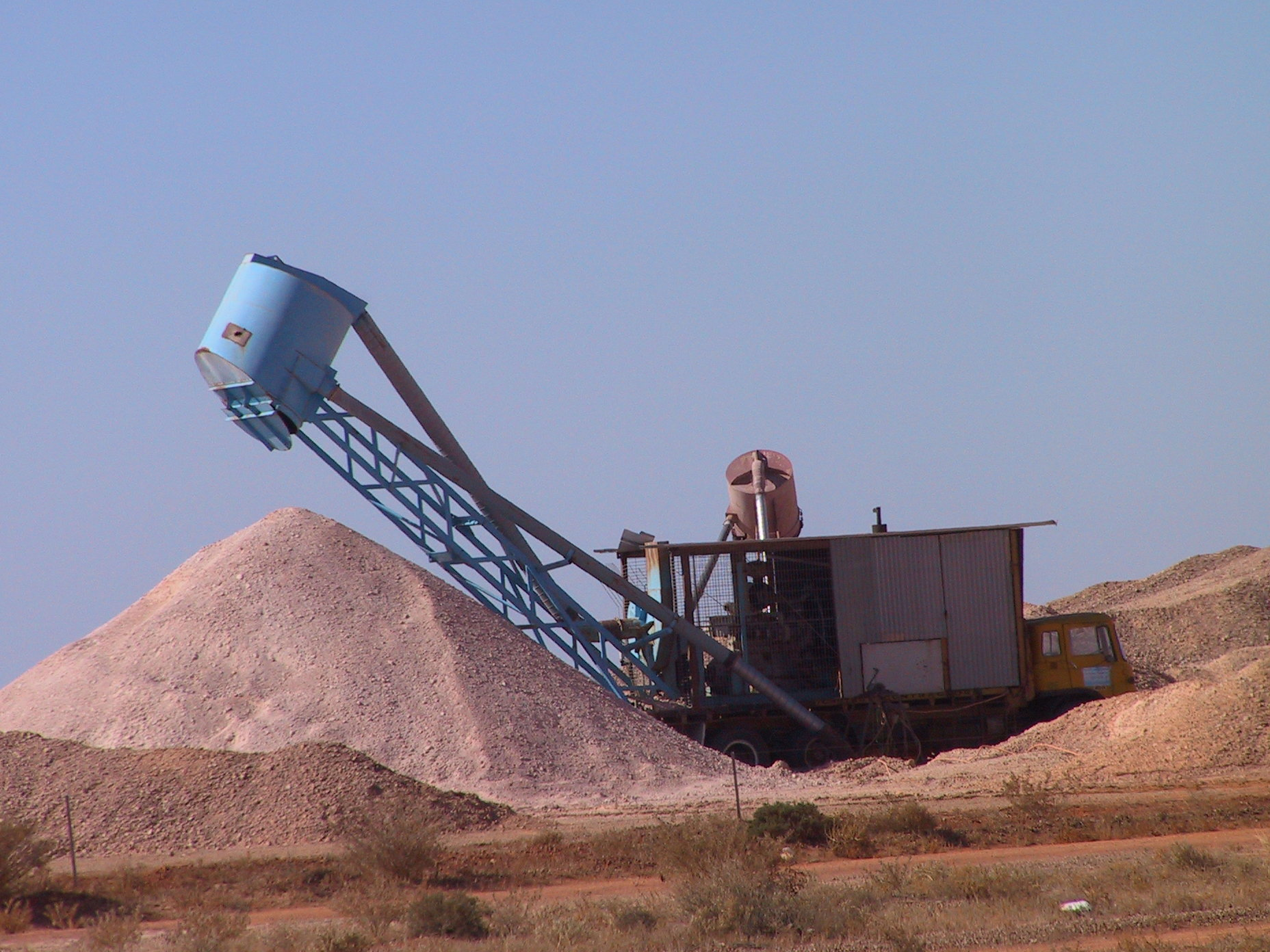
Typisches Arbeitsgerät für die Opal-Gewinnung in Coober Pedy (South Australia)
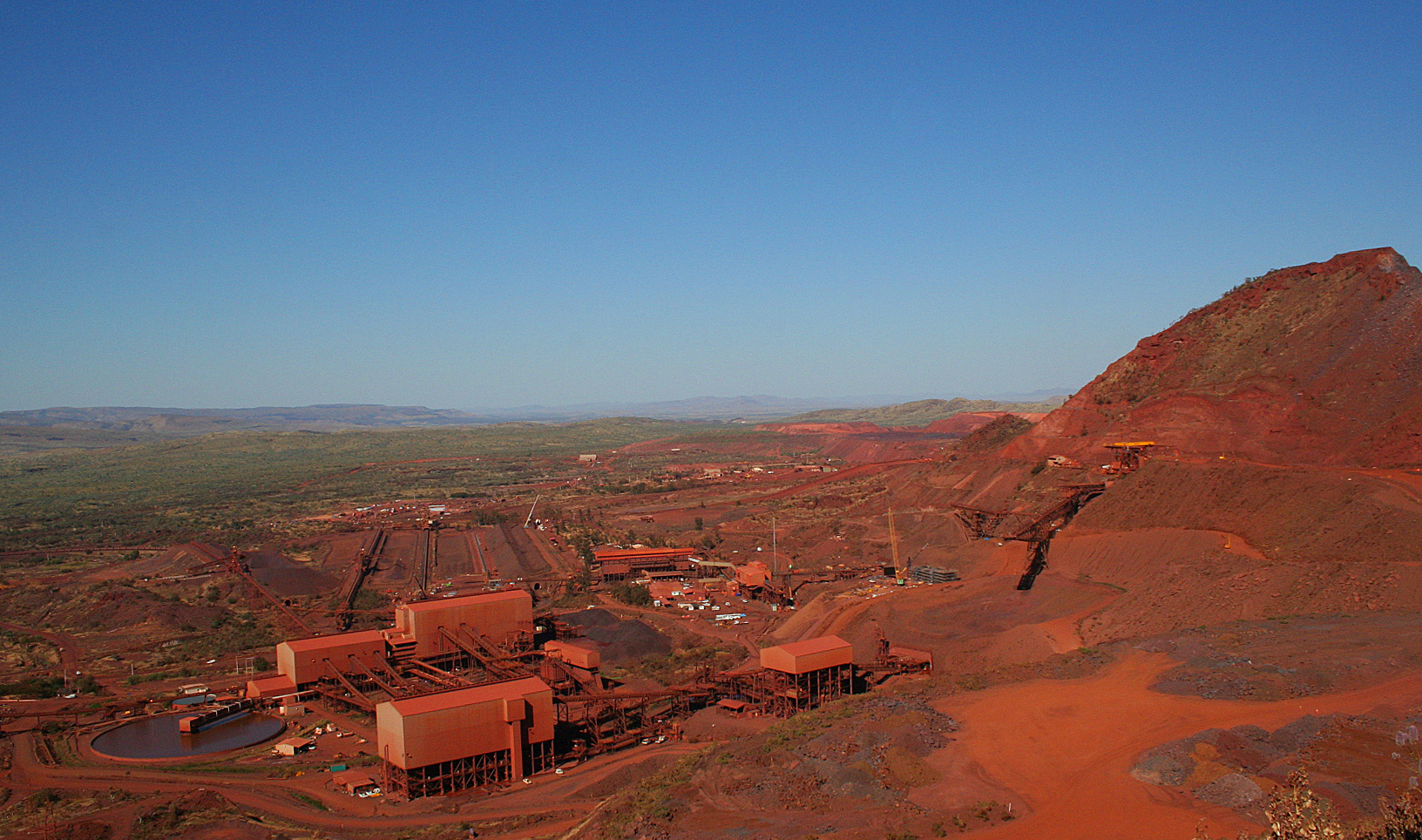
Eisenerztagebau nahe Tom Price (Western Australia)
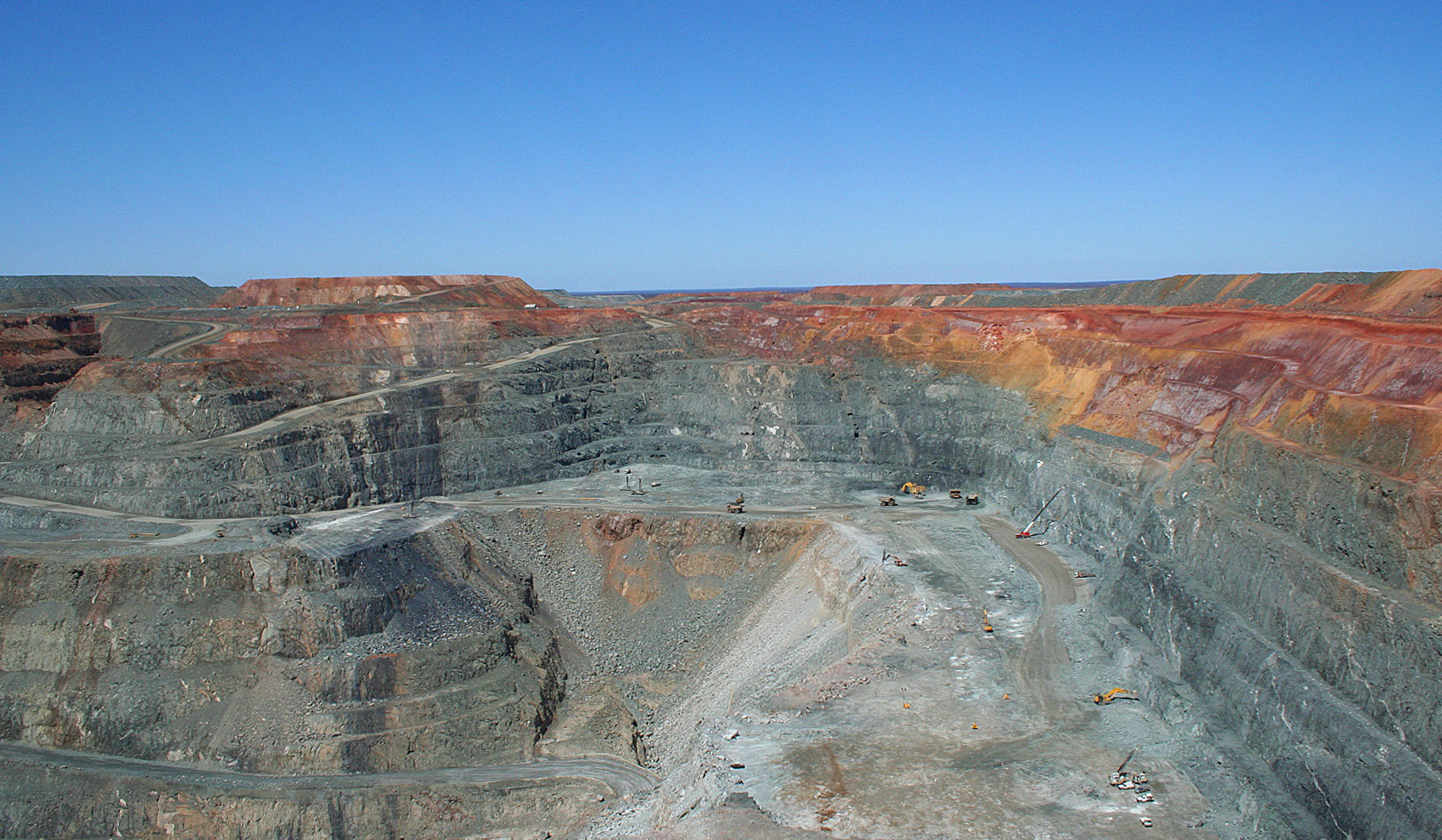
Goldmine nahe Kalgoorlie (Western Australia)

Australien ist das drittgrößte Exportland der Welt von Uran. Atomkraftwerke betreibt es aber nicht.
Seit den späten 1960er Jahren ist der Uranabbau und -export das bedeutende Hauptfeld politischer Auseinandersetzungen zwischen Regierungen und Gruppierungen der Antiatomkraftbewegung in Australien, die Argumente gegen die Umweltzerstörung, gegen die Zerstörung des Traumzeitlands der Aborigines und gegen die Weiterverbreitung von Massenvernichtungswaffen vortrugen, um damit die Atomindustrie zurückzudrängen.

### Tourismus
Die Tourismusbranche erwirtschaftet 8 % der australischen Wirtschaft. Seit den 1970er Jahren stiegen die Besucherzahlen stark an. Im Jahr 2003 besuchten 4,35 Mio. Touristen Australien, im Jahr 2016 waren es bereits rund 8,2 Mio. internationale Touristen. Die Tourismuseinnahmen betrugen 32,4 Mrd. US-Dollar. Die australische Tourismusbehörde prognostiziert bis 2020 weiterhin einen Anstieg. Zu den am häufigsten vertretenen Nationalitäten gehören Neuseeländer, Chinesen, Briten, US-Amerikaner, Japaner, Singapurer, Malaysier, Koreaner, Hongkong-Chinesen, Inder und Deutsche. Die über 510.000 in der Tourismusbranche arbeitenden Menschen erwirtschaften rund 35 Mrd. AUD pro Jahr.
Das Land ist in der ganzen Welt für die Reiseform des Work & Travel bekannt, die man mit einem Working-Holiday-Visum nutzen kann. Dazu muss man zwischen 18 und 30 Jahre alt sein. Ungefähr 40 % aller Touristen, die Australien besuchen, sind zwischen 18 und 30 Jahre alt. Jährlich wird dieses Angebot von über 20.000 deutschen Bürgern genutzt.
Es herrscht generelle Visumspflicht für alle Ausländer, ausgenommen Neuseeländer. Die Visumspflicht gilt selbst für Einreisende aus den Ländern des Commonwealth. Auch für touristische Kurzaufenthalte ist ein Visum Voraussetzung. Je nach Reisezweck und -dauer ist hierbei ein unterschiedliches Touristenvisum erforderlich. Das kostenlose Visum eVisitor (subclass 651), welches in allen EU-Staaten und weiteren ausgewählten 30 Ländern Europas beantragt werden kann, erlaubt eine Aufenthaltsdauer von maximal drei Monaten, während jedoch jegliche Art bezahlter Arbeit untersagt ist. Alternativ besteht die Möglichkeit des kostenpflichtigen Visums Electronic Travel Authority (ETA).
Im Falle eines längeren Aufenthalts sowie für Geschäftsreisen ist das Visum Visitor Visa (subclass 600) erforderlich, welches sich in die Varianten tourist stream, business stream und sponsored family stream unterteilt.
Hauptziele der ausländischen Besucher sind neben Sydney vor allem die einzigartigen Naturlandschaften – allen voran das Great Barrier Reef, der Uluṟu (Ayers Rock) und der Kakadu-Nationalpark. Sydney, Melbourne, Brisbane, Gold Coast, Cairns, Perth, Adelaide und Canberra zählen zu den am häufigsten besuchten Städten.

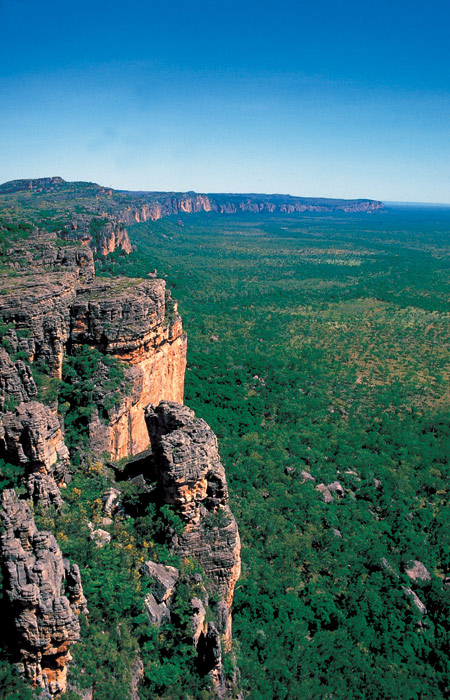
Kakadu-Nationalpark im Northern Territory
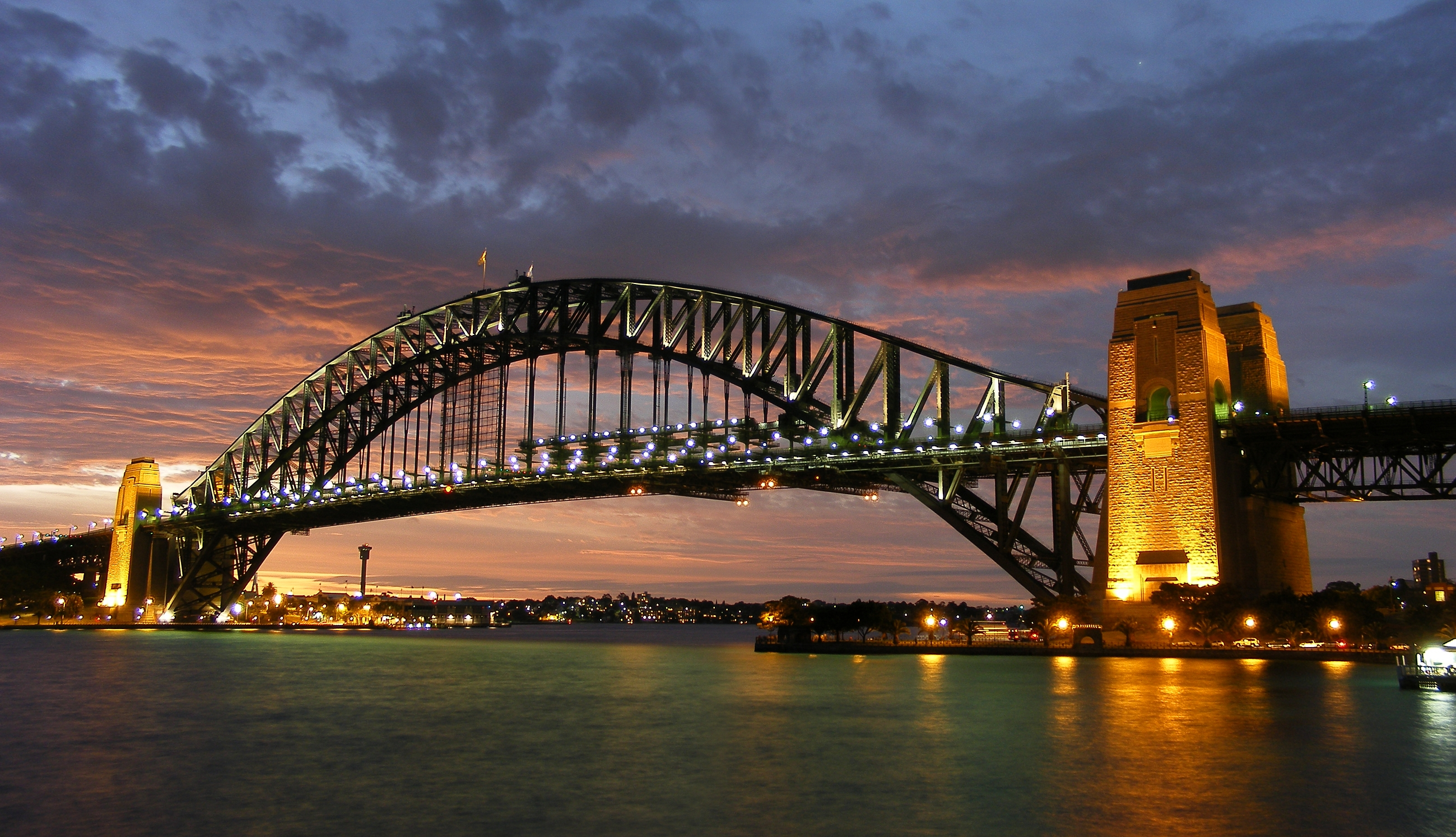
Sydney Harbour Bridge in New South Wales
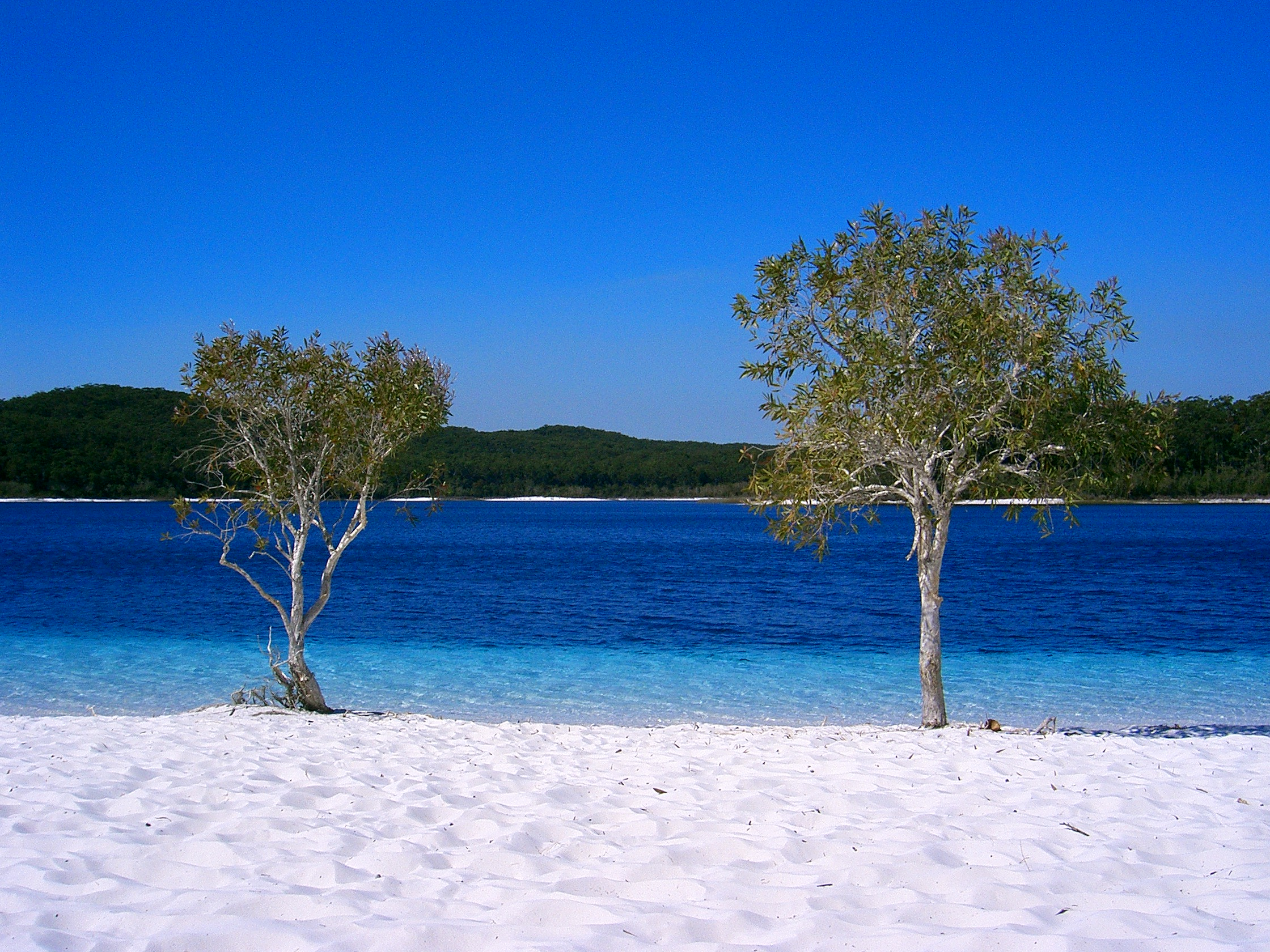
Lake McKenzie auf K’gari (Fraser Island) in Queensland
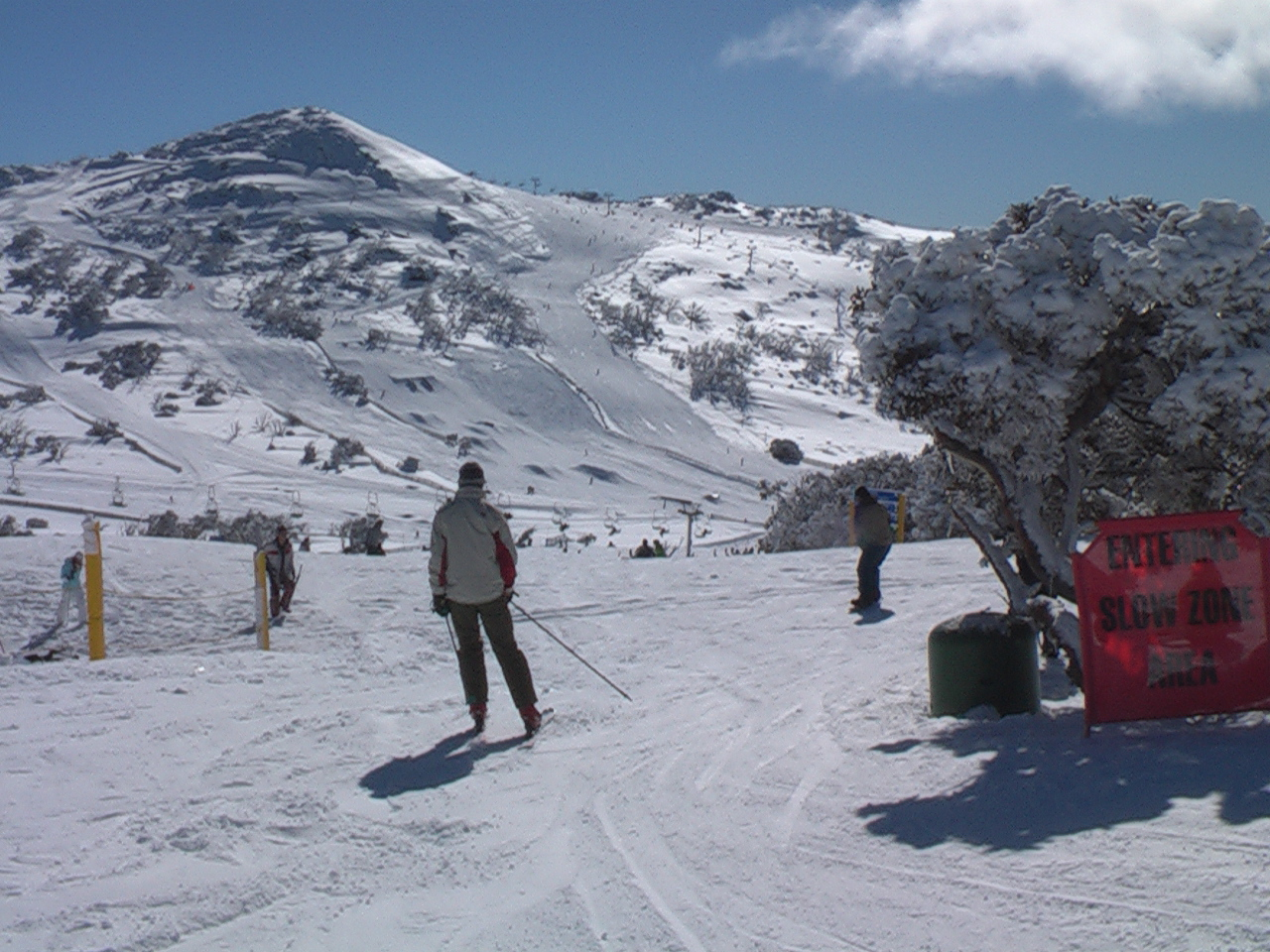
Skigebiet Blue Cow in den Snowy Mountains in New South Wales
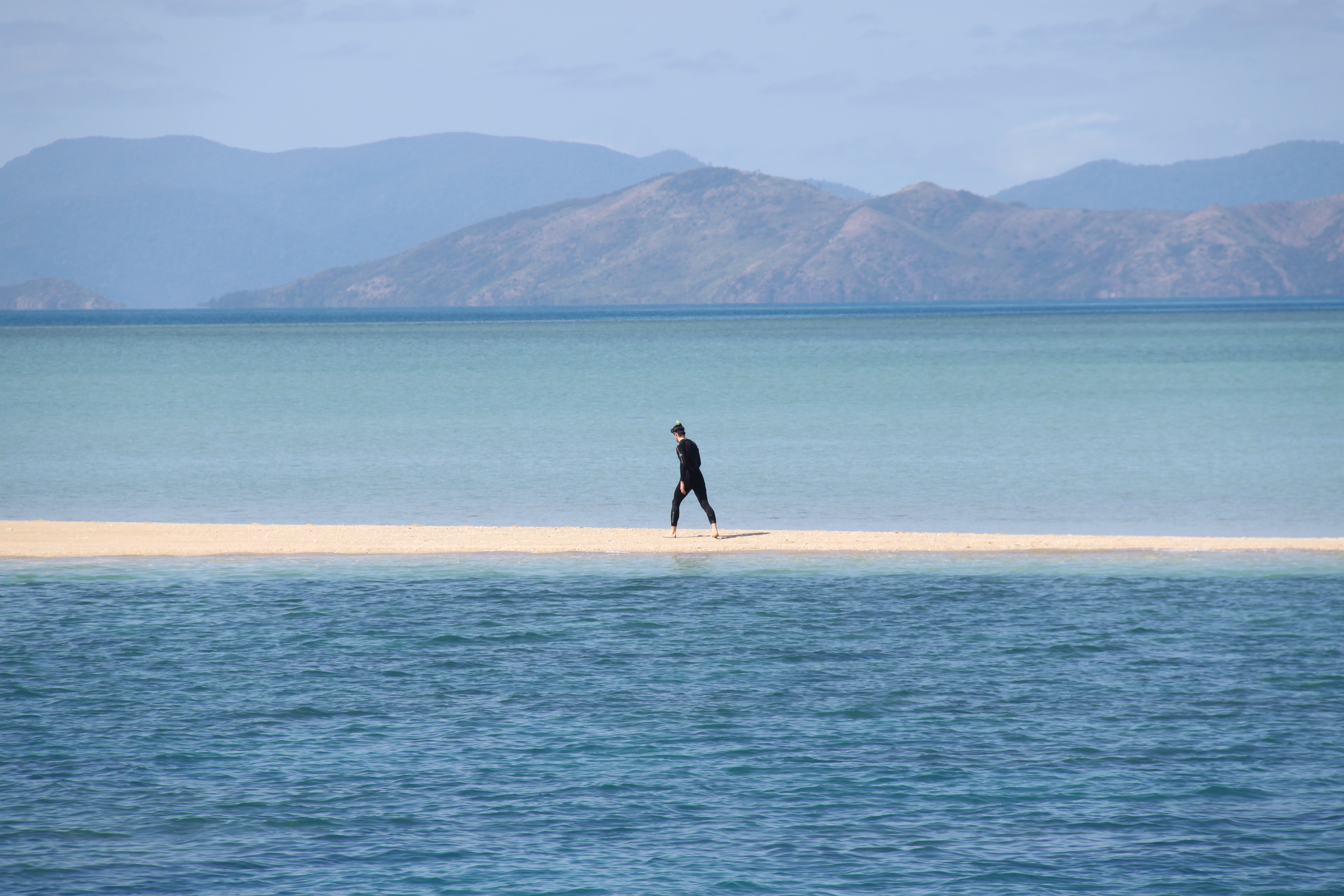
Sandbank bei Flut in der Inselgruppe Whitsunday Islands, Queensland

### Elektrische Energie
Stromerzeugung, Rolle der Steinkohle
Die Stromerzeugung in Australien wurde im Jahr 2000 noch zu 80 % mit Kohlekraftwerken gewährleistet, die restlichen 20 % wurden hauptsächlich durch Gas- und Wasserkraftwerke gedeckt. Dank seiner großen Steinkohlevorkommen war und ist Australien ein Steinkohlen-Exporteur. 2021 war Australien nach Indonesien der zweitgrößte Kohleexporteur der Welt. Atomkraftwerke zur Stromerzeugung gibt es nicht.
Der hohe Anteil fossiler Brennstoffe führte allerdings zu einem hohen Ausstoß von Treibhausgasen und trägt zur globalen Erwärmung bei. Australien zeigte sich zögerlich bei Selbstverpflichtungen zur Reduktion von Treibhausgasen. Als vorletzter Industriestaat ratifizierte es am 3. Dezember 2007 das Kyoto-Protokoll. Die Regierung unter Premierminister Scott Morrison verpflichtete sich lediglich zu einer Reduktion der Treibhausgasemissionen bis zum Jahr 2030 um 25 %, verglichen mit dem Niveau des Jahres 2005, ein Wert, der weit unter den Zielwerten anderer Industriestaaten (Vereinigte Staaten, Europäische Union, Vereinigtes Königreich) lag. Umweltexperten forderten eine Reduktion zwischen 50 und 74 %, damit Australien die Ziele des Übereinkommens von Paris erfülle.
Auch der Zielsetzung der meisten Industriestaaten, bis 2050 eine CO2-neutrale Wirtschaft zu entwickeln, wollte sich Australien nicht anschließen. Das Festhalten Australiens an der Kohle als Hauptenergielieferanten wurde weltweit von Umweltorganisationen kritisiert.
Trotz geographisch günstiger Voraussetzungen (sehr viele Sonnenstunden im Jahr, küstennahe Regionen wie Brisbane oder Perth) wurde das Potenzial regenerativer Energien anfangs kaum erschlossen. So wurde Solarstrom lange Zeit nur in entlegenen Wüstenregionen genutzt, die nicht ans Stromnetz angeschlossen sind. Das Potenzial für Windenergie wurde wenig genutzt, obgleich neue Windenergieanlagen günstiger Strom erzeugten als neue Kohlekraftwerke und Gaskraftwerke.
Ende 2017 wurde das bis dahin größte Batteriespeicher-Projekt der Welt fertiggestellt. Anfänglich mit 100 MWh geplant, wurde das Projekt schließlich mit 129 MWh abgeschlossen. Neben Windkraftanlagen werden auch Solaranlagen zur Energiegewinnung genutzt. Die Batteriespeicher kommen von Tesla, Inc., die Windkraftanlagen von Vestas Wind Systems. Das Hybridkraftwerk befindet sich im Kennedy Energy Park in Queensland und ist das erste Projekt in Australien, welches diese drei Technologien miteinander verbindet; finanziert wurde das Projekt unter anderem von der Australian Renewable Energy Agency (ARENA).

Ein Folgeprojekt der gleichen Partner mit einer Batteriespeicherkapazität von 20 MWh wurde 2018 im Bundesstaat Victoria in Auftrag gegeben. Der Speicher soll in Kombination mit einem Windpark installiert werden. Dieser hat eine Nennleistung von 194 Megawatt. Stand 24. September 2020 waren 35 WKA in Betrieb. Er soll unter anderem auch ein 40 Hektar großes Gewächshaus versorgen.
Weitere große kombinierte Kraftwerke sind in Planung, so zum Beispiel das Projekt Kaban Green Power Hub, das auf 130 MW oder 157 MW Windkraftleistung und einen 100-MW-Batteriespeicher ausgelegt ist. Baubeginn soll Ende 2020 oder Anfang 2021 sein.
2018 lief ein Projekt zum Bau von 50.000 Photovoltaikanlagen mit Batteriespeichern für Wohn- und Gewerbegebäude an. Partner ist die Firma Tesla, Inc.; mit Stand Juli 2018 wurden bereits 100 Haushalte mit entsprechender Technik ausgestattet. Im Endausbau, der für 2022 erwartet wird, sollen die Speicher bei einer Speicherkapazität von 650 MWh eine Leistung von 250 Megawatt bereitstellen. Das Gesamtsystem soll als Virtuelles Kraftwerk arbeiten und das südaustralische Stromnetz stabilisieren. Das Projekt wird vollständig von der Regierung finanziert. Die ausgewählten Haushalte dürfen den Strom nutzen, um ihre eigenen Energiekosten zu senken.
Stromverteilung
Seit dem Jahr 2000 erfolgt in Australien die Stromverteilung im Niederspannungsnetz mit einer Netzspannung von 230 V bei einer Frequenz von 50 Hertz und einer Toleranz von +10 % bis −6 % gemäß Standards Australia-Norm „AS60038-2000 – Standard Voltages“. Vorher lag die Spannung bei 240 V. Der verwendete Stecker ist vom Typ I.

### Staatshaushalt
Der Staatshaushalt umfasste 2015 Ausgaben von umgerechnet etwa 560 Mrd. US-Dollar, dem standen Einnahmen von umgerechnet 513 Mrd. US-Dollar gegenüber. Daraus ergibt sich ein Haushaltsdefizit in Höhe von 2,3 % des Bruttoinlandsprodukts.
Im Jahr 2017 lag die Staatsverschuldung bei 41,9 % des BIP. Von der Ratingagentur Standard & Poor’s werden die Staatsanleihen Australiens mit der Bestnote AAA bewertet (Stand 2018).
2020 betrug der Anteil der Staatsausgaben (in % des BIP) folgender Bereiche:
- Gesundheit: 10,7 %
- Bildung: 6,1 %
- Militär: 2,0 % (2023)

### Bilaterale Wirtschaftsbeziehungen
Im Nachfolgenden sind die bilateralen Wirtschaftsbeziehungen Australiens mit Ländern im deutschsprachigen Raum dargestellt.
Australisch-deutsche Wirtschaftsbeziehungen
Deutschland ist derzeit der zwölftgrößte Handelspartner Australiens. Mehr als 300 Töchter deutscher Unternehmen sichern in Australien mit insgesamt ca. 650 Betriebsstätten etwa 100.000 Arbeitsplätze.
2010 betrug das Volumen des bilateralen Warenverkehrs über 10 Mrd. Euro. Deutschland importierte 2010 Waren im Wert von etwa 2,23 Mrd. Euro. Der Export deutscher Waren betrug etwa 7,86 Mrd. Euro. Den Schwerpunkt der deutschen Exporte bilden Kraftfahrzeuge und -teile, chemische, pharmazeutische und elektrotechnische Erzeugnisse, Kunststoffe und Maschinen. Die Wichtigsten australischen Exportgüter nach Deutschland waren im Jahr 2019 Gold, Steinkohle und Erze.
Australisch-schweizerische Wirtschaftsbeziehungen
Im Jahr 2011 stieg der schweizerische Export nach Australien auf 2,5 Mrd. CHF. Die Importe der Schweiz aus Australien stiegen gegenüber dem Vorjahr von 320 Mio. CHF auf 487 Mio. an. Die Schweizer Investitionen in Australien beliefen sich im Jahr 2009 auf 13 Mrd. USD. 2011 kam die Schweiz auf den fünften Platz in der Rangliste der ausländischen Investitionen Australiens. Mit diesen Investitionen wurden 40.000 Arbeitsplätze in Australien geschaffen.
Im Jahr 2011 reisten im Vergleich zum Vorjahr 8,2 % mehr australische Touristen in die Schweiz, und 43.000 Touristen aus der Schweiz reisten nach Australien.
Australisch-österreichische Wirtschaftsbeziehungen
Österreichische Exporte nach Australien erreichten im Jahr 2014 einen Wert von 792,93 Millionen Euro, dabei handelte es sich vor allem um LKW und Motorräder, Baumaschinen, elektrische Maschinen, pharmazeutische Erzeugnisse, Metallwaren (Beschläge und Schlösser).
Die österreichischen Importe waren im Jahr 2014 mit 87 Millionen Euro gering. Es waren dies Steinkohle, Baumaschinen, Mess- und Prüfgeräte, elektrische/elektronische Apparate und Goldmünzen.

## Infrastruktur
Australiens Verkehrswesen wird durch die großen Entfernungen im Landesinneren und die hohe Bevölkerungsdichte entlang des schmalen Streifens der Ost- und Südküste geprägt. Bezogen auf die Einwohnerzahl verfügt das Land über sehr viele Kilometer an Straßen und Wegen, weist einen hohen Motorisierungsgrad auf und besitzt ein engmaschiges Flugnetz.
Im Logistics Performance Index, der von der Weltbank erstellt wird und die Qualität der Infrastruktur misst, belegte Australien 2018 den 18. Platz unter 160 Ländern.

### Flugverkehr
Australien gehört zu den Ländern mit den dichtesten Flugnetzen überhaupt. Es gibt etwa 400 öffentliche und privat verwaltete Flugplätze. Wichtigste Fluggesellschaft ist die 1920 gegründete Qantas Airways. Ein bedeutendes Drehkreuz für den internationalen Flugverkehr ist der Kingsford Smith International Airport in Sydney. Der Inlands-Flugverkehr ist seit 1990 dereguliert, d. h. Flugpreise werden ohne Mitwirken seitens der Regierung durch den freien Wettbewerb bestimmt. Zunehmend ist auch der Anteil an Ballonfahrten mit dem Heißluftballon als Freizeitbeschäftigung speziell für Touristen.

### Straßenverkehr

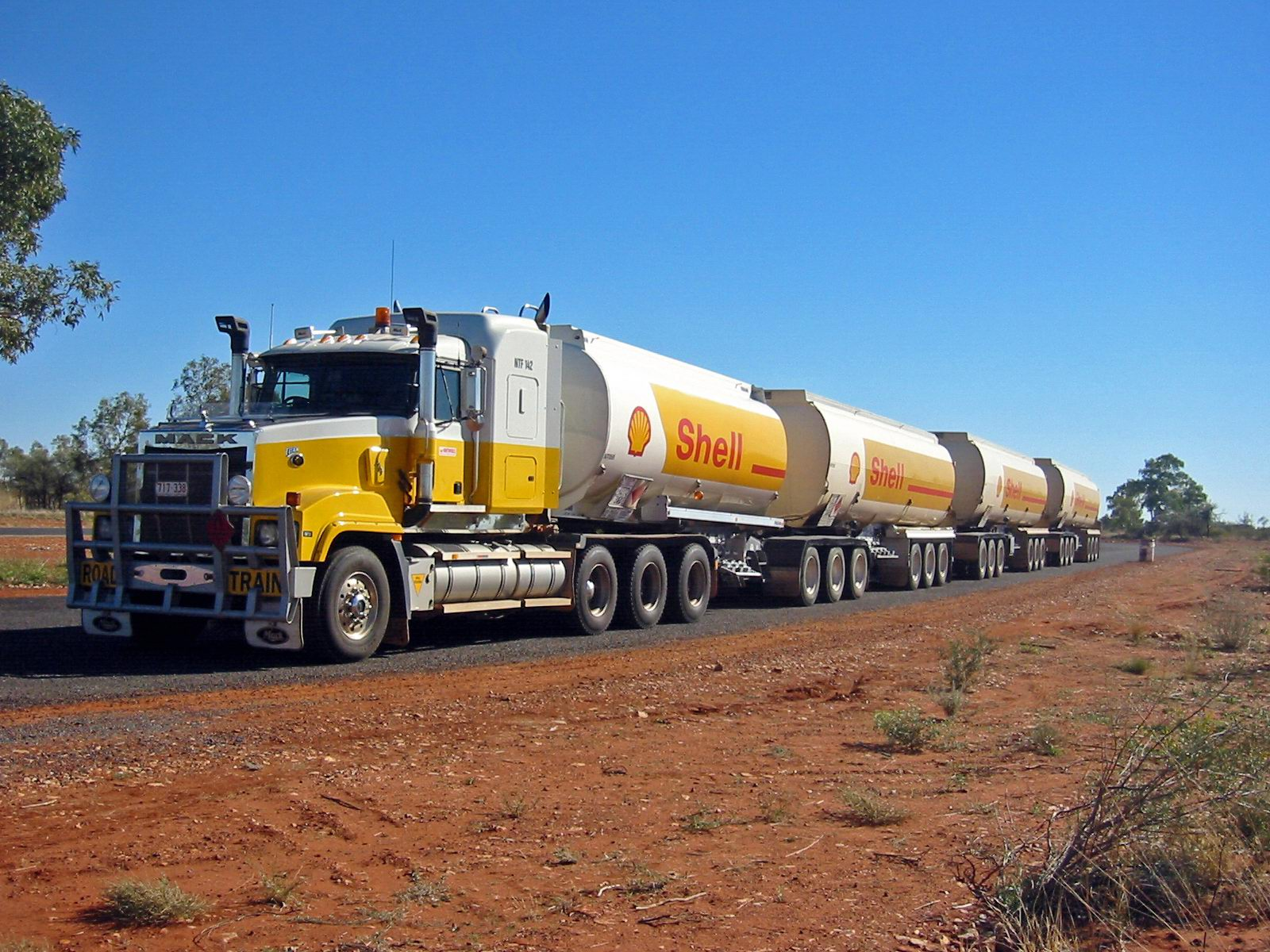
Typischer Road Train

In Australien herrscht Linksverkehr. Vor allem im dicht besiedelten Südosten des Landes spielt der Straßenverkehr eine bedeutende Rolle. Die erste Straße Australiens wurde in den Jahren von 1789 bis 1791 von Sydney nach Parramatta gebaut. Das heutige australische Straßennetz beläuft sich insgesamt auf etwa 913.000 km, von denen circa 353.000 km befestigt, das heißt entweder asphaltiert oder betoniert, sind.
Ein großer Teil des Warenverkehrs im Outback wird mit Hilfe von Road Trains transportiert. Ein Road Train ist ein spezieller Typ eines Lastzuges, bestehend aus einem Sattelzug mit Zugmaschine und Sattelauflieger, an den in Australien bis zu drei Anhänger gekuppelt werden. Dadurch erreichen die Road Trains eine Gesamtlänge von bis zu 53,5 m sowie beladen ein Gesamtgewicht von bis zu etwa 140 Tonnen.
Die ersten Fernstraßen in Australien wurden von den Hauptstädten an den Küsten in einem speichenförmigen Muster ins Landesinnere gebaut, um die ersten ländlichen Ansiedlungen mit den Hauptstädten zu verbinden. Im Jahr 1955 wurde das australische National-Route-Nummerierungsschema eingeführt um die Navigation durch Australien zu vereinfachen. Man erkennt eine National Route an den Schildern mit schwarzer Schrift auf weißem Grund.

### Schienenverkehr

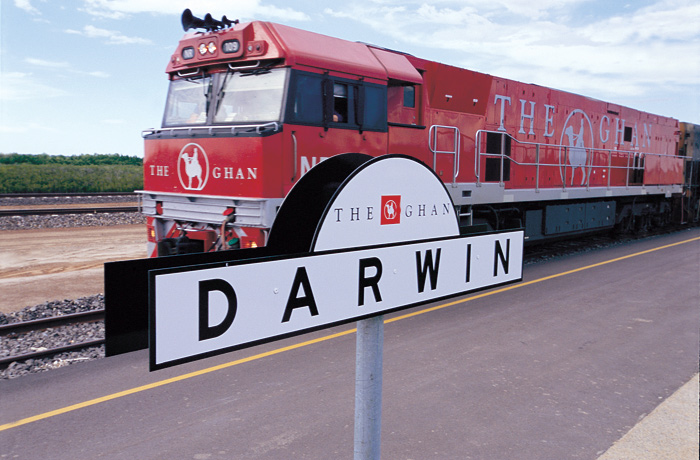
The Ghan bei der Ankunft in Darwin

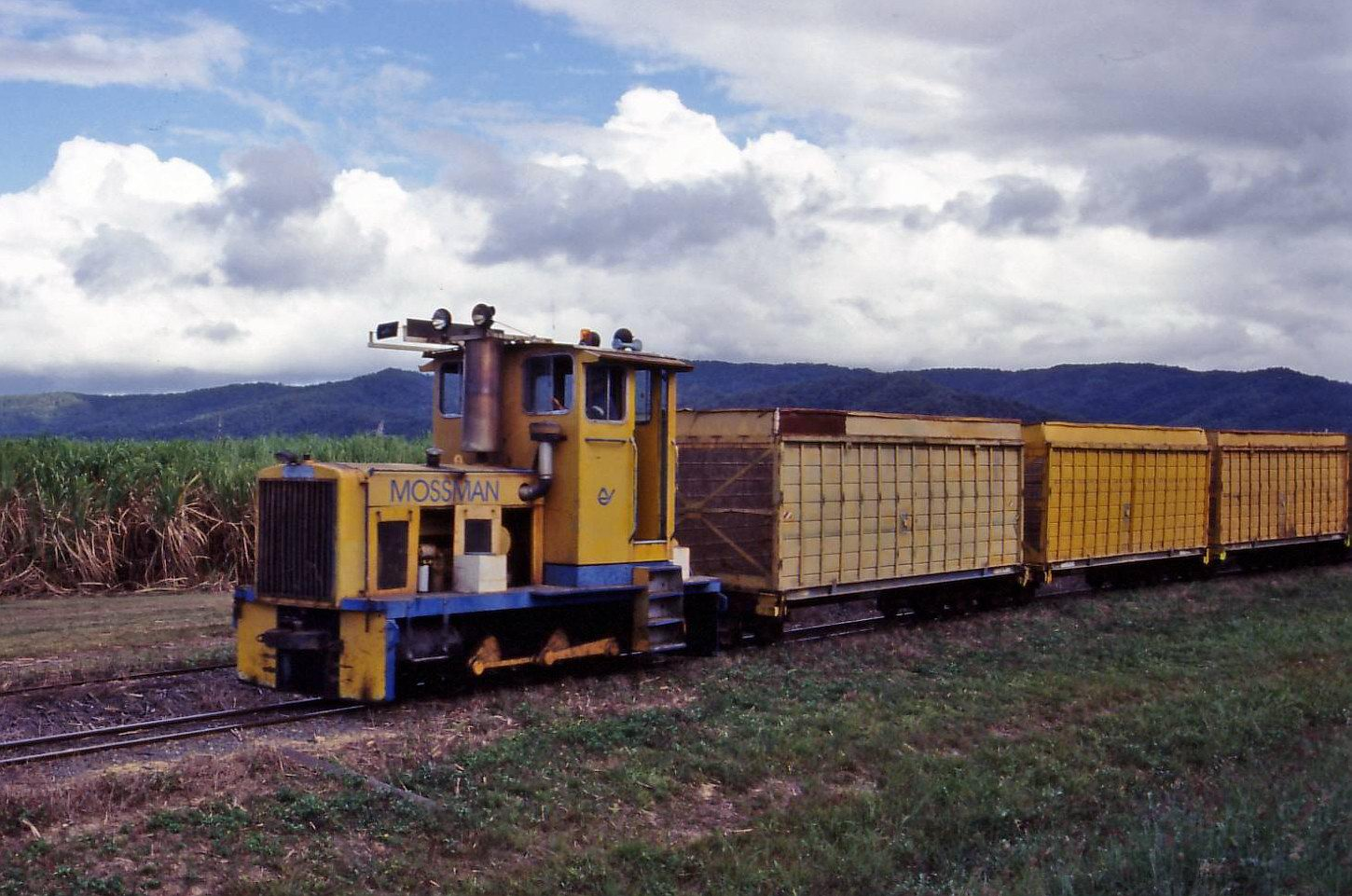
Zuckerrohrbahn in Mossman, Queensland

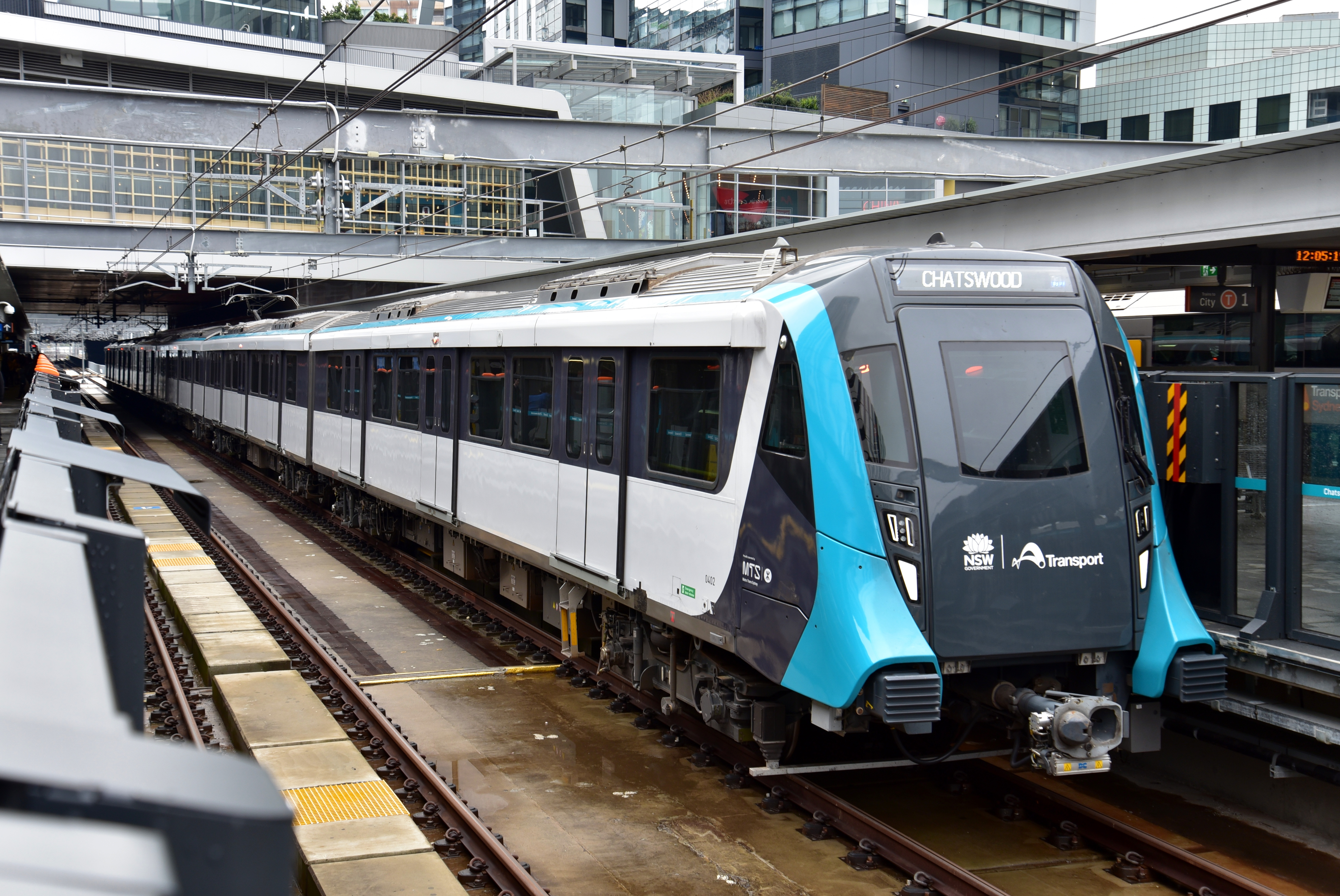
U-Bahnzug in Sydney

1854 verkehrte die erste Dampfeisenbahn zwischen der Innenstadt und dem Hafen Melbournes. Zahlreiche private Gesellschaften betrieben in der Folgezeit die Eisenbahnlinien des Landes. Dies führte dazu, dass zum Zeitpunkt der Föderationsbildung (1901) drei voneinander abweichende Spurweiten vorlagen, was große Probleme aufwarf. Erst seit etwa 1970 ist die Durchfahrt von Sydney nach Perth ohne systembedingtes Umsteigen möglich. Teilweise wird hier – und nur hier – mit Dreischienennetz gefahren.
Die Gesamtlänge des staatlichen Eisenbahnnetzes beträgt etwa 34.000 km. Die Gesamtlänge der privat betriebenen Schienennetze beläuft sich auf etwa 5500 km. Private Schienennetze werden in der Pilbara-Region Western Australia vor allem zum Transport von Eisenerz, in Queensland für den Transport von Kohle und Zuckerrohr genutzt.
Verglichen mit dem Straßenverkehr spielt der Personen- und Gütertransport auf den Schienen inzwischen eine untergeordnete Rolle. Es gibt dennoch Neubauprojekte wie beispielsweise die 2003 fertiggestellte Eisenbahnstrecke von Alice Springs nach Darwin, die von dem Fernverkehrszug The Ghan befahren wird. Die Transaustralische Eisenbahn von Sydney nach Perth ist für den Fracht- und den Fremdenverkehr von Bedeutung. Australien plant zudem den Einsatz von Hochgeschwindigkeitszügen.
In den Ballungsräumen Brisbane, Melbourne, Perth und Sydney, in denen die Hälfte der Bevölkerung lebt, existieren gut ausgebaute S-Bahn-Netze. Straßenbahnen sind in Australien recht selten und bestehen meist nur aus wenigen Linien, das Straßenbahn-Netz in Melbourne ist jedoch das längste der Welt. Das U-Bahn-Netz der Metropole Sydney, die Sydney Metro, ist seit der Eröffnung im Mai 2019 die erste vollwertige U-Bahn auf dem Kontinent.

## Kultur
Anfangs wurde die Kultur Australiens ausschließlich von dessen Ureinwohnern, den Aborigines, geprägt. Mit der Besiedlung durch die Europäer dominierte unter diesen Siedlern der Einfluss der britischen Kolonialmacht. Für die europäischstämmigen Siedler und ihre Nachfahren verband sich mit dem Entstehen einer eigenen nationalen Identität die Entwicklung einer nationalen australischen Kultur. Heute ist diese in allen Bereichen geprägt von den Einflüssen der unterschiedlichen Einwanderergruppen, vermischt mit den Ausdrucksformen der indigenen Kulturen der verschiedenen Stämmen der Aborigines.

### Feiertage
Der Australia Day ist Australiens offizieller Nationalfeiertag und wird am 26. Januar gefeiert. Er erinnert an die Ankunft der First Fleet in Sydney Cove am 26. Januar 1788. Diese Ankunft markierte den Beginn der Deportation britischer Strafgefangener nach Australien und mithin den Beginn der Besiedlung Australiens durch die Europäer.
Ein weiterer wichtiger Feiertag ist der ANZAC Day am 25. April. Er ist der Jahrestag der ersten Militäraktion von australischen und neuseeländischen Truppen im Ersten Weltkrieg, der Landung auf Gallipoli 1915.
Auch ist der Melbourne Cup Day bei der Bevölkerung sehr beliebt. Er findet am ersten Dienstag im November statt und ist im Bundesstaat Victoria ein offizieller Feiertag. Das Pferderennen wurde vom Victoria Turf Club das erste Mal 1861 ausgetragen.

### Australische Küche

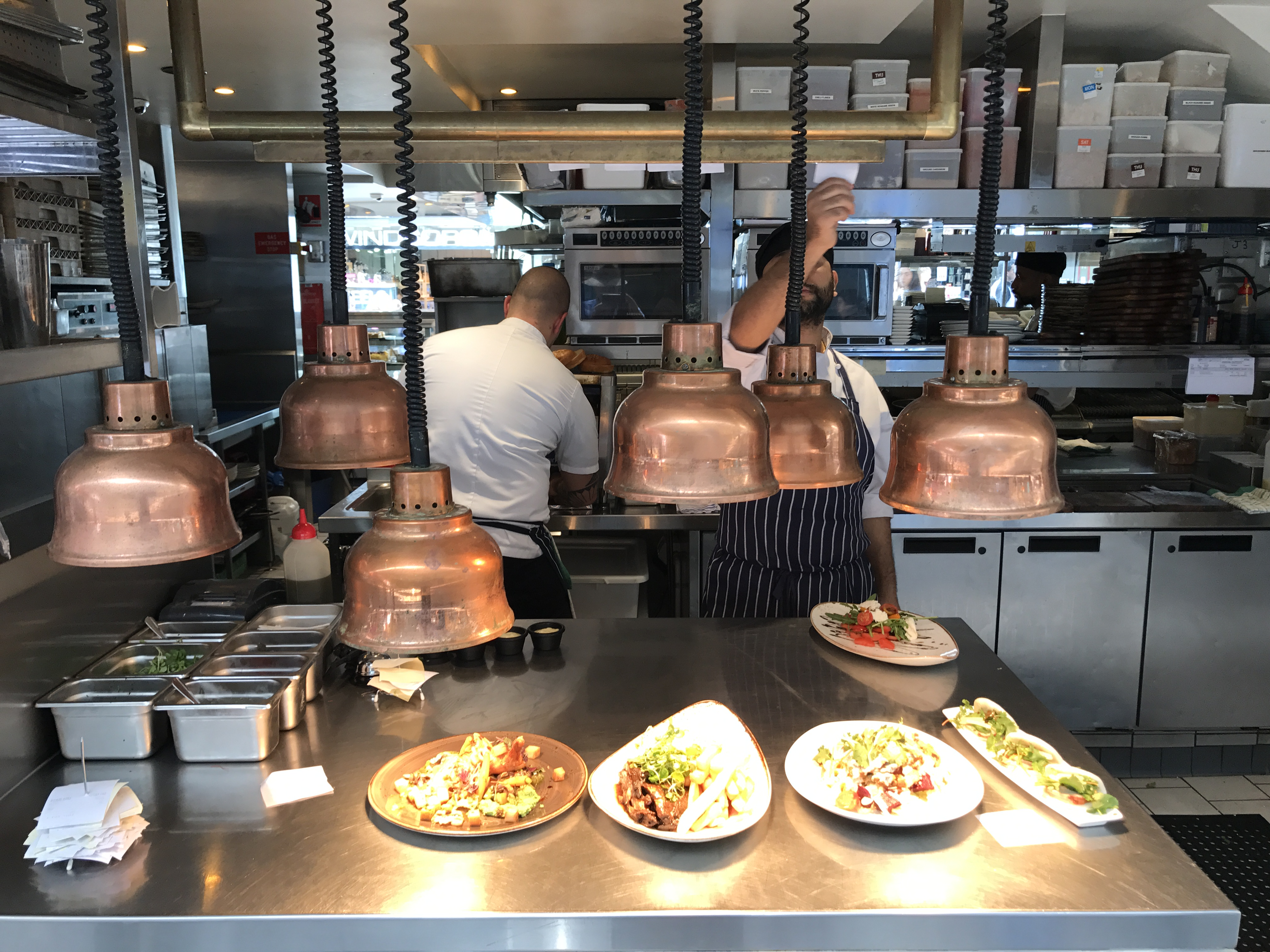
Australische Küche in Brisbane

Die australische Küche zog ihre Inspiration zunächst aus der englischen Küche, die mit den britischen Sträflingen und Siedlern ab dem 18. Jahrhundert nach Australien kam, bis ab dem 19. Jahrhundert die chinesische Küche Einzug in das Land hielt. Mit der zunehmenden Einwanderung von Italienern und Griechen nach dem Ende des Zweiten Weltkriegs änderten sich langsam die Essgewohnheiten. Unter dem Einfluss zugezogener Migranten aus Vorderasien sowie von Vietnamesen, Thailändern und zahlreichen anderen Nationalitäten entwickelte sich Modern Australian Cuisine, eine der vielfältigsten Küchen der Welt.
Australien hat reiche Vorkommen an Fischen und Meeresfrüchten, auf seinen Weideflächen große Populationen von Schafen und Rindern sowie in den Zonen mit gemäßigtem Klima eine beträchtliche Agrarwirtschaft, was sich auf den Speisekarten des Landes widerspiegelt. Das Barbecue ist beliebt und hat große Tradition in der australischen Kultur. Viele der australischen Weine weisen eine internationale Reputation auf, zudem besteht in dem Land eine ausgeprägte Kaffeekultur.

### Kunst
Älteste Zeugnisse abbildender Kunst in Australien sind Felsgravierungen der Aborigines, die teilweise auf 30.000 v. Chr. datiert werden. Mit dem Übergang von der Rindenmalerei mit natürlichen Pigmenten zu Arbeiten mit Acryl auf Leinwand stieg die internationale Aufmerksamkeit und die Verkaufbarkeit der Kunstwerke der Aborigines seit den frühen 1970er Jahren stark an.

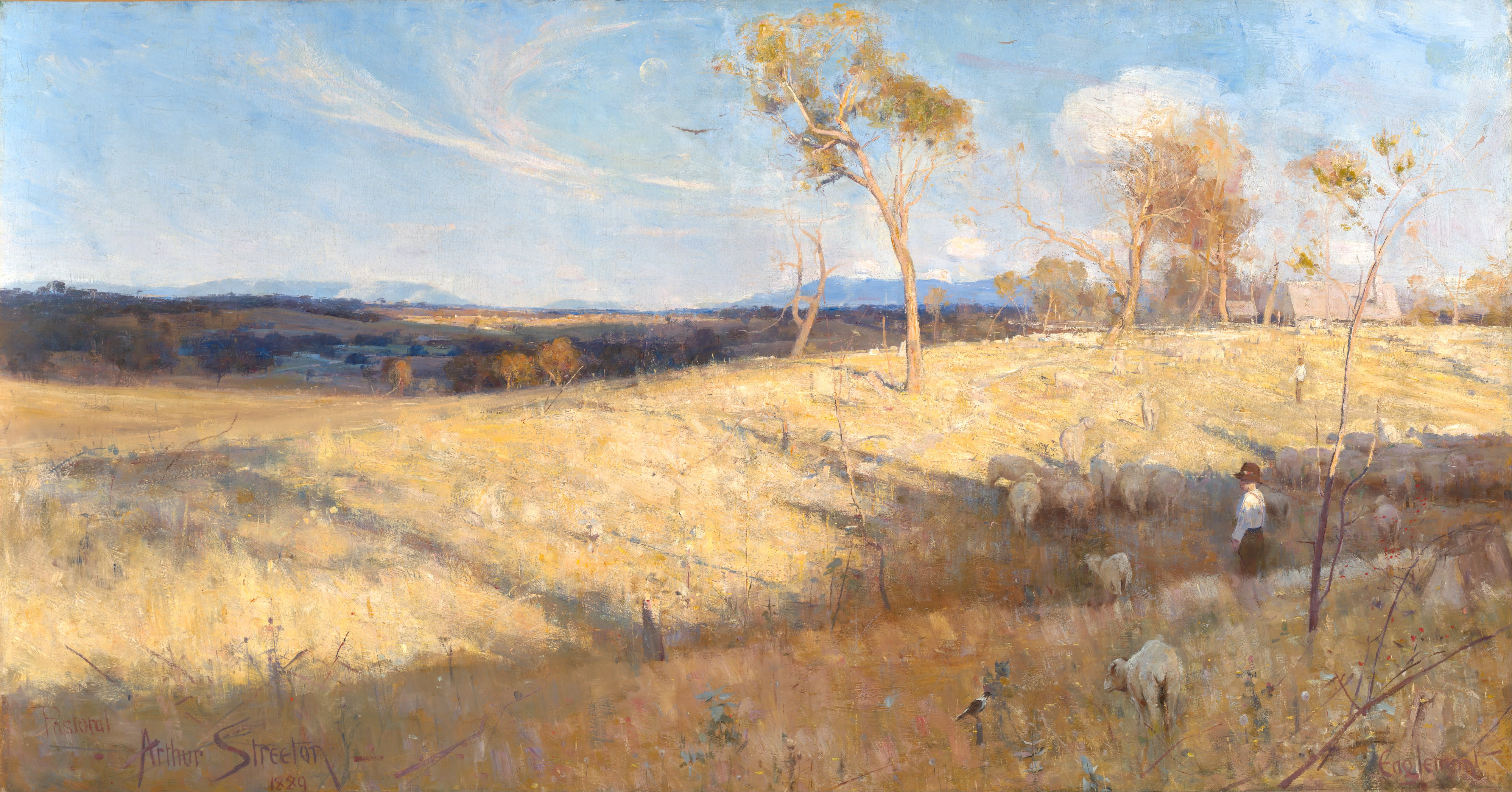
Golden Summer, Eaglemont (1889), Öl auf Leinwand, von Arthur Streeton, Vertreter der Heidelberger Schule

Die ersten Gemälde europäischer Siedler verwendeten meist Tiere oder Aborigines als Motive, waren stilistisch und farblich aber an europäischen Vorbildern orientiert. Conrad Martens passte allerdings die europäische Malerei an die australischen Verhältnisse an. Mit der Aneignung des französischen Impressionismus durch die Heidelberger Schule in Melbourne gegen Ende des 19. Jahrhunderts gelang australischer Kunst erstmals internationale Anerkennung. Die expressionistische Bewegung im Australien der 1940er Jahre, vertreten unter anderem durch Sidney Nolan und Arthur Boyd, beeinflusste auch die Werke etablierter Maler wie Russell Drysdale und William Dobell.
Lange Jahre konnte die moderne Bildende Kunst in Australien nicht Fuß fassen; dies dauerte von der Großen Depression bis ans Ende der 1950er‑Jahre. Danach dominierte der abstrakte Expressionismus die Bildende Kunst Australiens. Wichtige Impulse lieferte hierfür die Wanderausstellung French Painting Today von 1953.
Heutige Arbeiten australischer Künstler werden zunehmend von Kunstformen der asiatischen Nachbarländer beeinflusst. Zeitgenössische Kunst verwendet darüber hinaus vielfältige Medien, um vor allem aktuelle Themen darzustellen wie die Umweltproblematik oder gesellschaftliche Veränderungen.
Wichtigste Kunstpreise für Porträt-Malerei sind der Doug Moran National Portrait Prize und der Archibald Prize, für australische Landschaftsgemälde oder figürliche Skulpturen der Wynne-Prize sowie für Genremalerei und Wandbilder der Sir John Sulman Prize.

### Film
| Jahr | Anzahl |
| ---- | ------ |
| 1975 | 24     |
| 1985 | 42     |
| 1995 | 18     |
| 2005 | 22     |

Im Jahre 1896 wurde in Sydney das erste Kino des Landes eröffnet. Der 1901 von der australischen Heilsarmee gedrehte Film Soldiers of the cross gilt als erster „echter“ Film der Welt. Anfang des 20. Jahrhunderts gab es schon eine boomende Filmindustrie. Bis in die 1930er Jahre wurden über 250 Stummfilme produziert. Mit der Übernahme des Vertriebs durch britische und US-amerikanische Firmen kam es jedoch zur Krise der australischen Filmproduktion. Trotzdem wurden auch weiterhin Produktionsfirmen gegründet, die in den 1930er Jahren Tonfilme vor allem zu australischen Themen drehten. Bekannte Regisseure dieser Zeit sind Ken G. Hall und Charles Chauvel. Chauvel drehte auch den ersten australischen Farbfilm, Jedda, ein vor allem mit Aborigines besetztes Drama.
1969 beschloss die australische Regierung eine Verstärkung der Filmförderung. In den folgenden Jahren konnten dann Filme mit australischer Thematik internationale Erfolge feiern. Einer der ersten dieser Filme war 1975 Picknick am Valentinstag von Peter Weir. In den nächsten Jahren folgten dann unter anderem die Mad-Max-Reihe von George Miller, Breaker Morant von Bruce Beresford und Gallipoli von Peter Weir, der inzwischen auch in Hollywood erfolgreich Regie führt. 1985 wurde Crocodile Dundee – Ein Krokodil zum Küssen mit Paul Hogan in der Hauptrolle zum Überraschungserfolg. Weitere internationale Erfolge waren 1992 Strictly Ballroom von Baz Luhrmann, 1994 Muriels Hochzeit von P. J. Hogan und Priscilla – Königin der Wüste von Stephan Elliott, 1996 Shine – Der Weg ins Licht von Scott Hicks, 2002 Long Walk Home von Phillip Noyce, sowie 2004 Somersault von Cate Shortland. Im Jahre 2008 erschien der Monumentalfilm Australia von Baz Luhrmann, der mit den australischen Weltstars Hugh Jackman und Nicole Kidman in den Hauptrollen als eine Art nationales Filmepos konzipiert war. Der Film erhielt jedoch nur mäßige Kritiken. Weitere international bekannte Schauspieler sind Eric Bana, Cate Blanchett, Toni Collette, Russell Crowe, Elizabeth Debicki, Errol Flynn, Mel Gibson, Rachel Griffiths, Chris Hemsworth, Heath Ledger, Olivia Newton-John, Miranda Otto, Guy Pearce, Sam Reid, Margot Robbie, Geoffrey Rush, Richard Roxburgh oder Naomi Watts.
Seit 1999 sind die Fox Studios in Sydney Produktionsort vieler Hollywood-Filme. Hier wurden unter anderem Mission: Impossible II, Teile von Australia, die zweite und dritte Episode der Star-Wars-Serie sowie Thor: Love and Thunder gedreht.

### Musik
Klassische Ensembles mit internationalem Ansehen sind die Symphonieorchester Sydneys, Melbournes und Tasmaniens sowie das Australische Jugendorchester und das Australische Kammerorchester. Als Vater einer eigenständigen australischen Kunstmusik gilt der Komponist Alfred Hill. Komponisten wie Peter Sculthorpe und John Antill haben in ihre Werke auch Einflüsse der Aborigines und der asiatischen Nachbarländer übernommen. Von der jüngeren Komponistengeneration haben sich Brett Dean, Georges Lentz und Liza Lim international einen Namen gemacht.
Country-Musik im US-amerikanischen Stil ist vor allem in ländlichen Gebieten des Südostens beliebt. Das jährlich in Tamworth stattfindende zehntägige Country Music Festival ist das zentrale Ereignis dieser Musik-Szene. Slim Dusty war ein bekannter australischer Country-Musiker.
Ein Vertreter des australischen Jazz ist Graeme Bell. International bekannte Künstler der Pop- und Rock-Musik sind unter anderem die The Seekers, Bee Gees, INXS, AC/DC, Kylie Minogue, Natalie Imbruglia, Rose Tattoo, 5 Seconds of Summer, Men at Work, Flash and the Pan, Midnight Oil, The Church, The Go-Betweens, Press Club, Silverchair, The Dissociatives, Parkway Drive, Delta Goodrem, Crowded House, Icehouse, Tame Impala, King Gizzard & the Lizard Wizard und Nick Cave. Aborigine-Bands wie Yothu Yindi oder Archie Roach versuchen eine Fusion von traditioneller indigener Musik mit Rock-Elementen. Zu letzterem Genre zählt auch die Band Powderfinger.

### Tanz und Theater

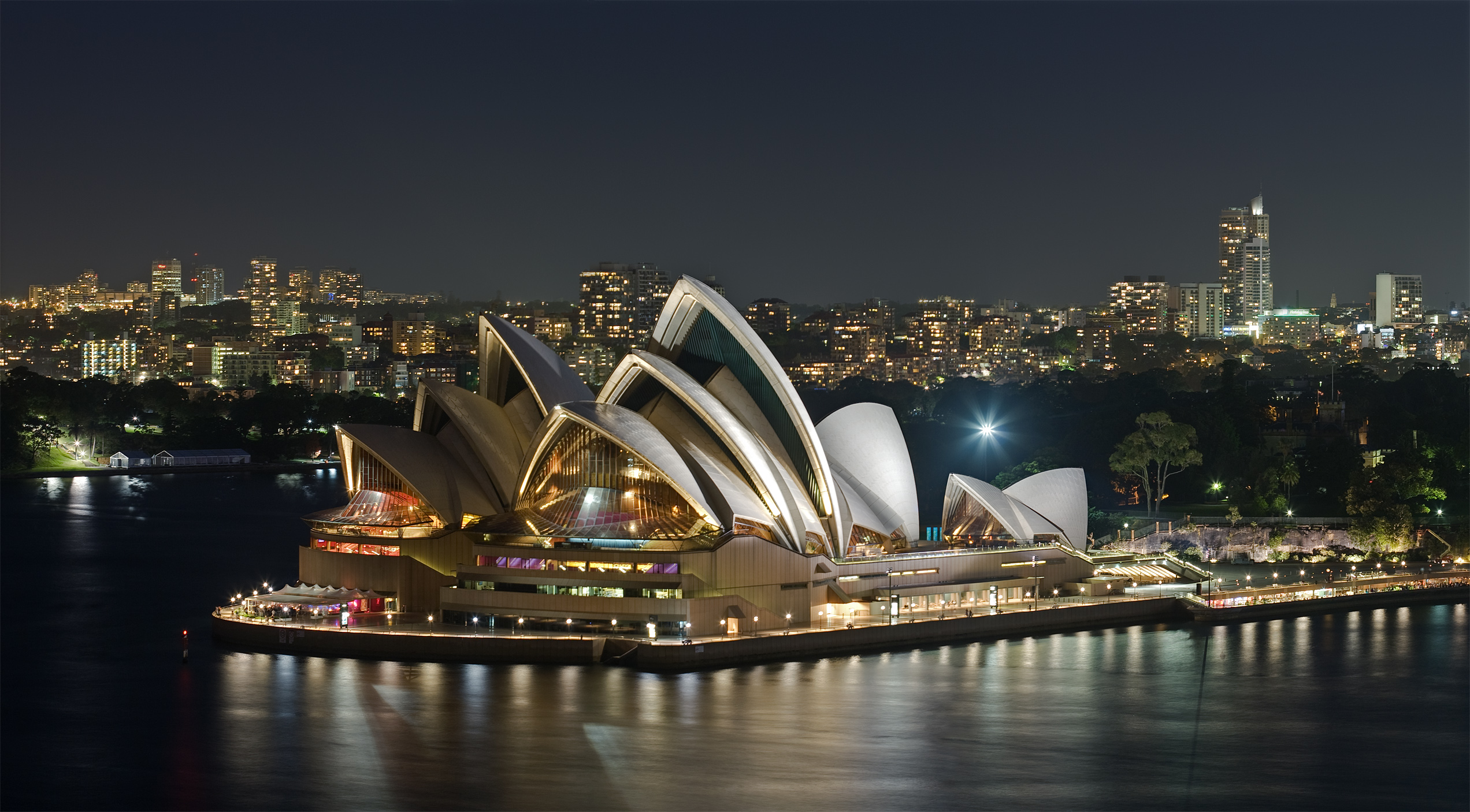
Das Sydney Opera House

Die Australische Oper mit Sitz in Sydney, die von dem dänischen Architekten Jørn Utzon geplant worden war, bringt etwa 300 Vorstellungen jährlich auf die Bühne. Die Koloratursopranistin Joan Sutherland gilt als bekanntestes Mitglied des Ensembles. Das nationale Ballett-Ensemble ist das 1961 gegründete Australian Ballett in Melbourne. Auf Tourneen durch Australien werden jährlich etwa 185 Aufführungen klassischen und modernen Balletts angeboten. Das Ballett gilt als eines der besten der Welt. Bedeutende Choreographen sind Robert Helpmann und Graeme Murphy. Murphy gründete auch die Sydney Dance Company, die auf dem Gebiet des modernen Tanzes in Australien führend ist.
Das Bangarra Dance Theatre und das Aboriginal and Islander Dance Theatre verschmelzen traditionelle Tänze der indigenen Bevölkerung und modernen Tanz.
Klassisches Theater, aber auch moderne Inszenierungen, werden von der Sydney Theatre Company aufgeführt. Der führende Theaterautor Australiens ist David Williamson, der unter anderem der australischen Mittelklasse in seinen Stücken den Spiegel vorhält. In den fünf Sälen des 1973 eröffneten Sydney Opera House werden neben Konzerten und Opern auch Theaterstücke und Filme vorgeführt.

### Museen
Das älteste Museum Australiens ist das 1827 am Hyde Park in Sydney errichtete Australian Museum. Es enthält umfangreiche naturhistorische Sammlungen, aber auch Sammlungen zur Geschichte und Kultur der indigenen Bevölkerung. Ein weiteres naturhistorisches Museum von Bedeutung ist das Museum Victoria, gegründet 1854 in Melbourne, mit einer 12 Millionen Exemplare umfassenden Sammlung.
Australische Kunst von den kolonialen Anfängen bis zu zeitgenössischen Künstlern beherbergt die Art Gallery of New South Wales, gebaut um 1880 in Sydney. Auch europäische und asiatische Werke zählen zu den Objekten dieses Museums. Die hier angeschlossene Yiribana Gallery ist die weltweit größte Sammlung indigener australischer Kunst.

### Medien

#### Pressefreiheit
In der Rangliste der Pressefreiheit von Reporter ohne Grenzen rutschte Australien 2020 um fünf Ränge auf Platz 26 ab. Damit lag das Land allerdings noch klar vor Spanien (29), Frankreich (34) und Großbritannien (35). Deutschland belegte in dem Jahr die elfte Position. Australiens Abstufung liegt jedoch nicht alleine in der bedenklichen Medienmonopolisierung begründet. Ein weiterer Faktor sind zunehmend restriktive Gesetze zur Kontrolle der Medien, die davon profitieren, dass die Verfassung von Australien keine Pressefreiheit kennt. Hiergegen protestiert die Medienbranche mit der Kampagne Media Freedom – Your Right To Know. Offiziell ist das Australian Press Council für die Pressefreiheit zuständig.

#### Verfolgung von Whistleblowern
Im Jahr 2014 trat mit dem Public Interest Disclosure Act 2013 ein Gesetz in Kraft gesetzt, das vorgeblich Whistleblower schützen soll. Tatsächlich jedoch wurden in den darauffolgenden 10 Jahren Whistleblower weiterhin strafrechtlich verfolgt, weil ihnen der Schutz verwehrt wurde. Zur Anwendung kam das Gesetz, das Whistleblower schützen soll, mit Stand 2023 nicht.

#### Medienübersicht und Mediengeschichte
Australiens Medien sind weltweit am stärksten monopolisiert und dabei mit den drei Familien Fairfax, Murdoch und Packer verbunden, die über die zweite Hälfte des zwanzigsten Jahrhunderts die australische Medienlandschaft beherrschten. Mit Stand 2021 dominieren die Medienunternehmen News Corporation und Nine Entertainment Company sowohl den Fernseh- als auch den Zeitungsmarkt des Landes.
Frank Packer stieg 1934 nach dem Tod seines Vaters Robert Clyde Packer in das Zeitungsgeschäft seiner Familie ein und gründete im Jahr 1936 das Medienunternehmen Australian Consolidated Press (ACP), das er bis zu seinem Tode 1974 leitete. 1956 gründete er den ersten Fernsehsender Australiens TCN-9 Sydney aus dem sich das Nine Network entwickelte, eine der größten australischen Rundfunkgesellschaften. Franks Sohn Kerry Packer übernahm die Familiengeschäfte 1974. Unter ihm fusionierten ACP und Nine Network 1994 zu Publishing and Broadcasting (PBL), dem seinerzeit führenden Medienkonzern des Landes. Die Leitung des Unternehmens ging 1998 an Kerrys Packers Sohn James Packer über, der seither neben dem Mediengeschäft zudem neue Märkte im Bereich Glücksspiel erschloss. 2007 wurde PBL aufgespalten: James Packer konzentrierte sich auf das Glücksspielsegment Crown Limited und die Packer-Familie zog sich aus dem Medienteil Consolidated Media Holdings (CMH) immer weiter zurück. In der Folge wurde aus der Holding PBL Media am 2. Dezember 2010 die Nine Entertainment Company. Im Jahr 2012 wurde CMH vom Mitbewerber News Corporation übernommen.
Dem Medienunternehmer Keith Murdoch gehörten zum Zeitpunkt seines plötzlichen Todes im Jahr 1952 zwei Zeitungen und ein Radiosender im südaustralischen Adelaide, darunter die für das Medienunternehmen namensgebende Tageszeitung The News. Keiths Sohn Rupert Murdoch übernahm die Leitung des Unternehmens und baute es ab Ende der 1960er Jahre zum international tätigen Medienkonzern News Corporation aus. Erste internationale Zukäufe waren die beiden britischen Boulevardzeitungen News of the World und The Sun im Jahr 1969, vier Jahre später folgte mit der San Antonio News der Schritt in die Vereinigten Staaten von Amerika. Am 28. Juni 2013 wurde die News Corporation in 21st Century Fox umbenannt, zugleich wurden die gesamte Zeitungssparte in das neue Unternehmen News Corp. ausgegliedert. Zu News Corp. gehört unter anderem mit The Australian eine auflagenstarke, landesweit erscheinende Zeitung.
Fairfax Media wurde 1841 als John Fairfax and Sons gegründet. Zu dieser Zeit hatte John Fairfax die Tageszeitung The Sydney Morning Herald erworben. Die Fairfax-Familie hielt die Kontrolle über das Medienunternehmen, das neben nationalen (wie The Australian Financial Review) und regionalen Zeitungen (wie The Age in Melbourne) mit hoher Auflage auch diverse Radiosender umfasste. Im Dezember 1990 brach das Unternehmen unter seiner Schuldenlast zusammen. Hauptaktionäre von Fairfax waren zu dieser Zeit der kanadische Medienunternehmer Conrad Black mit einem Anteil von 25 % sowie Kerry Packer, der über Publishing and Broadcasting mit 15 % beteiligt war. Blacks Versuch, mehrheitlicher Anteilseigner bei Fairfax zu werden, scheiterte am Widerstand der australischen Regierung. Er verkaufte seinen Anteil 1996 an Brierley Investments Limited (BIL) aus Neuseeland. In den Folgejahren übernahm Fairfax dort einige namhafte Zeitungen. Im Jahr 2018 verkündeten die Nine Entertainment Company und Fairfax ihren Zusammenschluss zu Australiens größtem Medienunternehmen.
Neben Nine Network agieren landesweit mit Seven Network (Sendestart 1963) und Network Ten (Sendestart 1964) zwei weitere kommerzielle TV-Netzwerke auf dem Fernsehmarkt. Als nationale Rundfunkanstalten betreiben die Australian Broadcasting Corporation (ABC, Sendestart Radio 1929, Fernsehen ab 1956) und Special Broadcasting Service (SBS, Sendestart 1980) je ein landesweit zu empfangendes Fernsehprogramm sowie mehrere Radioprogramme. Die Radioprogramme von SBS werden in 68 Sprachen ausgestrahlt, darunter auch auf Deutsch. Mit Community Entertainment Television (CETV) und Foxtel starteten 1995 zwei Pay-TV-Programmanbieter. CETV wurde später in Austar umbenannt und im Jahr 2012 von Foxtel übernommen. Foxtel gehört seit 2018 zu 65 % zu News Corp., die restlichen 35 % hält das australische Telekommunikationsunternehmen Telstra.

#### Regulierung der Medien
Eine Mediengesetz-Novelle mit Ziel, eine Urheberrechtsabgabe für Presseerzeugnisse gegenüber Internetkonzernen wie Google oder Facebook durchzusetzen, eskalierte im Februar 2021. Trotz verbreiteter Kritik erklärte sich Google noch vor der Verabschiedung des Gesetzes bereit, der Nine Entertainment Company 30 Millionen Dollar pro Jahr für die Nutzung von Nachrichteninhalten zu zahlen. Facebook hingegen sperrte den Zugang zu australischen Nachrichtenseiten über seine Plattform für Nutzer in Australien. Als Begleitschaden wurden kurzfristig auch die Facebook-Auftritte des Wetterdienstes Bureau of Meteorology, Gesundheitsbehörden wie SA Health, ACT Health oder Queensland Health sowie Facebook-Angebote von australischen Rettungsdiensten und Feuerwehren blockiert. Australiens Finanzminister Josh Frydenberg vermeldete am 23. Februar 2021 nach erneuten Verhandlungen eine Einigung mit Facebook. Nach dem Wunsch der australischen Regierung soll das Regelwerk Tech-Firmen einen Anreiz bieten, Abkommen ohne staatliche Intervention direkt mit Medienanbietern zu schließen.

#### Internetnutzung
Im Jahr 2022 nutzten 94,9 Prozent der Einwohner Australiens das Internet.

### Sport
Sport ist ein wichtiger Teil der australischen Kultur, gefördert durch ein Klima, das Outdoor-Aktivitäten begünstigt. Laut der Volkszählung des Jahres 2001 sind 23,5 % der über vierzehnjährigen Australier regelmäßig im organisierten Sport aktiv. Bekannte australische Sportler sind die Sprinterin Cathy Freeman und der Schwimmer Ian Thorpe.
Australien hat an sämtlichen modernen Olympischen Spielen und allen Commonwealth Games teilgenommen, gehörte 1912/14 zu den Vorreitern der Finanzierung von Spitzensport durch den Staat, war in den Jahren 1956 und 2000 Gastgeber der Olympischen Sommerspiele und bisher fünfmal Gastgeber der Commonwealth Games (1938, 1962, 1982, 2006 und 2018). Auch Fernsehübertragungen von Sportereignissen sind beliebt, die Olympischen Sommerspiele sowie Finalspiele lokaler und internationaler Football-Turniere erreichen höchste Einschaltquoten.
Special Olympics Australien wurde 2003 gegründet und nahm mehrmals an Special Olympics Weltspielen teil.

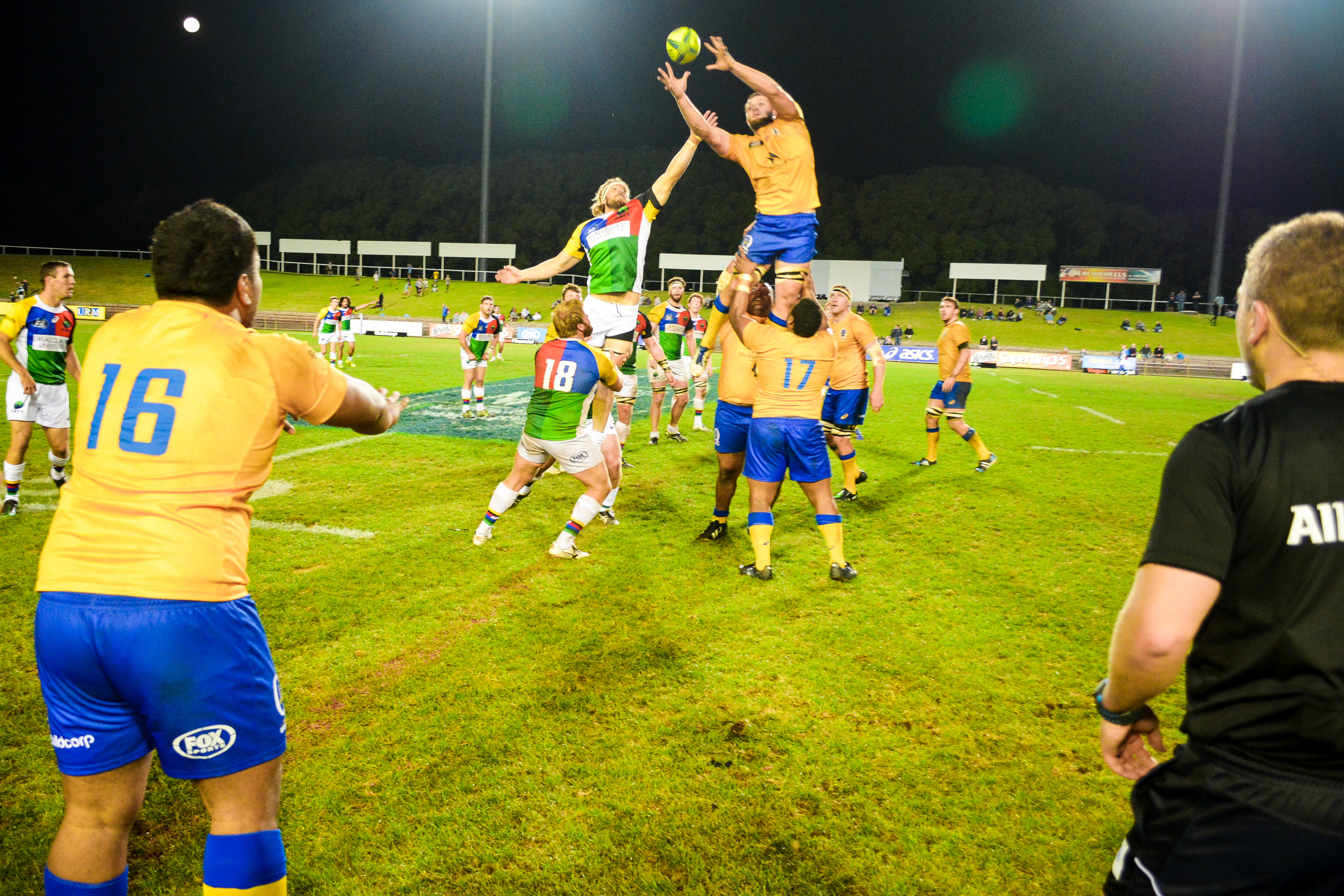
Rugbyspiel in Brisbane

Zu den beliebten Mannschaftssportarten Australiens zählen zwei Varianten des Rugby: Rugby League sowie Rugby Union. Daneben ist Australian Football, in Australien vor allem unter den Namen Footy oder Aussie Rules, der Nationalsport. Australian Rules ist eine bedeutend nur in Australien verbreitete Sportart, die auf einem ovalen Feld gespielt wird. Internationale Erfahrungen können die Spieler nur im einmal jährlich stattfindenden International-Rules-Turnier sammeln. Dabei wird eine Mischung aus Australian Rules und Gaelic Football gespielt. Bei der Beurteilung, ob Rugby oder Football der beliebteste Sport ist, sind regionale Unterschiede auszumachen. So gilt die Gegend um Melbourne als Hochburg des Aussie Rules, während rund um Sydney eher Rugby der Nummer-eins-Sport ist. Die Wallabies, Australiens Rugby-Union-Nationalmannschaft, gewann bisher zweimal die Weltmeisterschaft (1991 und 1999). Außerdem war man zweimal Gastgeber dieses Turniers, 1987 zusammen mit Neuseeland und 2003 alleine. Die Weltmeisterschaft 2027 und die Frauen-Weltmeisterschaft 2029 sollen in Australien stattfinden. Die Kangaroos sind die mit Abstand erfolgreichste Mannschaft bei Rugby-League-Weltmeisterschaften.

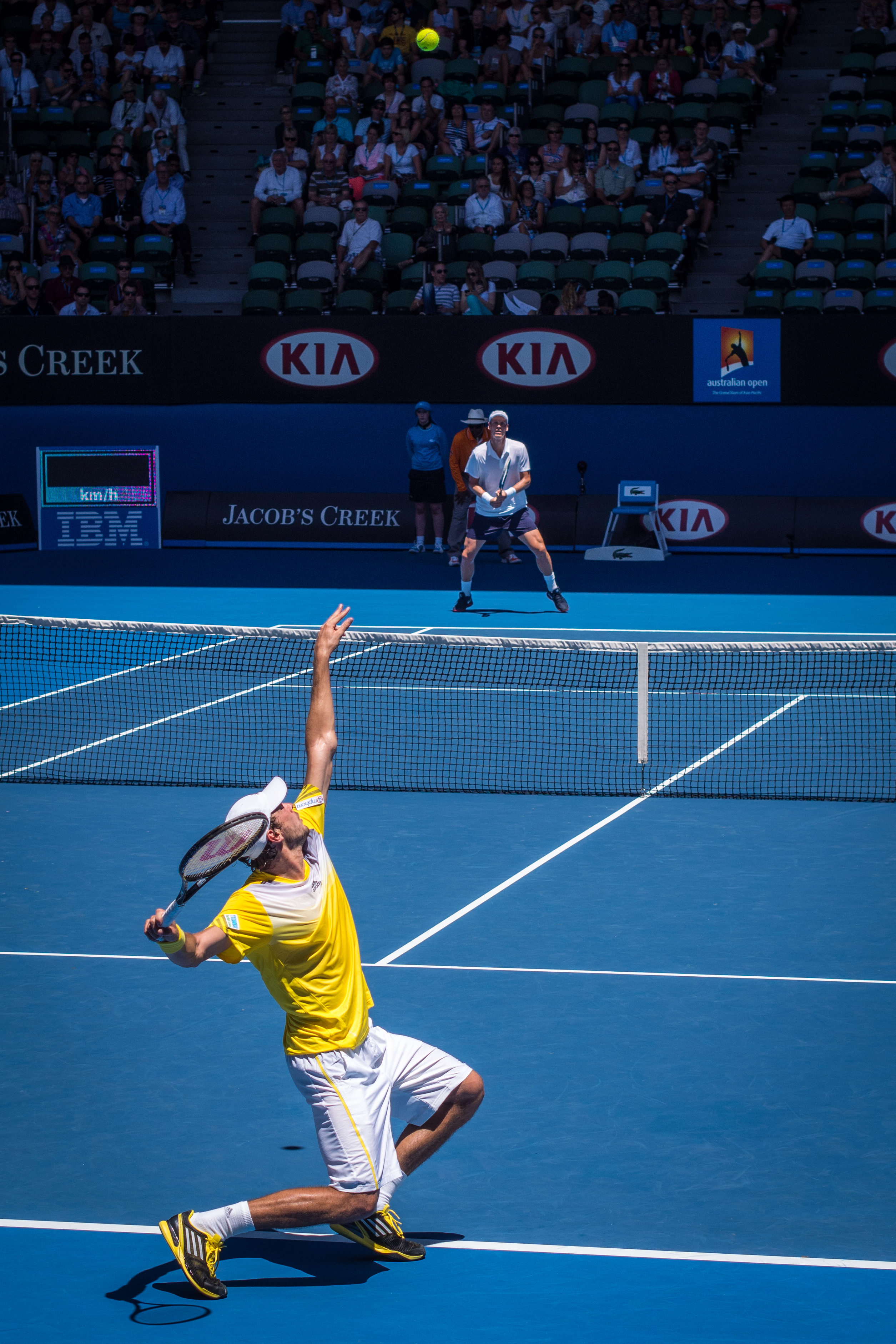
Tennismatch bei den Australian Open 2013 in Melbourne

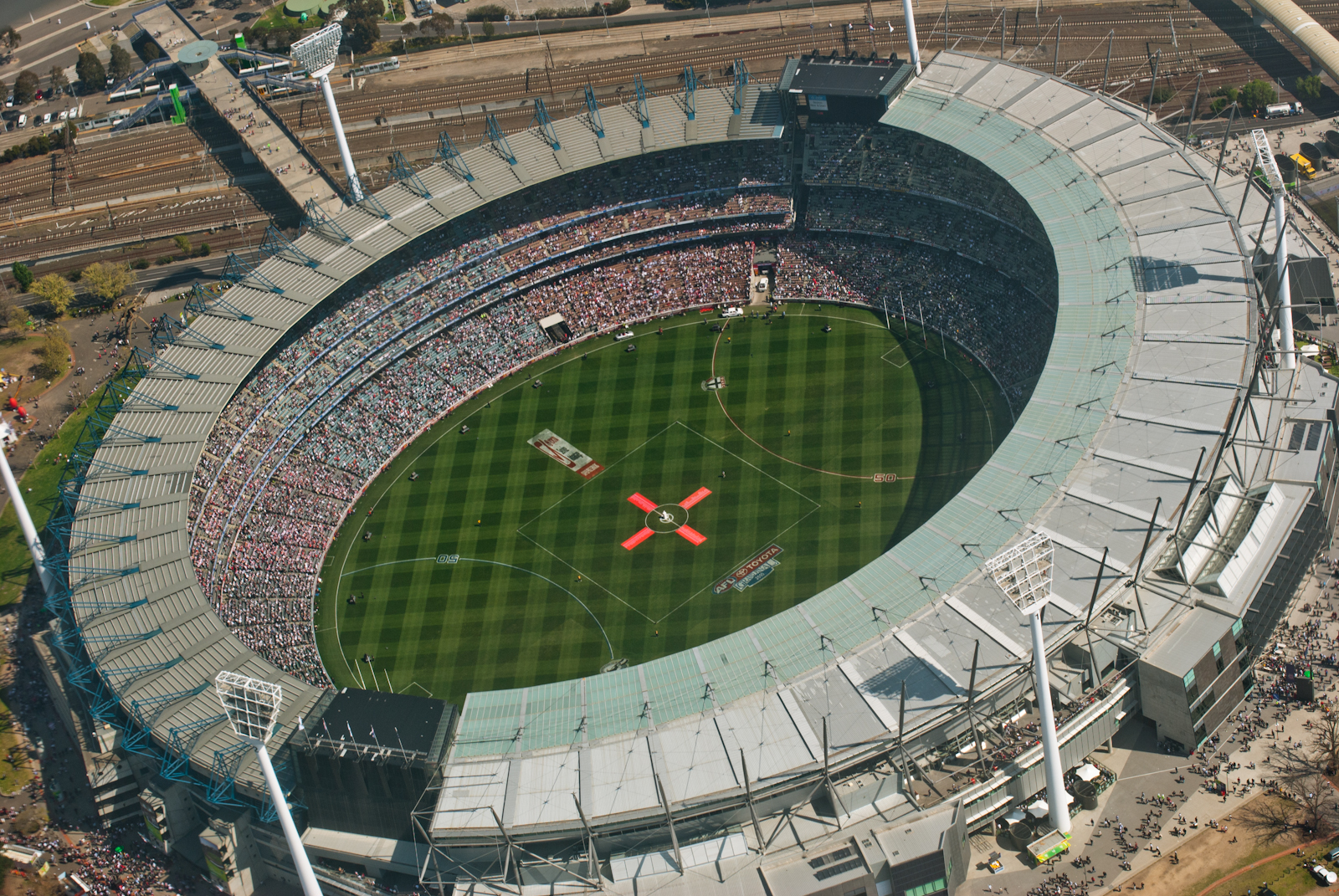
Der Melbourne Cricket Ground

National und international erfolgreich sind außerdem die Teams in Cricket und Netball. Die australische Cricket-Nationalmannschaft ist nach England die älteste Mannschaft mit Teststatus und beide Länder spielen um die älteste Trophäe im internationalen Cricket, The Ashes. Australien ist sechsmaliger Cricketweltmeister (1987, 1999, 2003, 2007, 2015 und 2023) und war zusammen mit dem Nachbarn Neuseeland zweimal Gastgeber dieses Turniers (1992 und 2015). Australien gewann auch die Champions Trophy zweimal: 2006 und ICC Champions Trophy 2009. Beim T20 World Cup 2021 in Oman und den Vereinigten Arabischen Emiraten gewann Australien seinen ersten Weltmeisterschaftstitel in diesem Format, nachdem man Neuseeland mit acht Wickets bezwang. Australien war Gastgeber des T20 World Cup 2022, den England gewann, und wird zusammen mit Neuseeland den T20 World Cup 2028 anbieten. Nachdem Australien das Finale der World Test Championship 2021–2023 gegen Indien mit 209 Runs gewonnen hatte, wurden die Australier das erste Team, das jeden ICC-Titel mindestens einmal gewinnen konnte. Aber auch im Rad- und Schwimmsport werden herausragende Leistungen erbracht. 2011 gewann mit Cadel Evans erstmals ein Australier die Tour de France, das bedeutendste Radrennen der Welt. Seit 1905 findet eines der vier Tennis-Grand-Slam-Turniere in Australien statt: die Australian Open in Melbourne. Das Land hat mehrere Topspieler hervorgebracht, zu den erfolgreichsten gehören Roy Emerson und Rod Laver.
Die Formel 1 gastiert regelmäßig in Australien. Der Große Preis von Australien wurde seit 1985 in Adelaide gefahren und findet seit 1996 jährlich in Melbourne statt. Mit Jack Brabham kam ein dreifacher Weltmeister der Formel 1 aus dem Land. Daniel Ricciardo ist seit 2011 in der Formel 1 aktiv, Mark Webber war es von 2002 bis 2013. Außerdem fährt seit 2023 mit Oscar Piastri
ein weiterer australischer Grand-Prix-Sieger in der Formel 1. Insgesamt kommt das Land auf 14 Formel-1-Rennfahrer.
Im ebenfalls beliebten Motorradrennsport brachte das Land Weltmeister wie Casey Stoner, Wayne Gardner, Mick Doohan, Troy Bayliss oder Troy Corser hervor. Zu den WM-Läufen der Motorrad-Weltmeisterschaft und der Superbikes strömen jährlich viele Zuschauer zur Strecke von Phillip Island.
In den Winterschneegebieten der Australischen Alpen und auf Tasmanien ist Wintersport möglich, in vielen Städten wurden auch Eishockey-Stadien gebaut.
In den letzten Jahren gewinnt der Fußball in Australien nicht nur durch die Leistungen der Nationalmannschaft an Begeisterung. Die A-League ist die höchste Spielklasse im australischen Vereinsfußball. 2015 war das Land Gastgeber der Fußball-Asienmeisterschaft und konnte erstmals den Titel holen. Zuvor war Australien viermal Ozeanienmeister und nahm an sechs Weltmeisterschaften teil. Australien war gemeinsam mit Neuseeland Gastgeber der Frauen-Weltmeisterschaft 2023. Im Basketball zählt insbesondere die Nationalmannschaft der Damen zur Weltspitze.

## Filme
- Australien-Saga (1/2) Auf den Spuren der Entdecker. Dokumentation. Terra X, abgerufen am 14. Februar 2022 (ZDF 2016. Ein Film von Gero von Boehm. Unter Mitwirkung von Christopher Clark).
- Australien-Saga (2/2) Das letzte Paradies / Von Menschen und Meer. Dokumentation. Terra X, abgerufen am 14. Februar 2022 (ZDF 2016. Ein Film von Gero von Boehm. Unter Mitwirkung von Christopher Clark).